# Liste de fabricants de motos
Cette liste de fabricants de motos présente les entreprises qui fabriquent ou ont fabriqué des motos.
- Haut – A
- B
- C
- D
- E
- F
- G
- H
- I
- J
- K
- L
- M
- N
- O
- P
- Q
- R
- S
- T
- U
- V
- W
- X
- Y
- Z

## A
- ABC motorcycles ( Royaume-Uni, 1913-1923)
- ACE Motor Corporation ( États-Unis, 1919-1927)
- ACM
- Adler ( Allemagne, 1900-1907 ; 1949-1958)
- Aermacchi ( Italie, 1945-1978)
- AJS ( Royaume-Uni, 1911-1967)
- AKD
- Akt motos ( Colombie)
- Alta Motors ( États-Unis, 2010-2018)
- Alcyon ( France, 1904-1967)
- Alléluia ( France, 1922-1956)
- Moteurs Anzani
- Alpha Motors
- Andru ( France, Paris, 1903 - ?)
- Amazonas ( Brésil, 1978-1980)
- AMC ( Royaume-Uni, 1931-1966, issu de la fusion de Sunbeam, Matchless et AJS)
- Ancillotti
- Anglian ( Royaume-Uni, 1903-1912)
- Aprilia ( Italie, 1960-)
- Apsonic ( Chine, 2005-)
- Arbinet Fréres & Arbinet (FR, Dijon, 1910- c 1936)
- Ardie ( Allemagne, 1919-1958)
- Ariel ( Royaume-Uni, 1902-1970)
- Ariel Motor Company (motos récentes)
- Arlen Ness
- Arligue Moteurs (FR, Lyon, 1950-1953, différent de René Arliquie à Montargis)
- Armor (FR, Paris, 1910—1934, racheté par Société Gentil et Cie (Alcyon))
- Ascot-Pullin ( Royaume-Uni, 1928-1930)
- Aspes
- Astra ( Allemagne, 1923-1925)
- Astra ( Italie, Turin, 1931-1951)
- Atlantic (DE, 1923-1925)
- Atlantic (FR, 1929-1932)
- Atlantis (DE, 1925-1926)
- Aurora
- Austral (FR, 1908-1932, rachetée par Alcyon)
- Austro-Omega ( Autriche, 1932-1939)
- Auteco ( Colombie)
- Automoto ( France, 1901-1962)
- Avinton
- AWD

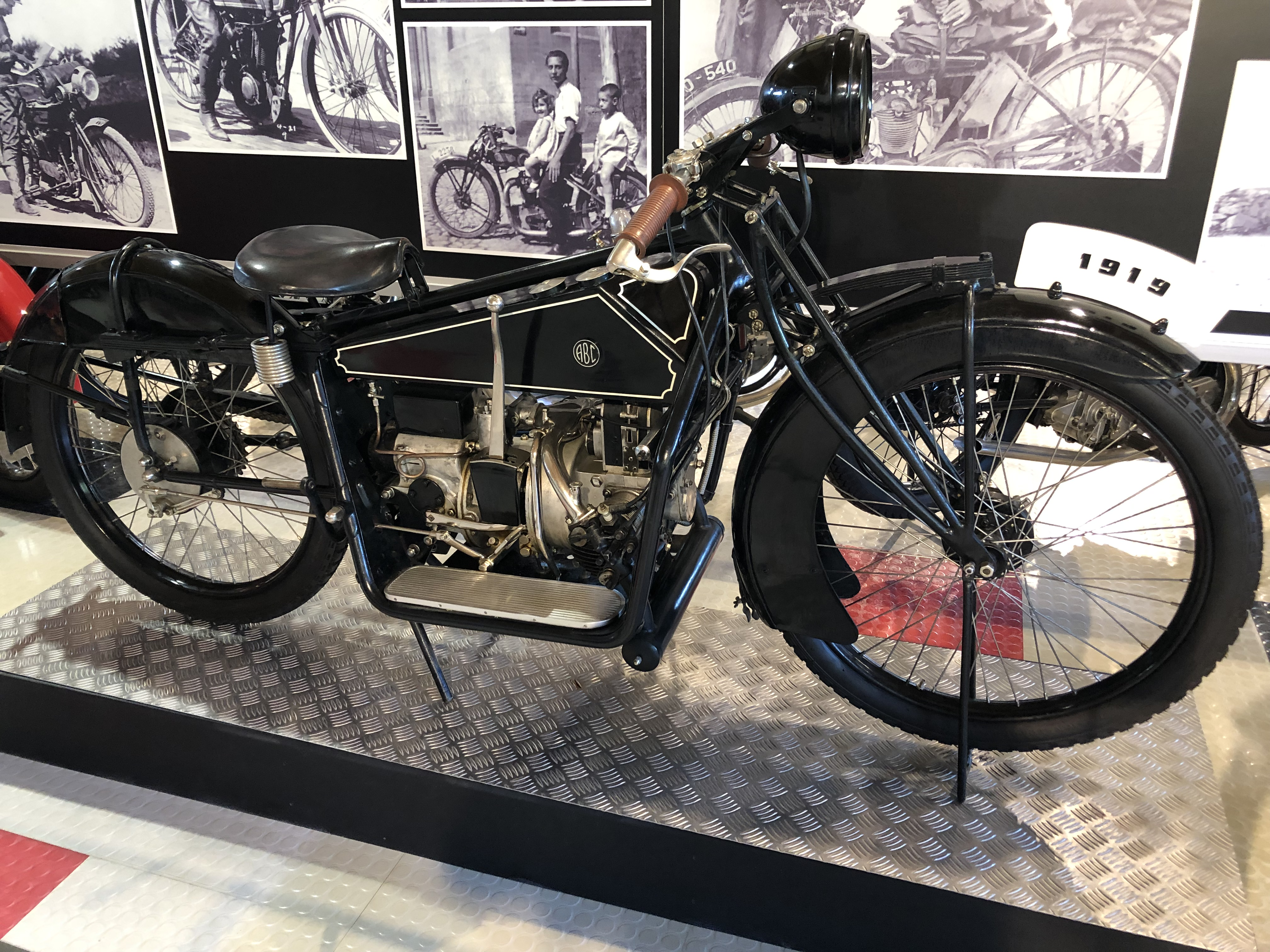
ABC 400 cm3 (1919).
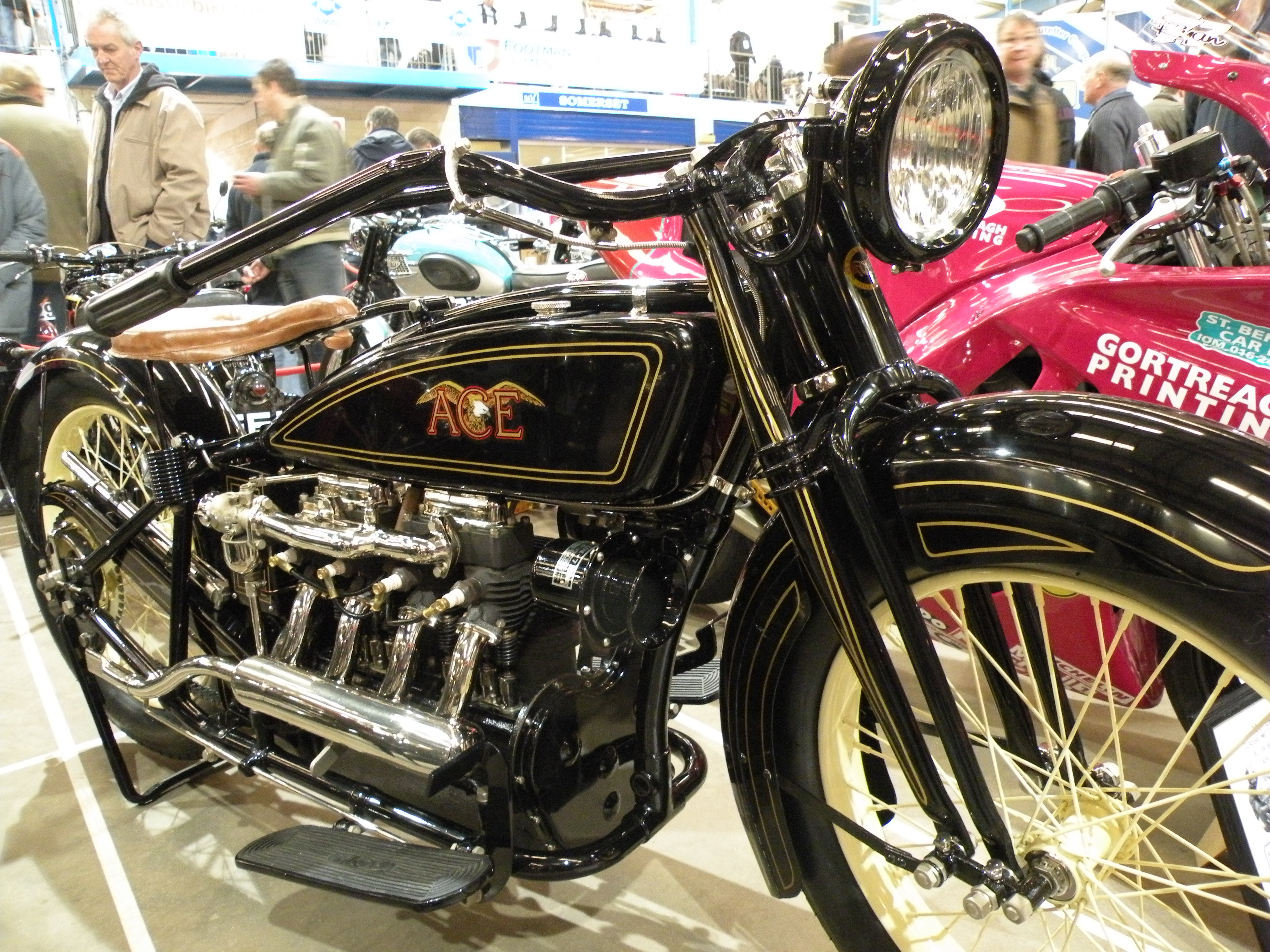
Ace (1922).
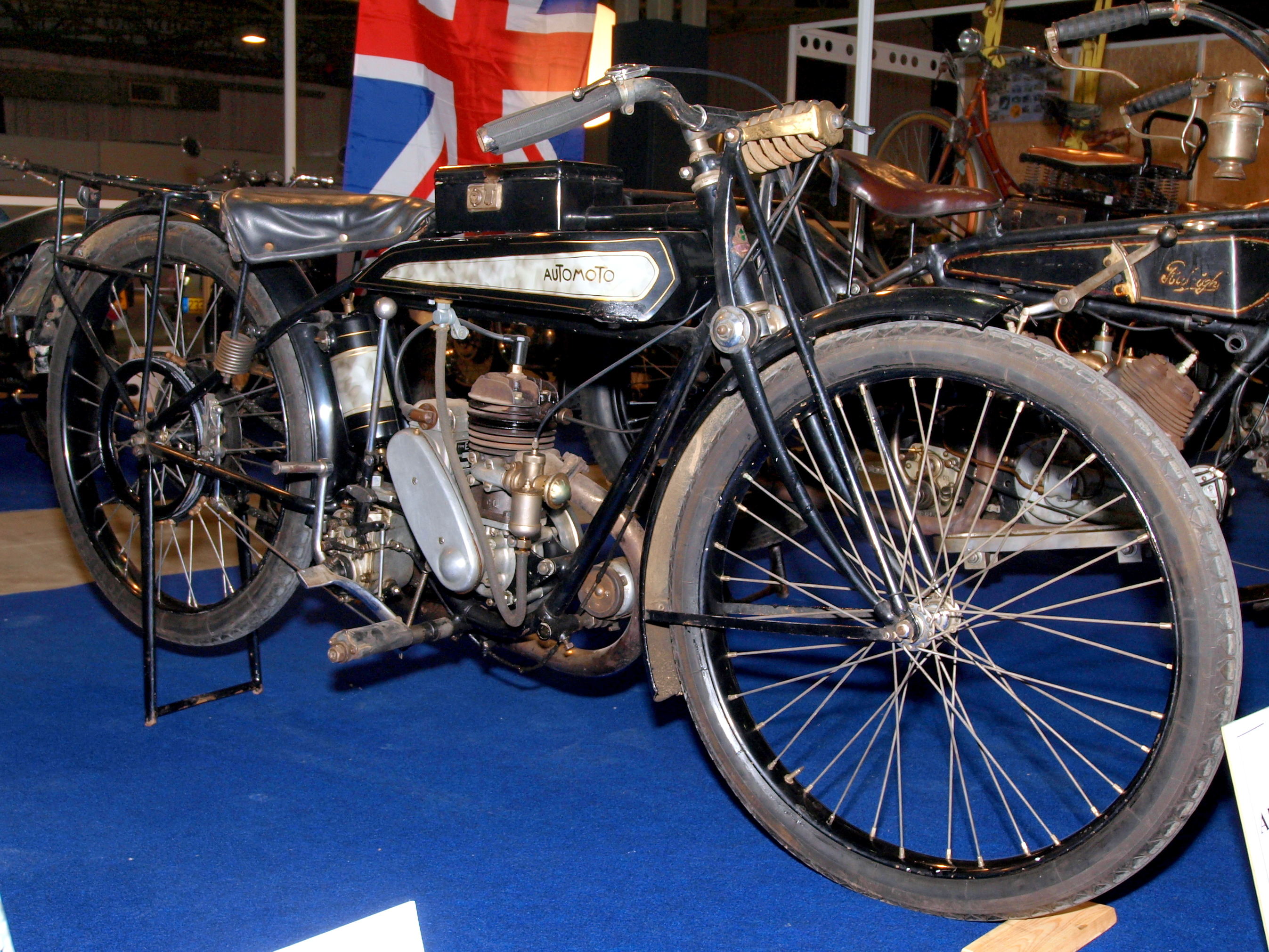
Automoto (1925).
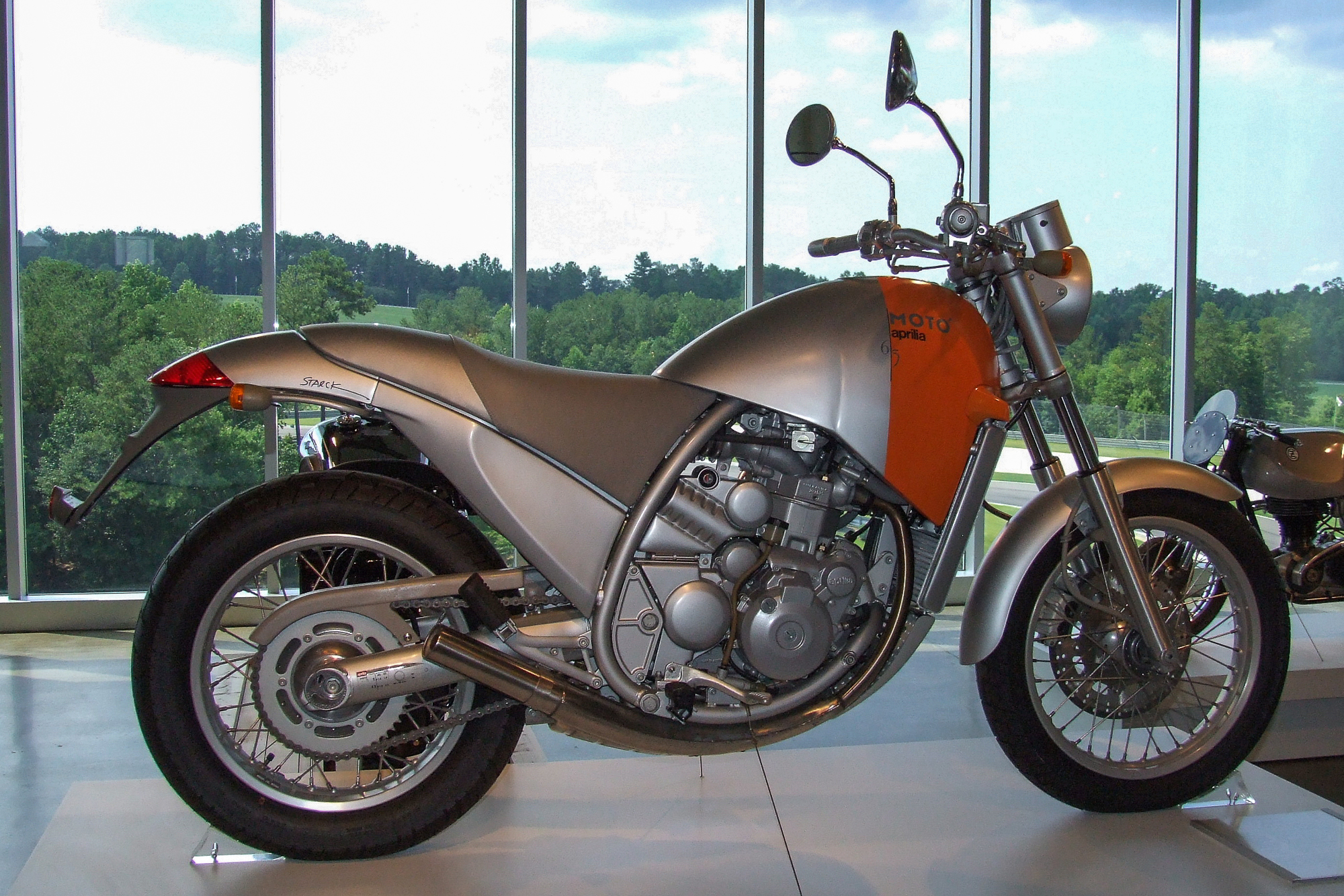
Aprilia 6.5 (1995).

## B
- Bajaj ( Inde, 1959-)
- Barigo
- Benelli ( Italie, 1921-2005 puis appartient au groupe Qianjiang Motorcycle  Chine)
- Benoit-Gonin (FR, Lyon, 1907-1929)
- Bernardet ( France, 1947-1957)
- Bernasse ( France, 1907-c.1920)
- Beta (( Italie, 1948-)
- BFG ( France, 1978-1983)
- Bianchi (( Italie, 1897-1967)
- Bimota
- Blériot ( France, 1919-1923)
- Blanche Hermine ( France, Vendée, 1921-1953)
- BMW Motorrad  Allemagne, 1923-)
- Boccardo
- Böhmerland ( République tchèque, 1924-1939, trois places en tandem)
- Bombardier Produits récréatifs ( Canada, 1942-)
- Borile ( Italie, 1988-)
- Boss Hoss ( États-Unis, 1990-)
- Boxer
- BPS ( France, 1973-1978)
- Brammo
- Bridgestone ( Japon, 1953-1967)
- Britten
- Broom Development Engineering
- Brough Superior ( Royaume-Uni, 1920-1940)
- BSA ( Royaume-Uni, 1910-1973)
- Buell ( États-Unis, 1984-2009)
- Bultaco ( Espagne, 1958-1983)

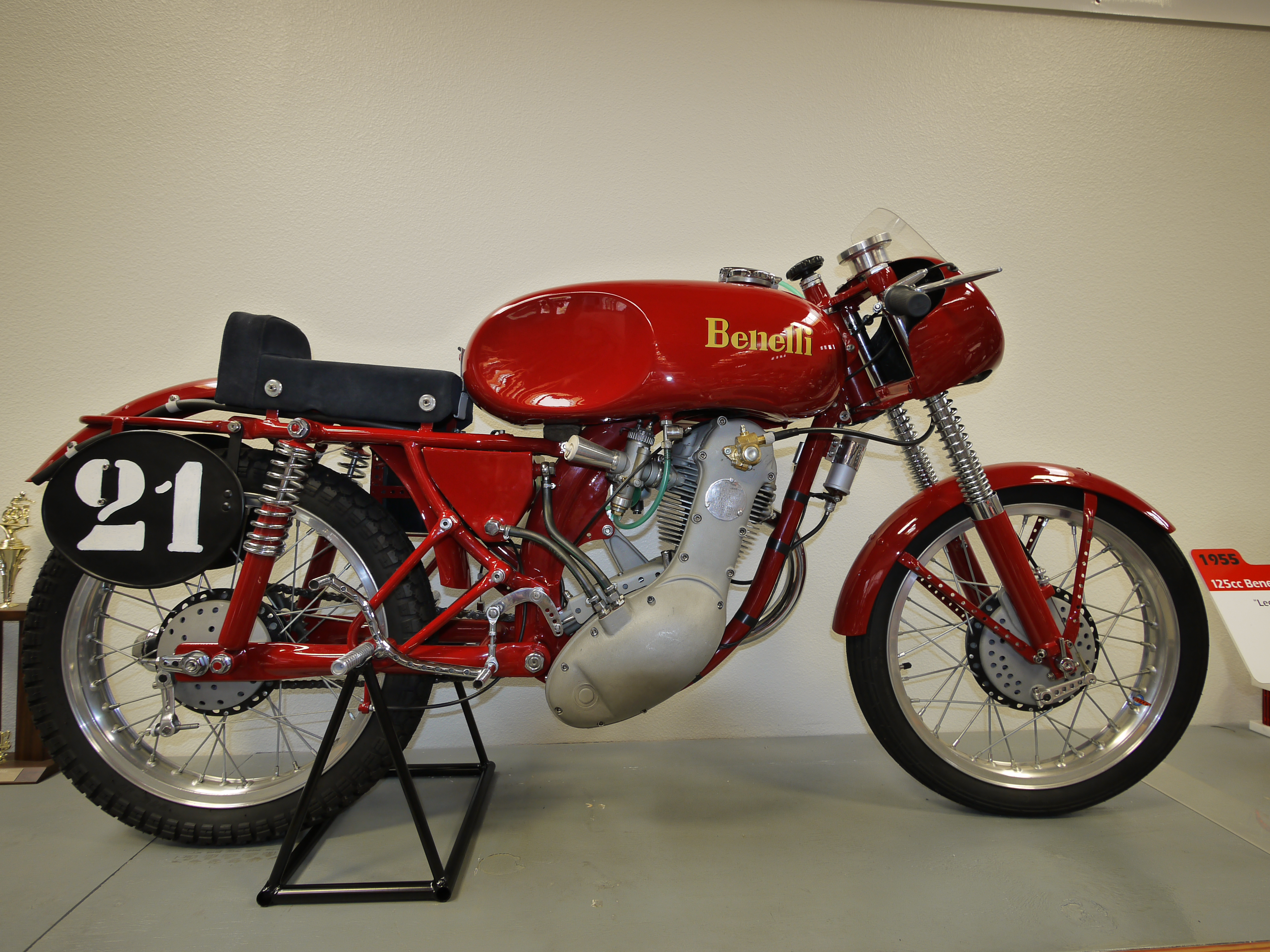
Benelli 125 Leoncino Corsa (1955).
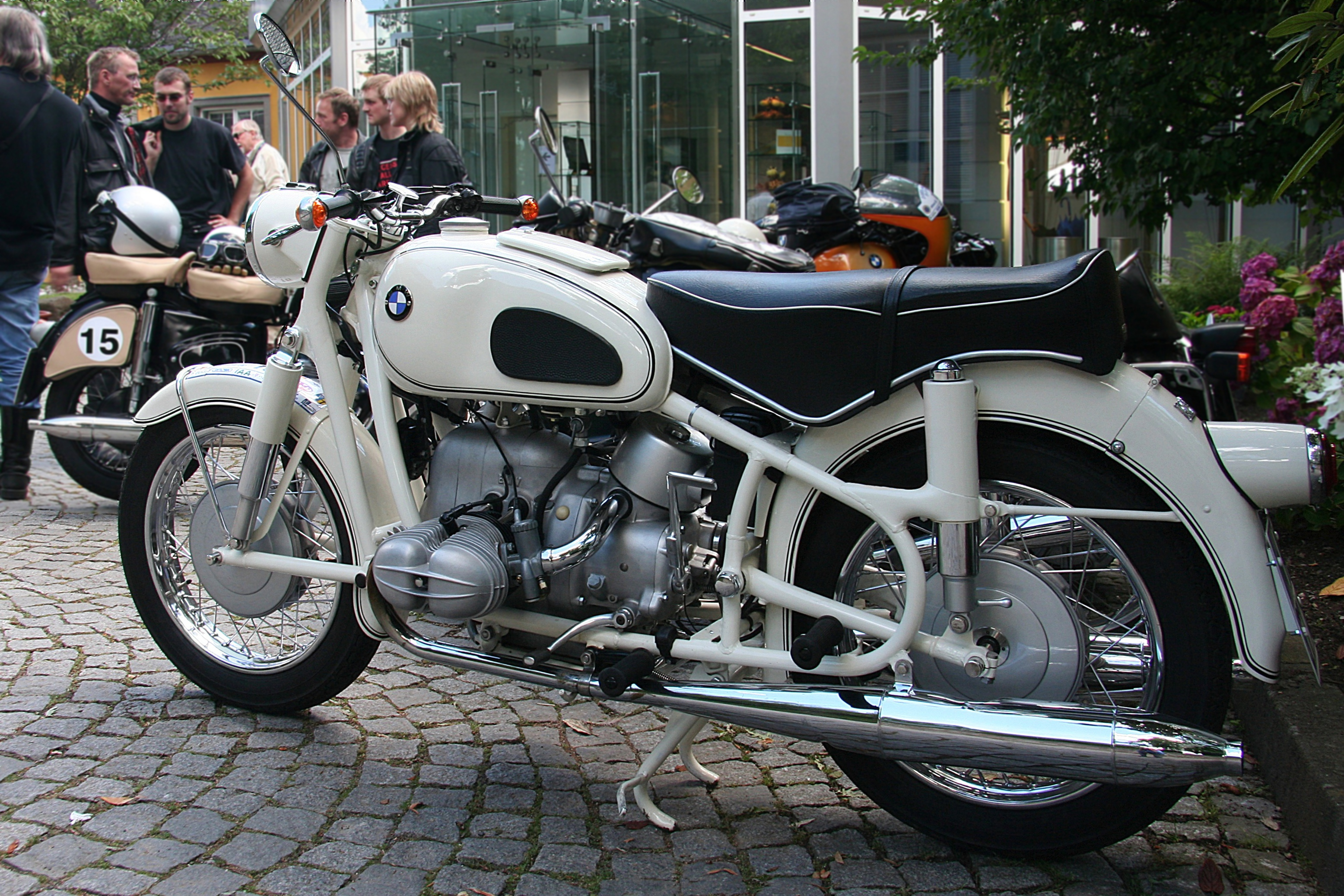
BMW R 69 S (1966).
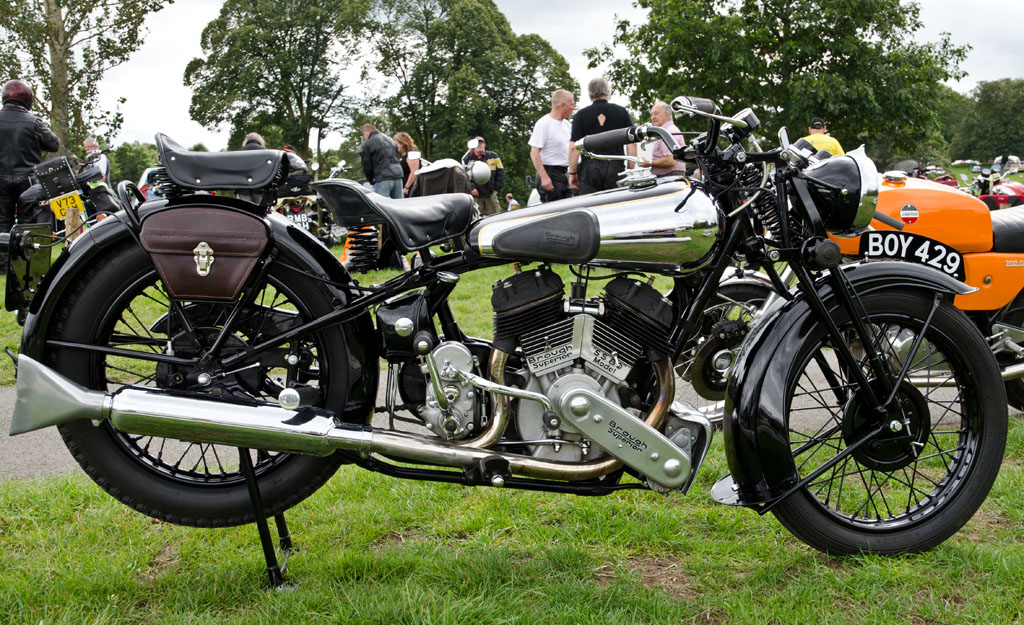
Brough Superior SS80 (1936).
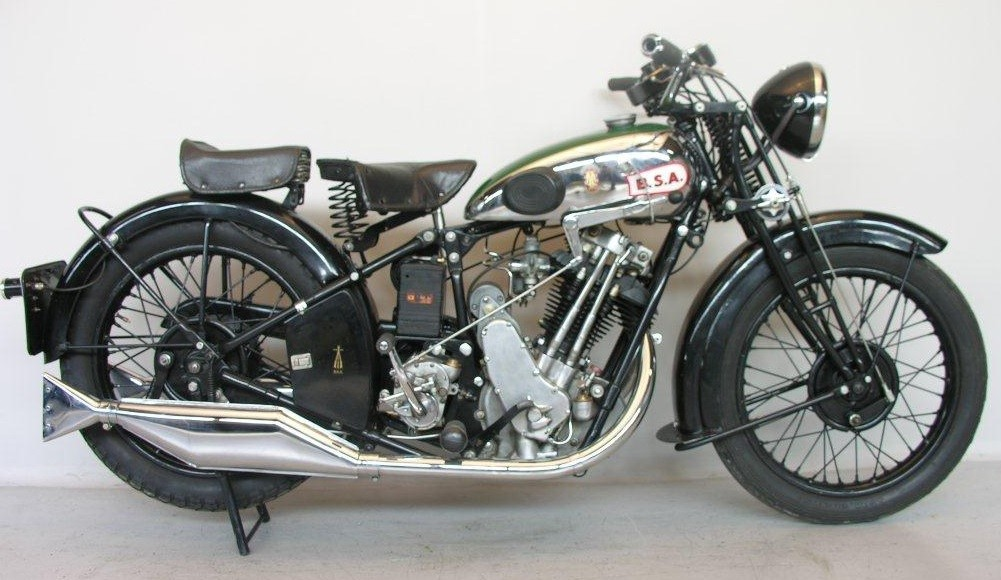
BSA  S31 500 OHV Sloper (1931).

## C
- Cafè Racers & Superbikes ( Italie, 1992-2017)
- Cagiva ( Italie, 1978-)
- California Motor Company (en), constructeur américain en 1896 ayant fusionné avec Yale (nl) en 1903
- Calthorpe
- Can-Am ( Canada depuis 1973)
- Caproni
- Carlton ( France, Chabreloche, 1924-1938)
- Casal (en) ( Portugal, 1953)
- CCM
- CEMEC (Centre d'Études de Moteurs à Explosion et à Combustion) ( France, 1948-1955)
- Cf moto ( Chine, 1989-)
- Chang-Jiang
- Cheney Racing
- Cimatti (en), constructeur italien de 1937 à 1984
- Cleveland ( États-Unis, 1915-1929)
- Clews Competition Motorcycles
- Centre de montage et de récupération (CMR)
- CFC (FR, 1903-1906)
- Chaise
- Christophe (FR, 1920)
- Cilo-Suisse
- Clément (FR, 1897-1905)
- Clément-Garrard (UK, Birmingham, 1902-1911, sous licence de Clément-Gladiator)
- Clément-Gladiator
- CODRIDEX (FR, 1952-1956)
- Cointot
- Condor ( Suisse, 1901-1959)
- Conti
- Corbe (FR, 1901-1910)
- Cottereau
- CP-ROLEO (FR, 1924-1939)
- CPI Motor Company
- Csepel
- Curtiss
- Cushman (en)
- Cyclone
- Cycma
- CZ ( Tchécoslovaquie, 1932-1993)

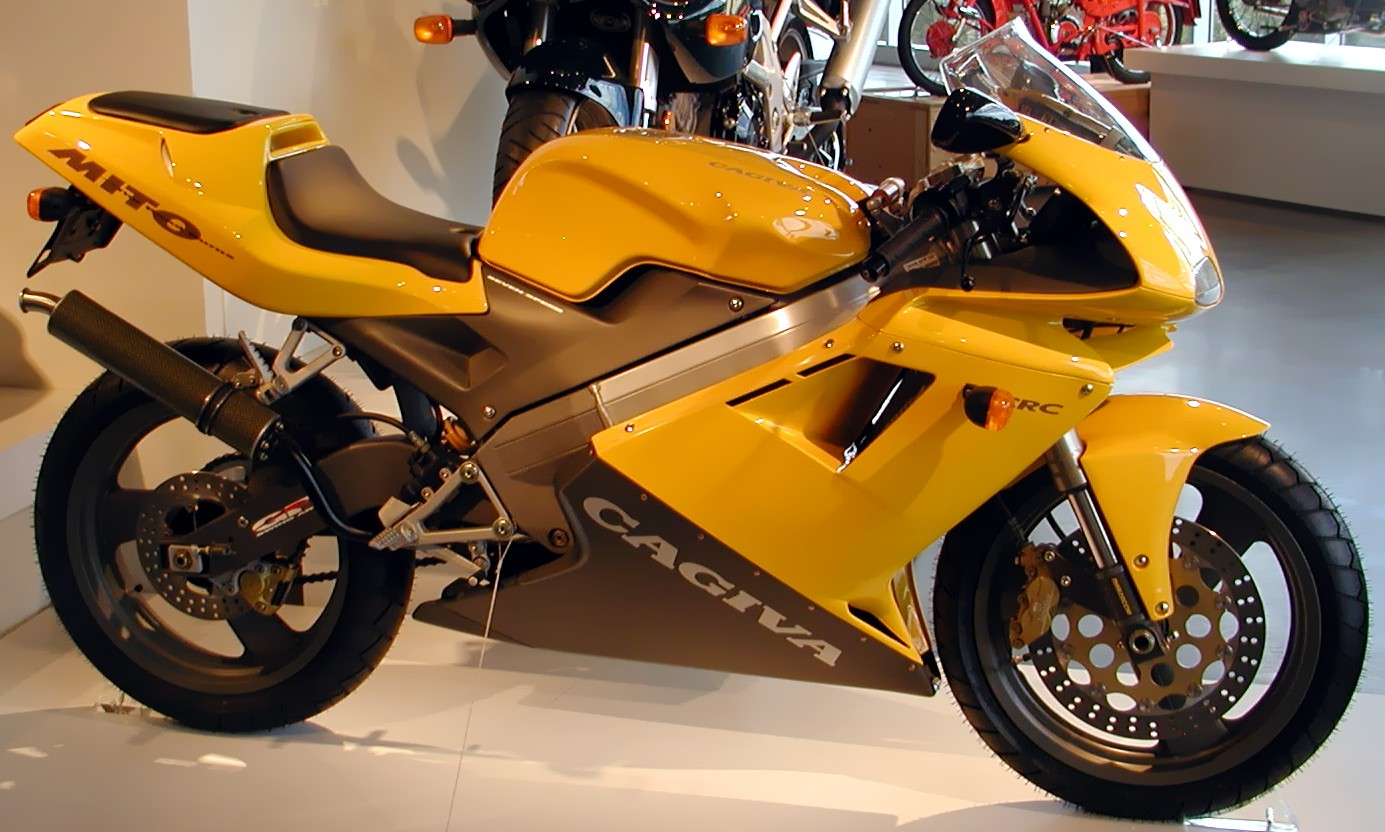
Cagiva Mito125 (1995).
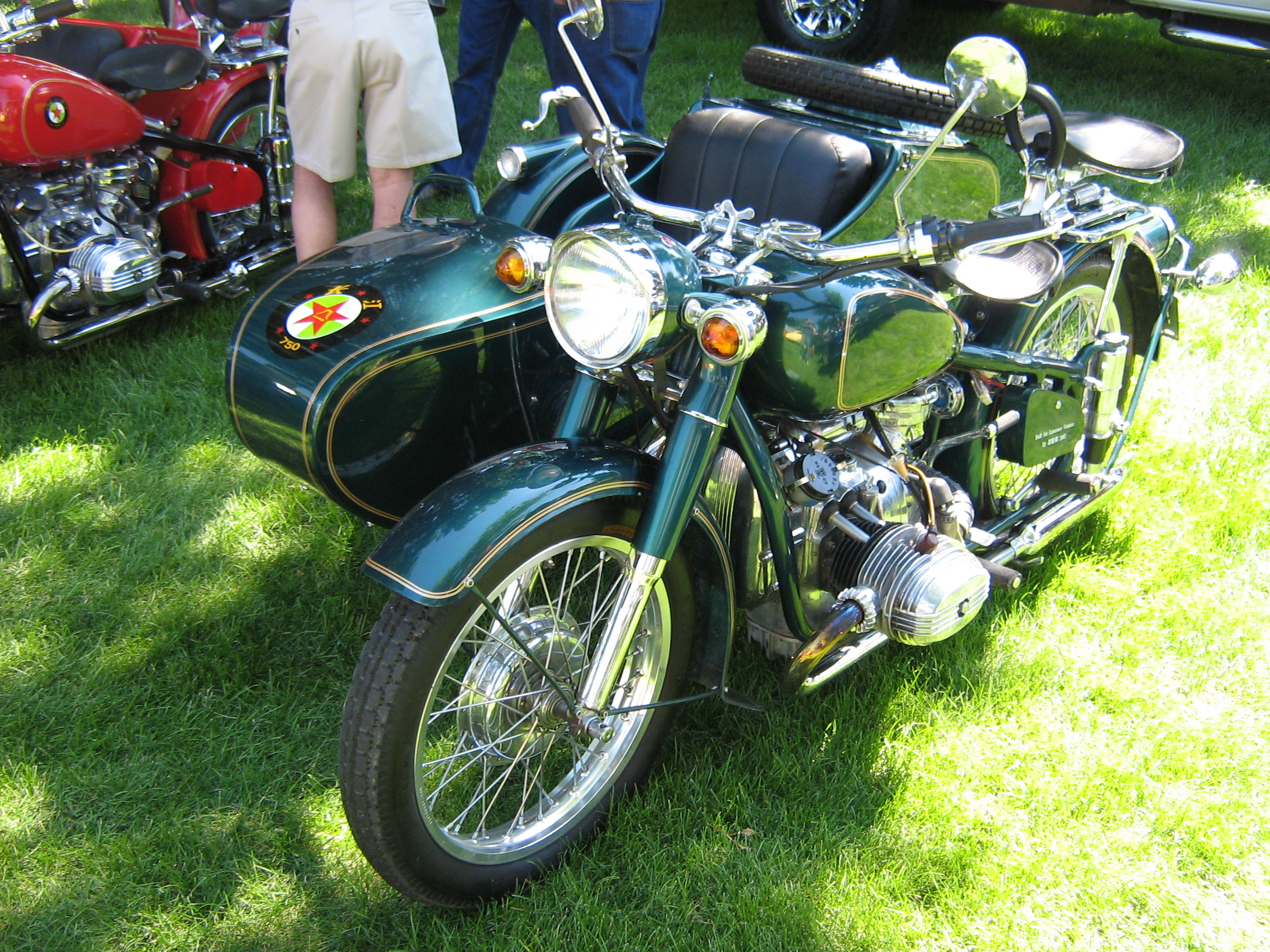
Chang Jiang 750 avec sidecar (1978).
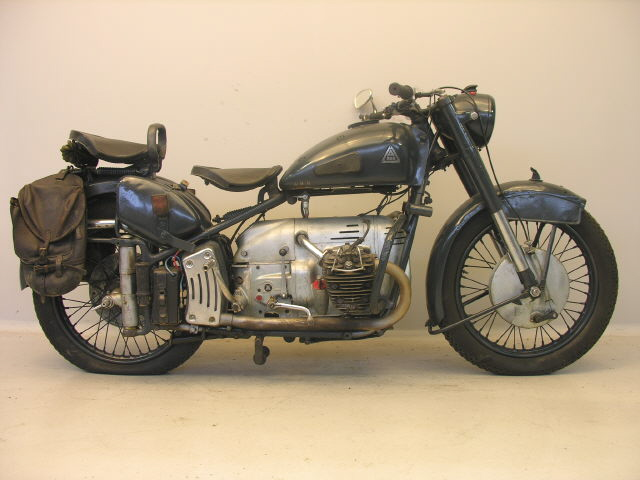
Condor A 580 (1952).
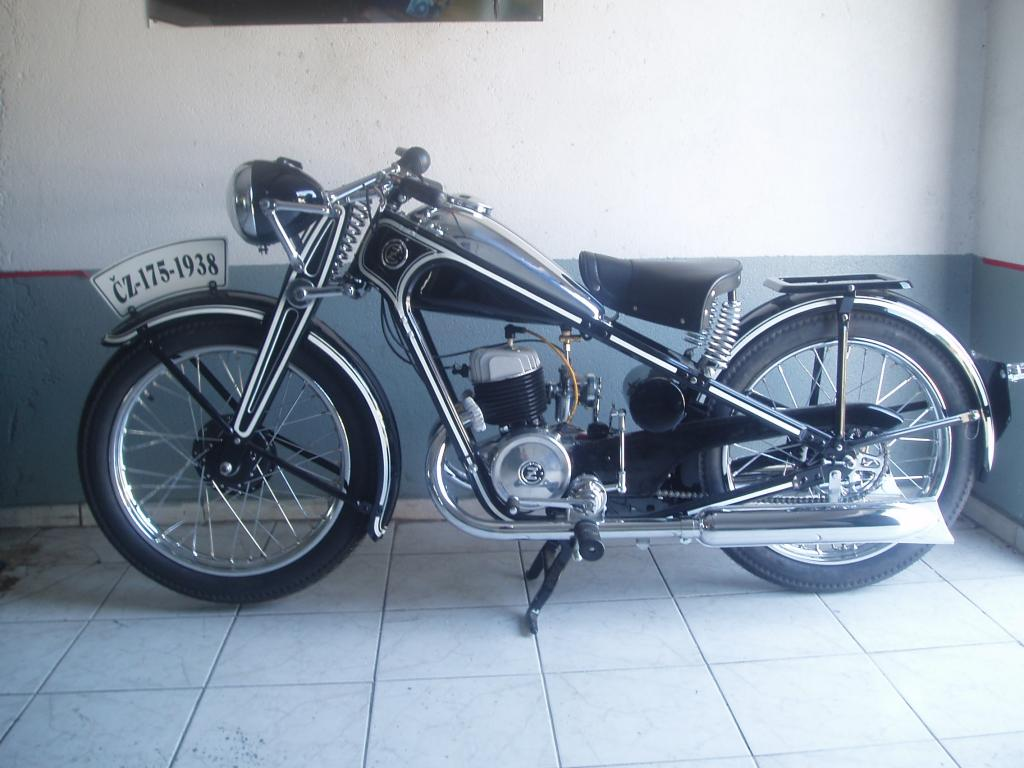
CZ 175 Special (1938).

## D
- Dab Motors
- Daelim ( Corée du Sud, 1962-)
- Dax ( France, 1932-1939)
- De Dion-Bouton ( France, 1895-1910)
- Derbi ( Espagne, 1949-)
- Derny ( France, 1949-1958)
- Deronzière ( France, 1910-1914)
- Dé-Dé (FR, 1923 - 1929)
- DFR Desert & de Font-Réault ( France, 1921-1933)
- Dilecta ( France, 1929-1939)
- DKW ( Allemagne, 1919-1958)
- DMF ( Pays-Bas, 1940-1957)
- Dniepr ( Ukraine, 1974-)
- Dollar ( France, 1922-1939)
- DOT ( Royaume-Uni, 1902-1973)
- Dorion ( France, 1932-1936)
- Douglas ( Royaume-Uni, 1907-1957)
- Dragon choppers (basé à Vacqueyras dans le Vaucluse)
- Dresch ( France, 1923-1939)
- Drevon (FR, Saint-Étienne, succession de RPF en septembre 1939)
- DS-Malterre ( France, 1922-1958)
- Ducati ( Italie, 1946-)
- Durandal ( France, 1926-1933)

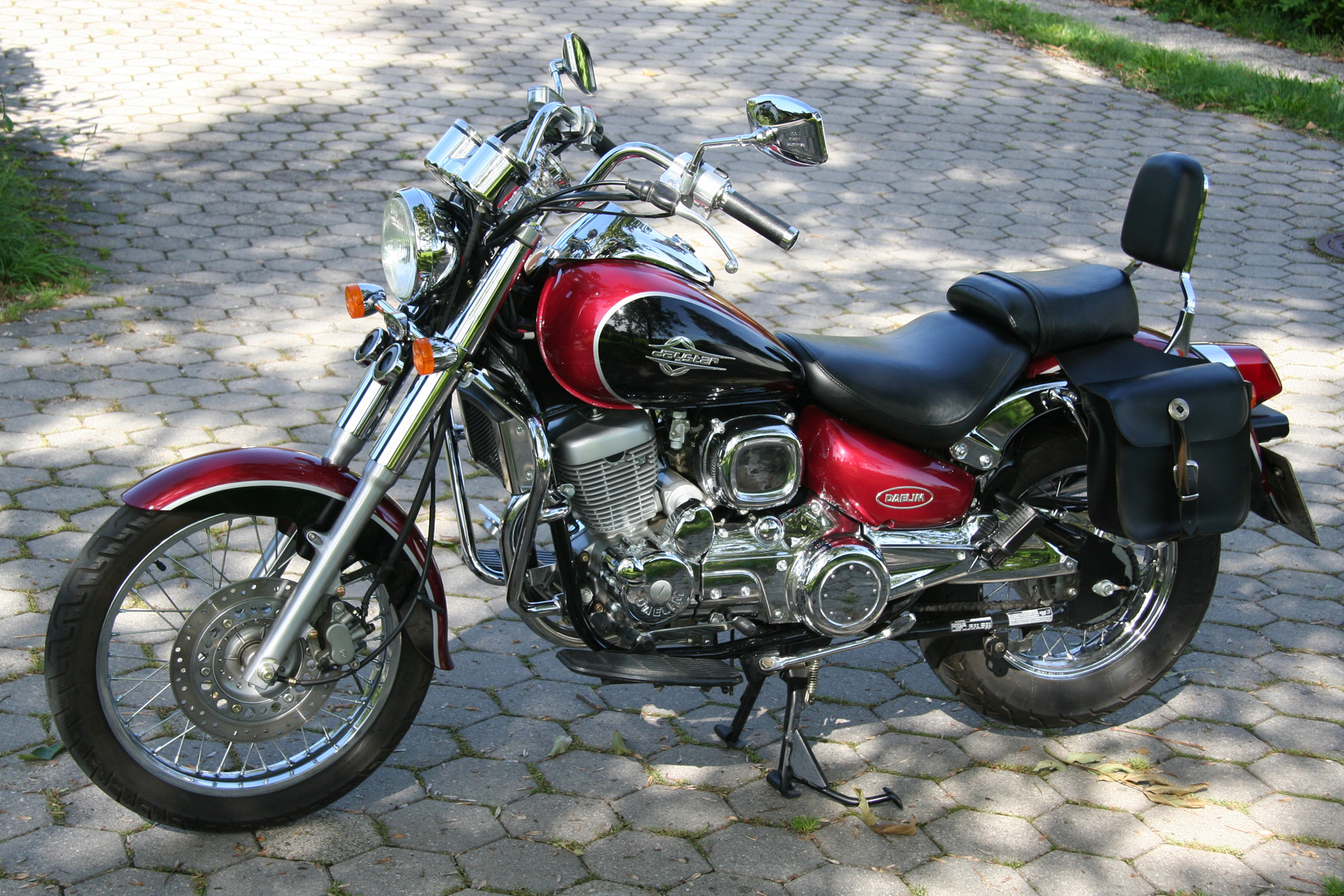
Daelim VL125 (2001).
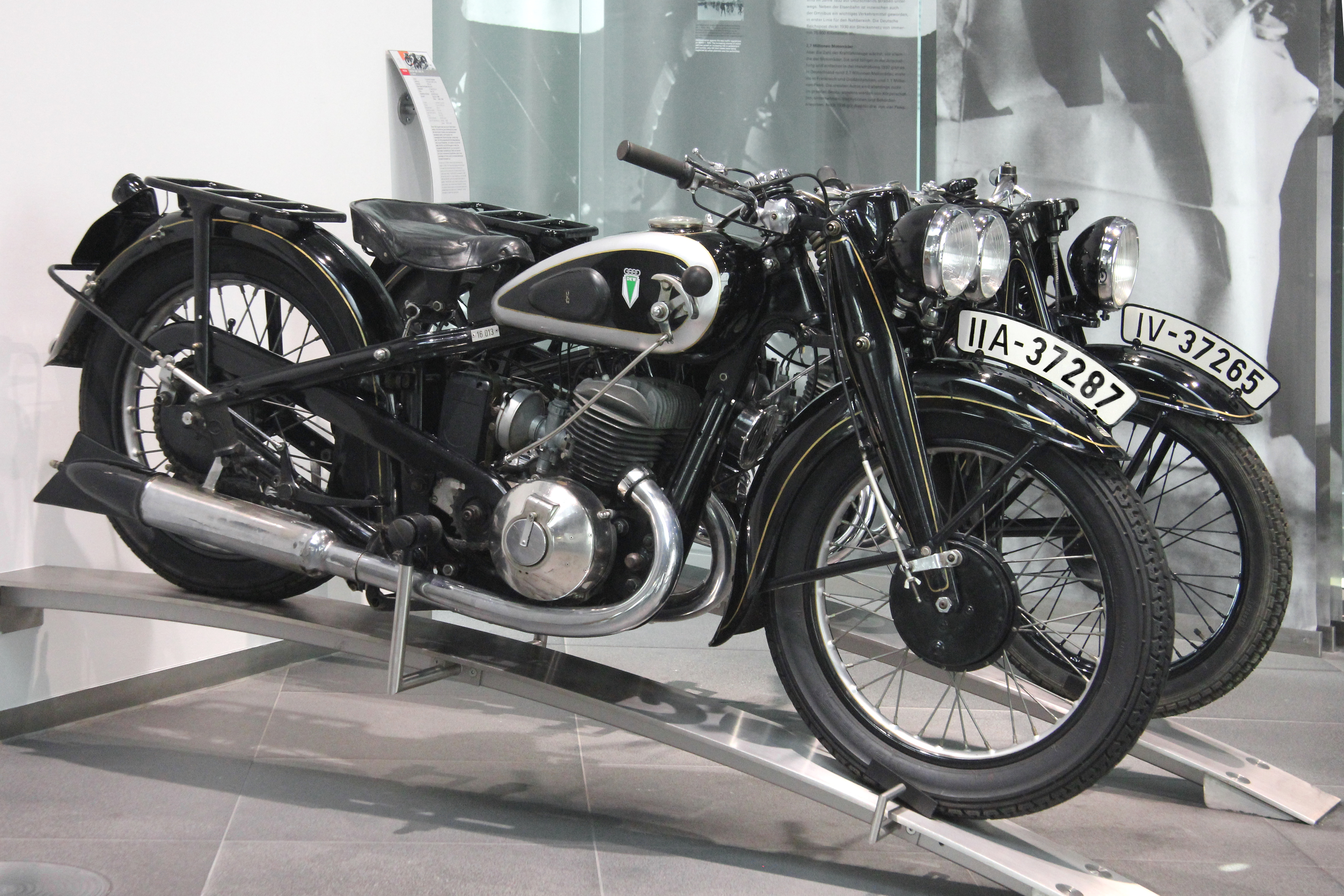
DKW SB 500 (1936).
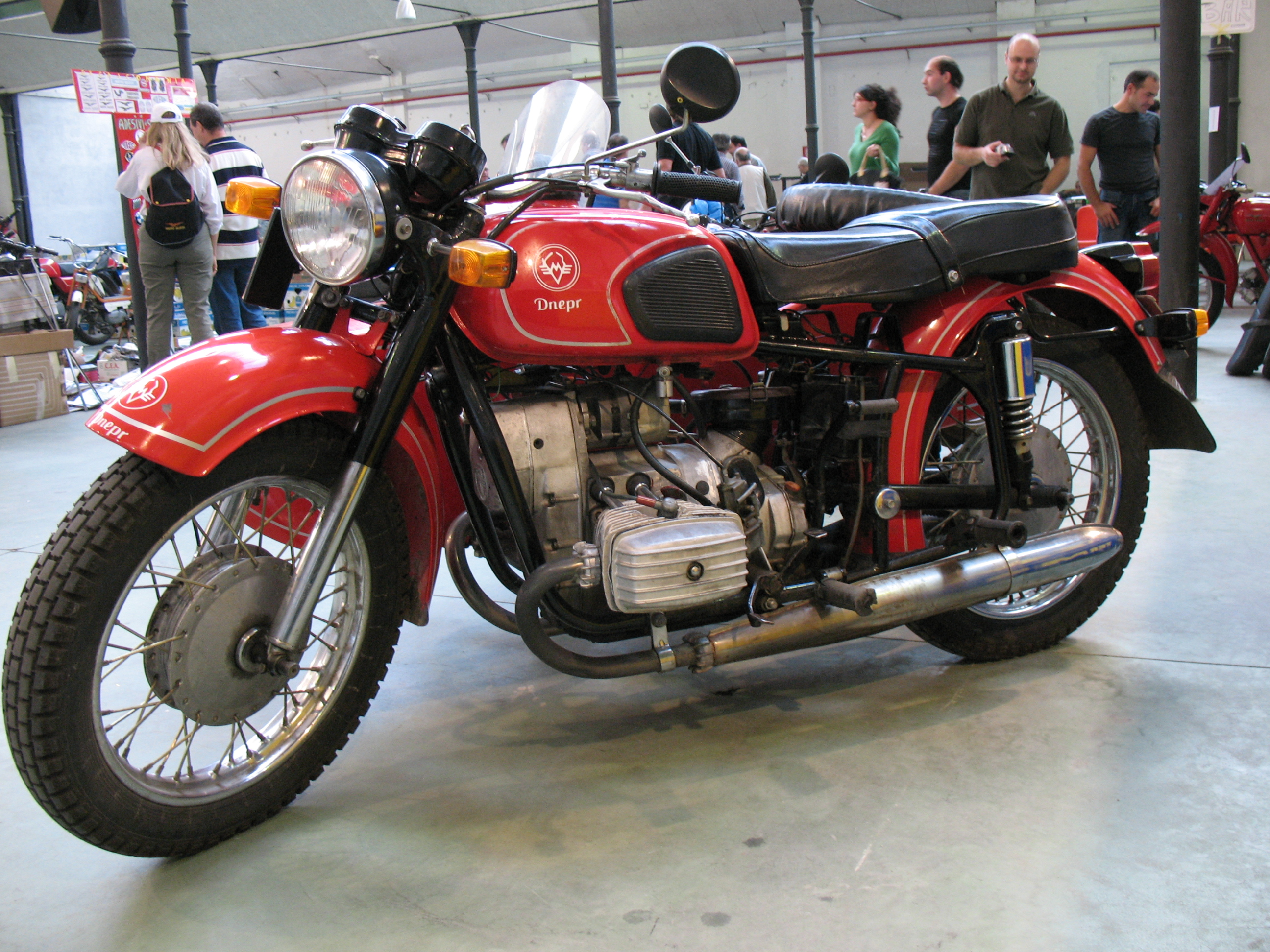
Dniepr avec side-car (1978).
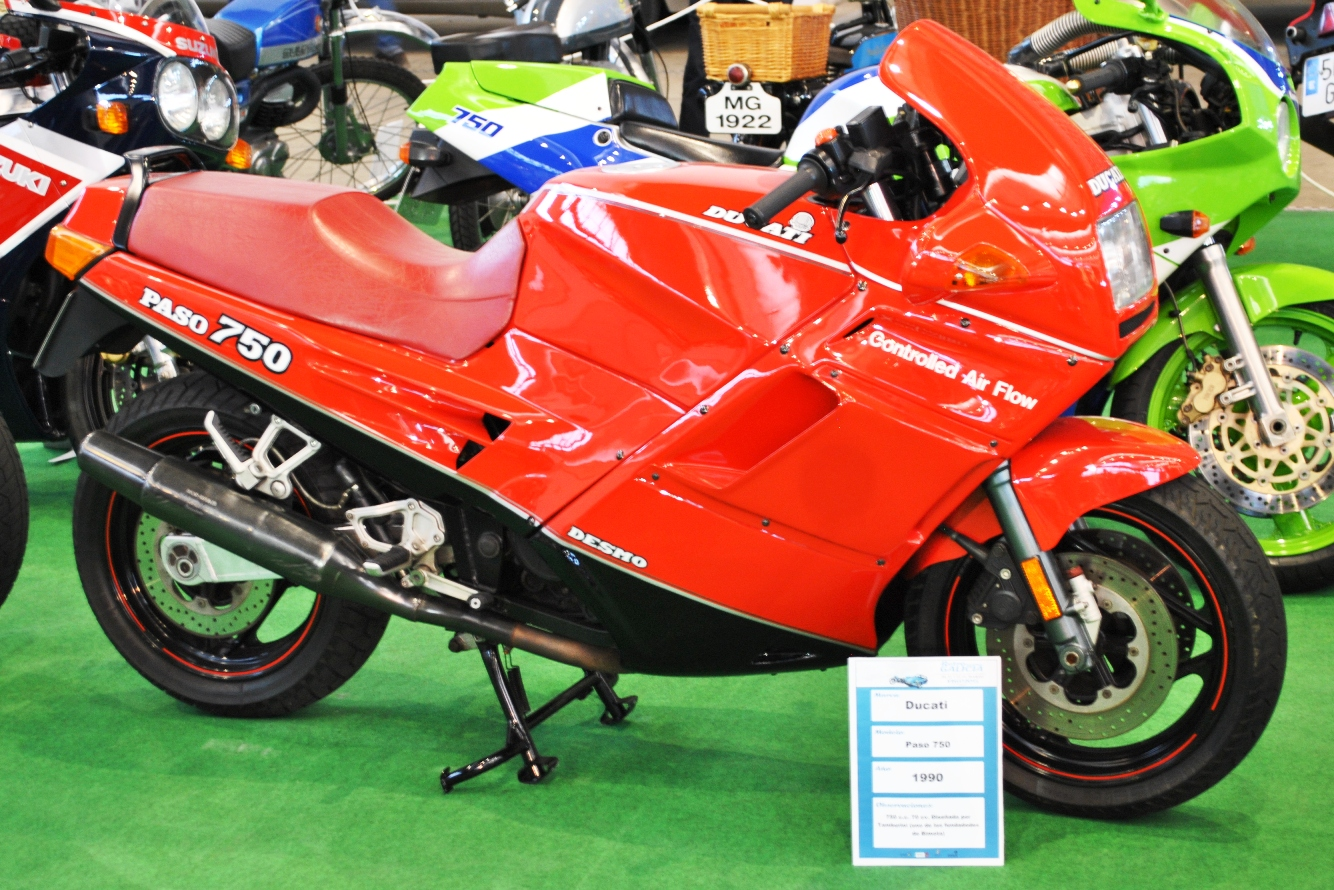
Ducati Paso 750 (1990).

## E
- Ecosse
- Egli ( Suisse, 1968-)
- Electric Motorsport
- Elf ( France, 1978-1988)
- Elie Huin (FR, c. 1952-1963)
- Étoile ( France, 1933-1939)
- Everest
- Excelsior ( Royaume-Uni, 1896-1964)
- Excelsior Motor Manufacturing & Supply Company ( États-Unis, 1907-1931)

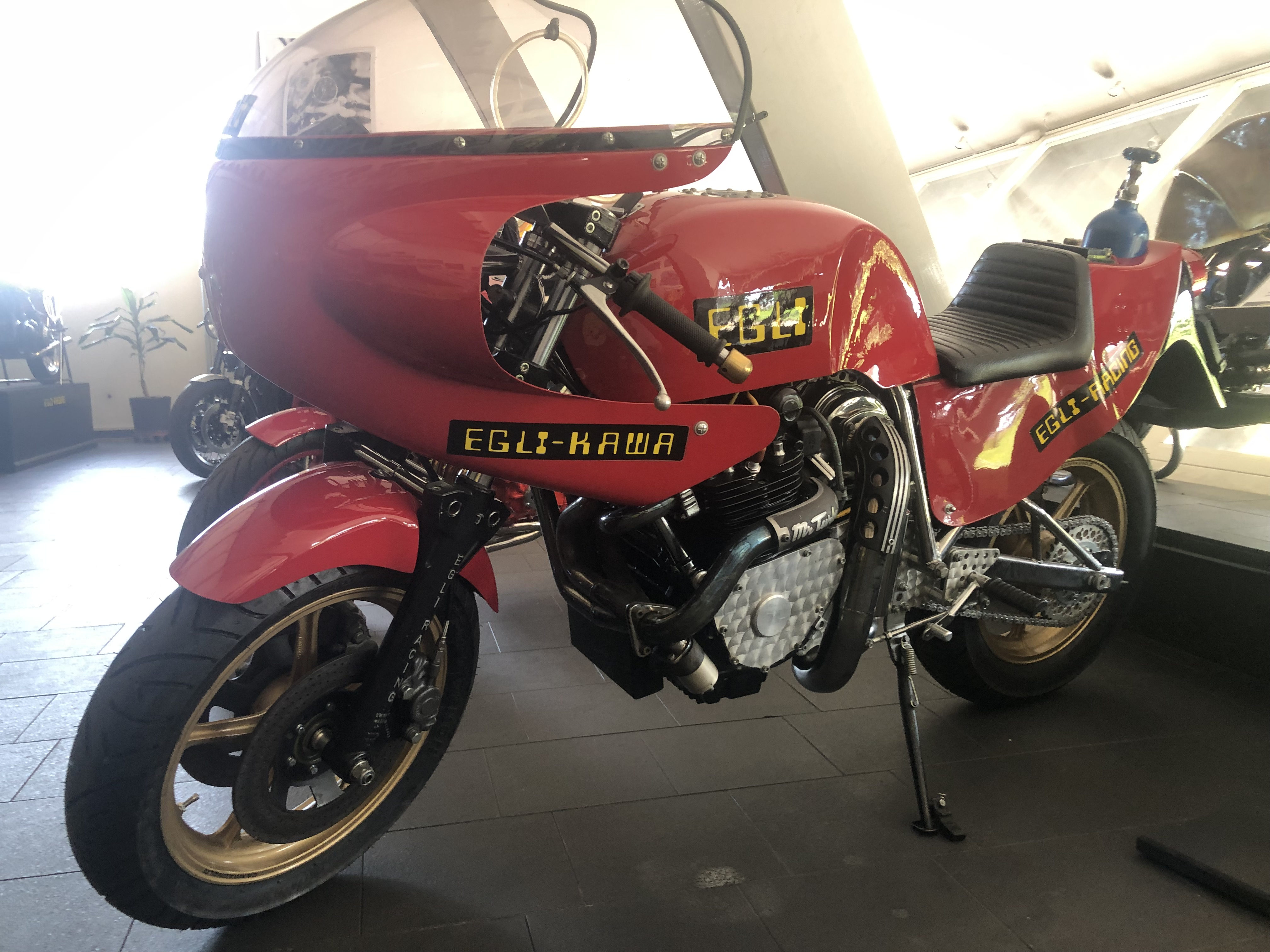
EGLI-Kawasaki MRD1 (1980).
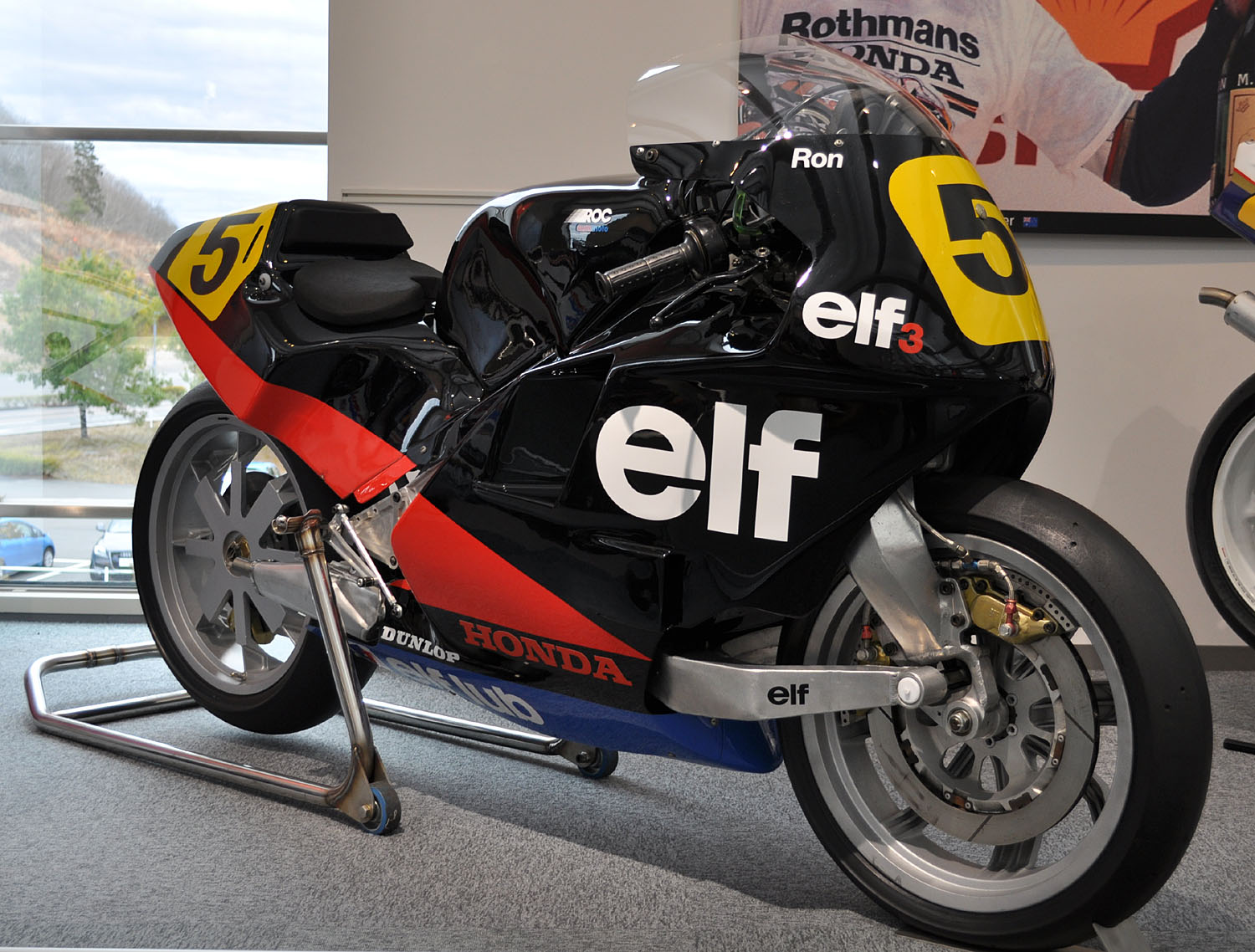
Elf 3-Honda (1986).
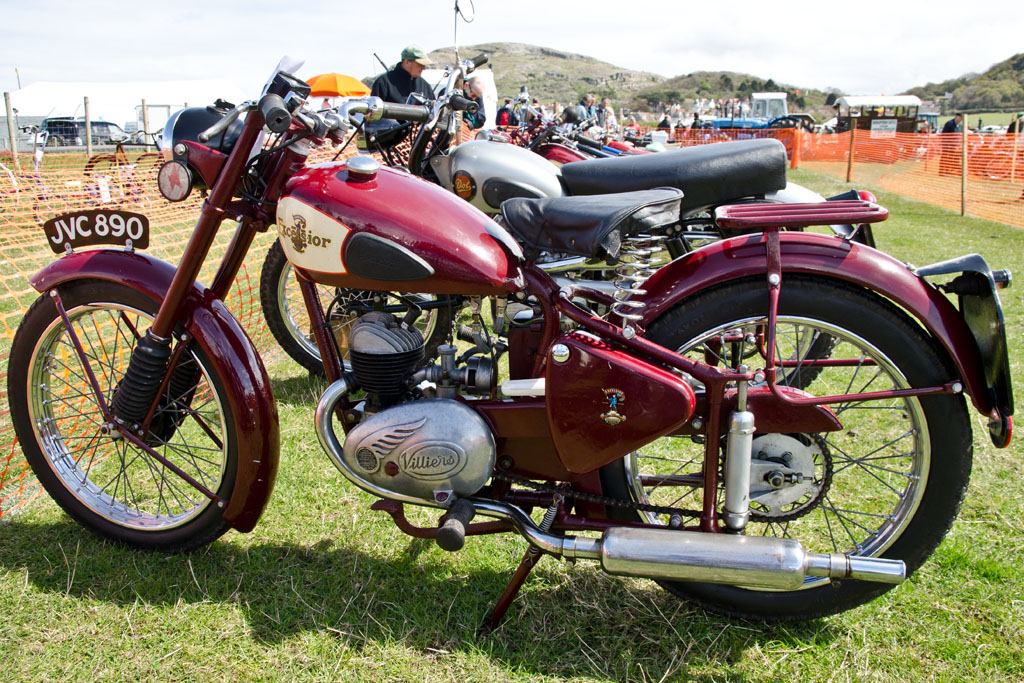
Excelsior (UK) U2 (1950).
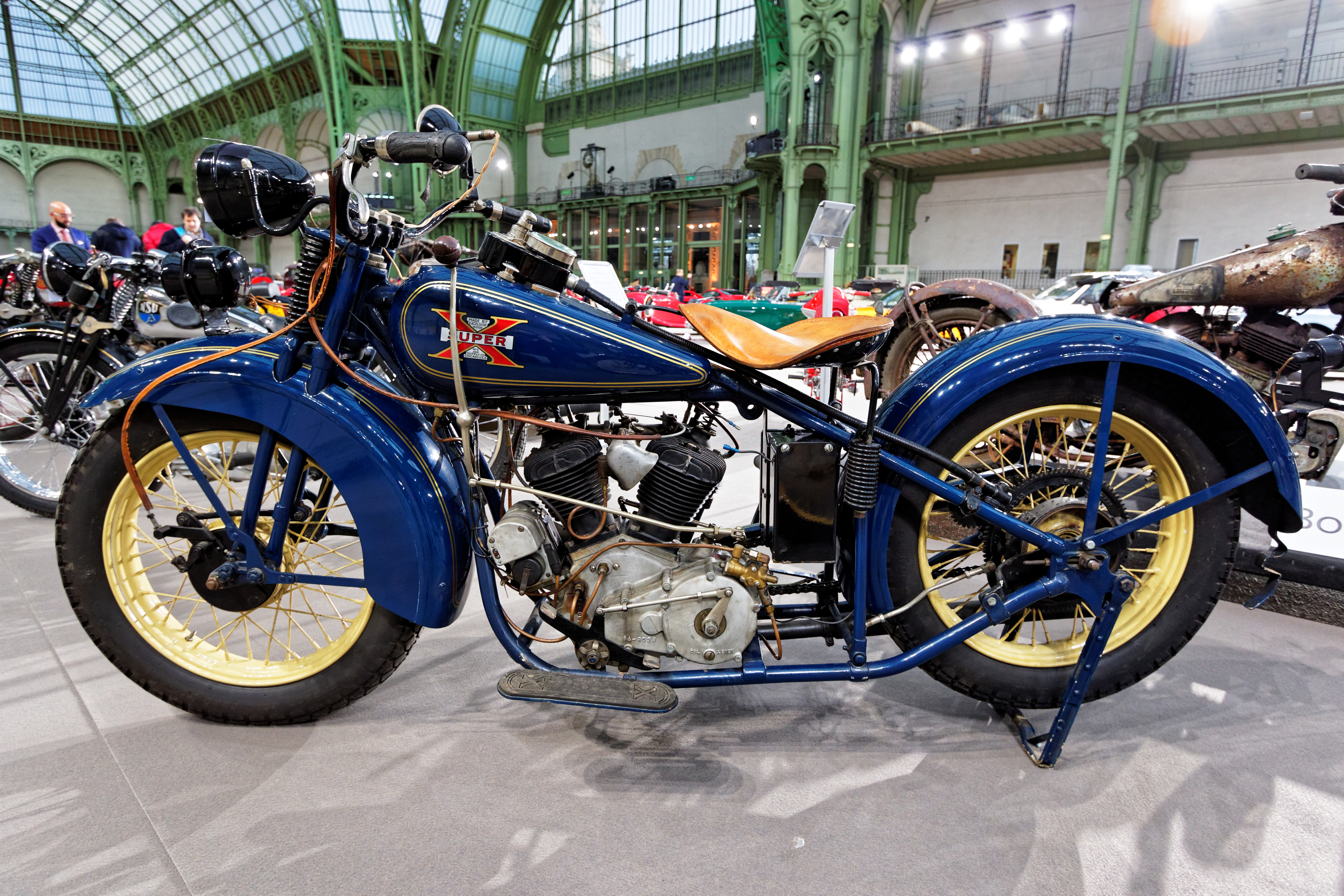
Excelsior (USA) Super-X  (1930).

## F
- Famel ( Portugal, 1960-)
- Fantic ( Italie, 1968-)
- Favor ( France, 1919-1959)
- FB Mondial ( Italie, 1933-1979)
- Feminia ( France, 1933-1936)
- Ferrari ( Italie, 1952-1960)
- Flandria ( Belgique, 1951-1981)
- Follis ( France, 1951-1960)
- France Motor Cycles (FR, Mandeure, c 1930-1955)
- FN Herstal ( Belgique, 1901-1965)
- France (FR, 1931-1935)
- Francis-Barnett ( Royaume-Uni, 1919-1966)
- Frera ( Italie, 1906-1936)

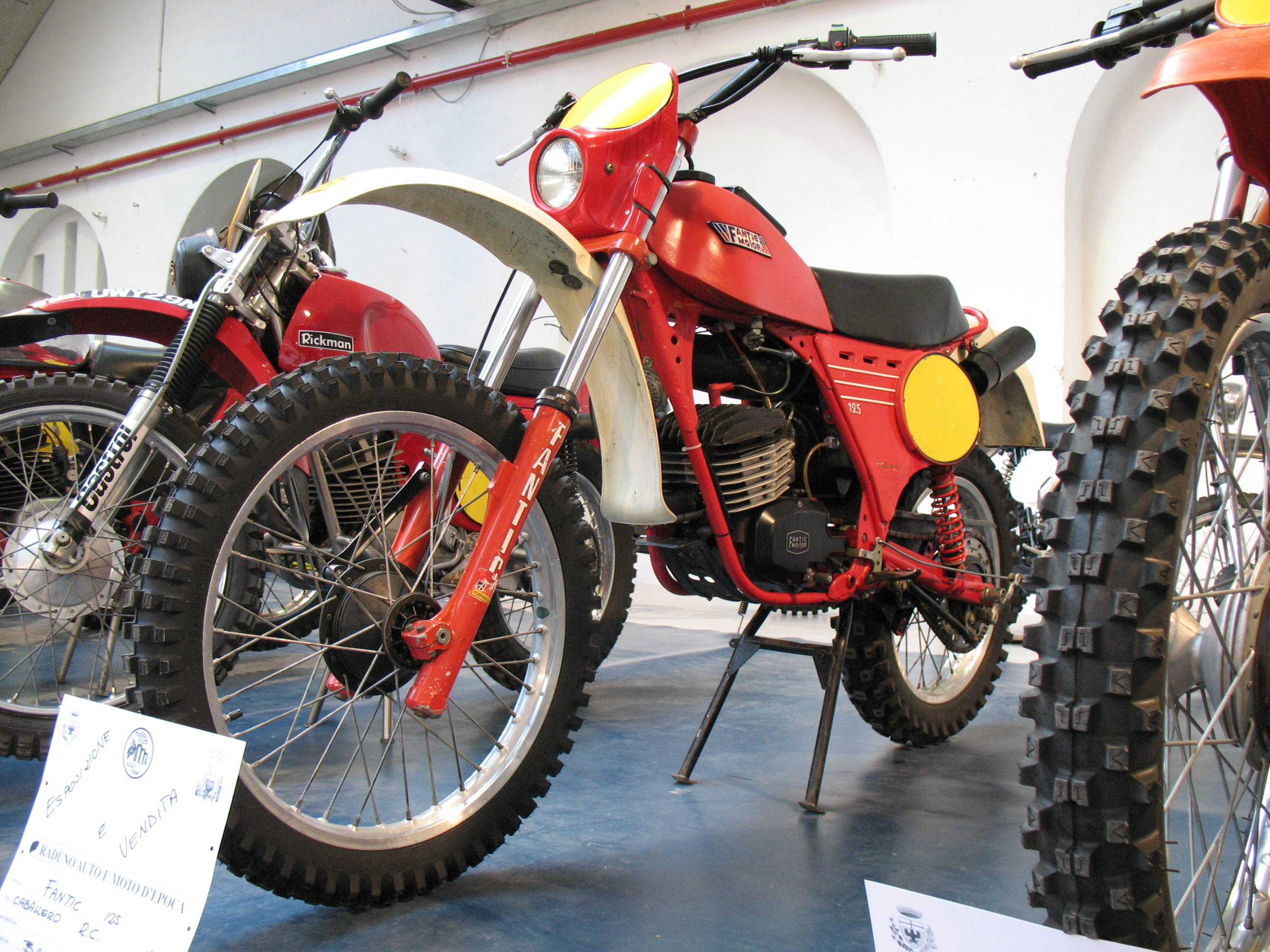
Fantic Caballero 125 (1980).
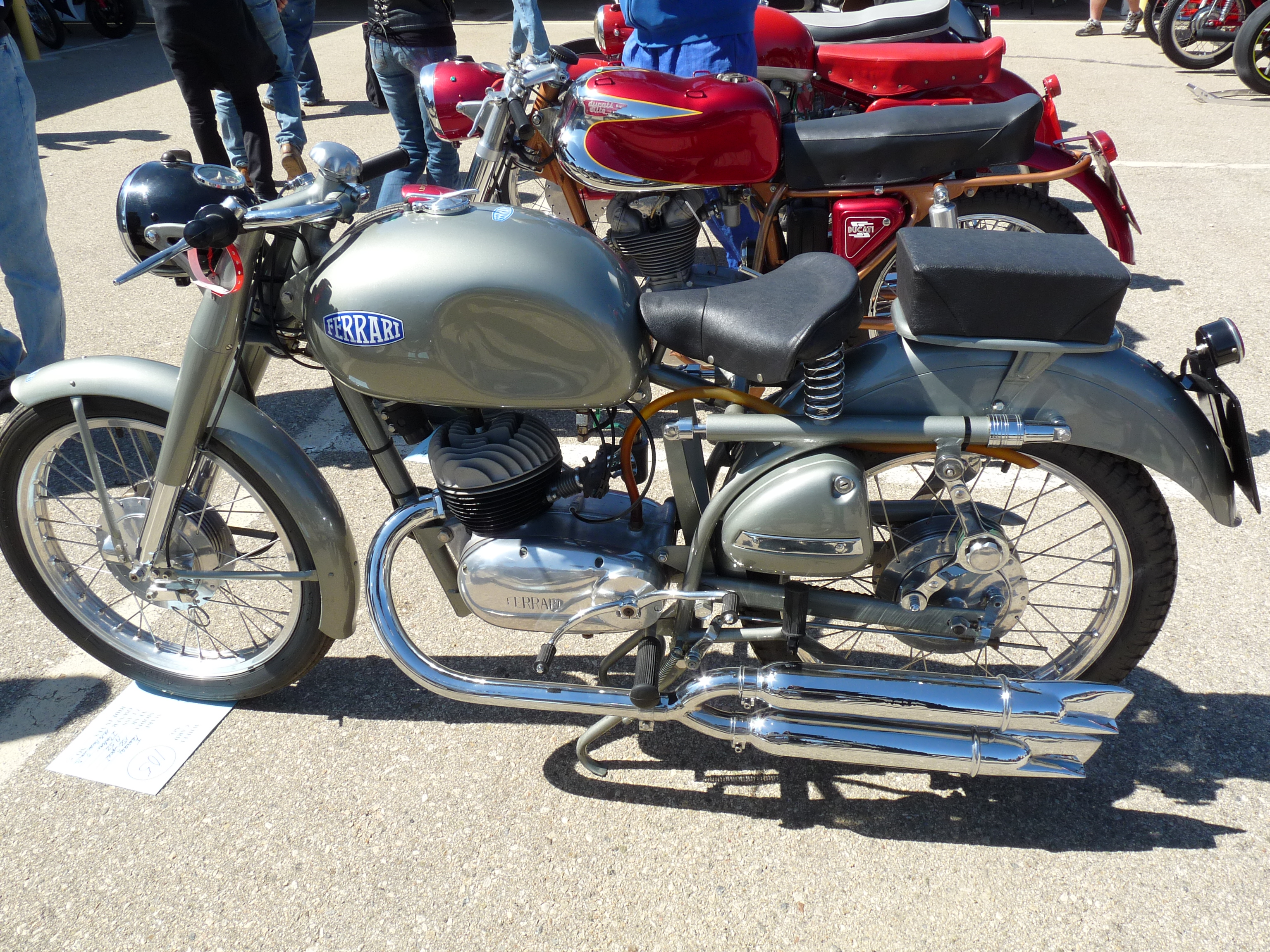
Ferrari Sport 150 (1952).
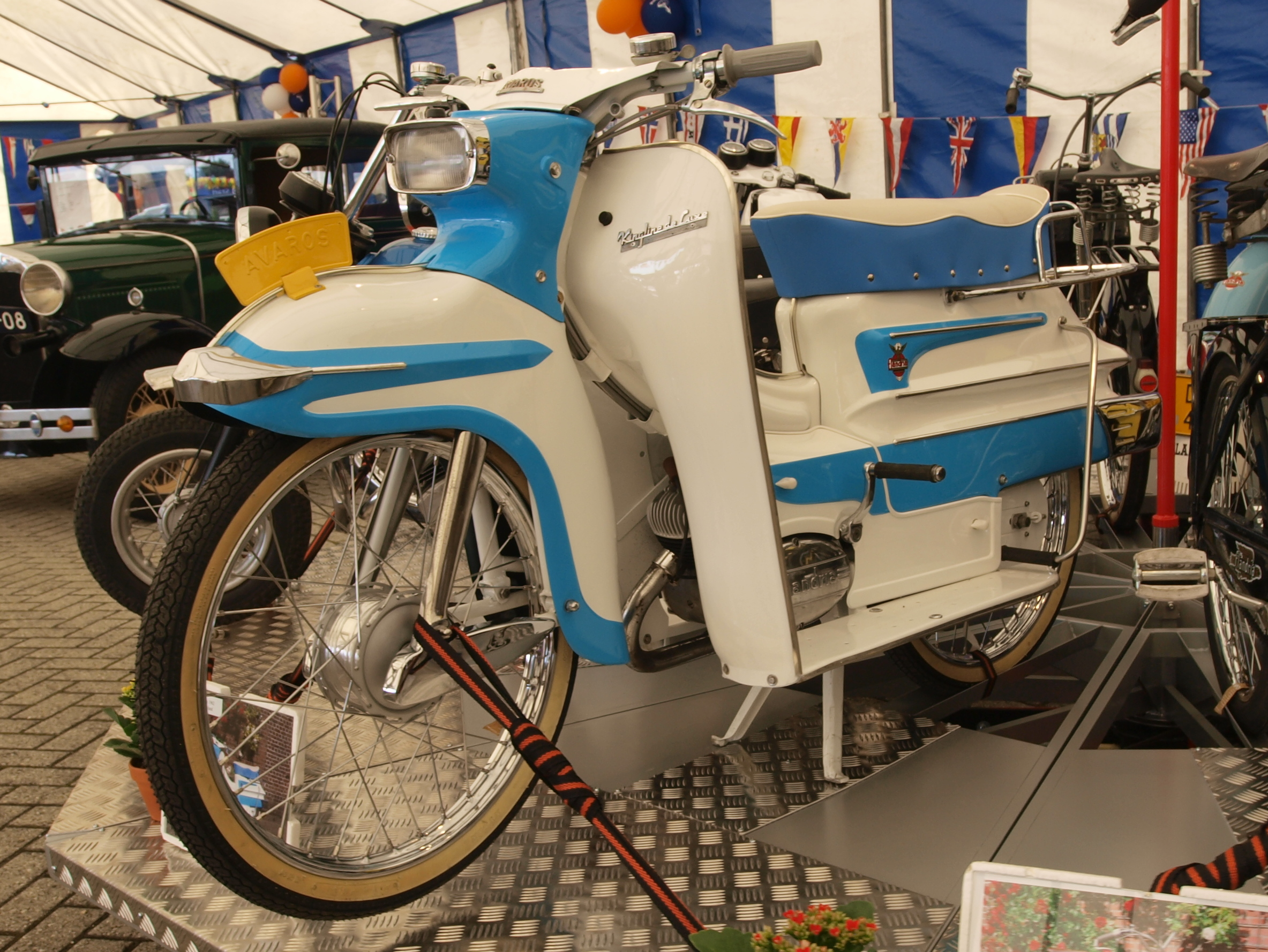
Flandria Kingline de Luxe (1962).
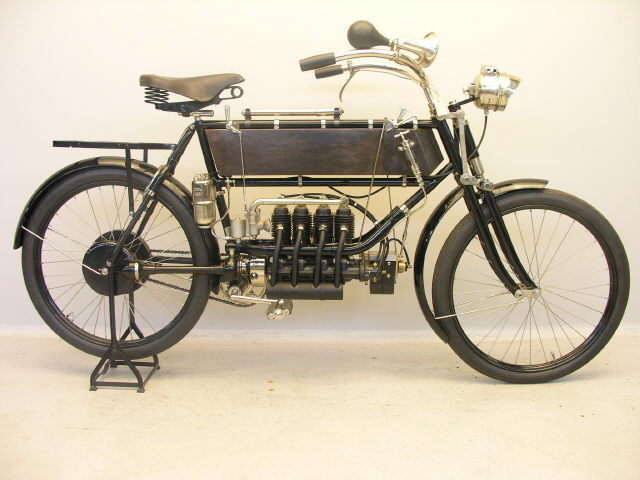
FN Four (1905).

## G
- Galbusera
- Garelli ( Italie, 1919-1935 ; 1945-)
- Gas Gas ( Espagne, 1986-)
- Gauthier ( France, 1973-1982)
- Generic
- Génial-Lucifer (entreprise Mestre & Blatgé) ( France, 1928-1956)
- Ghezzi & Brian
- Gilera ( Italie, 1909-1993)
- Gillet Herstal
- Gima ( France, 1947-1956)
- Gitane Testi ( France, 1947-1980)
- Giulietta ( Italie, 1957-1980)
- Gladden
- Gnome et Rhône ( France, 1919-1959)
- Gowinn
- GreenWheel
- Greeves
- Griffon ( France, 1902-1955)
- Grindlay Peerless (en)
- Guiller ( France, 1949-1956)

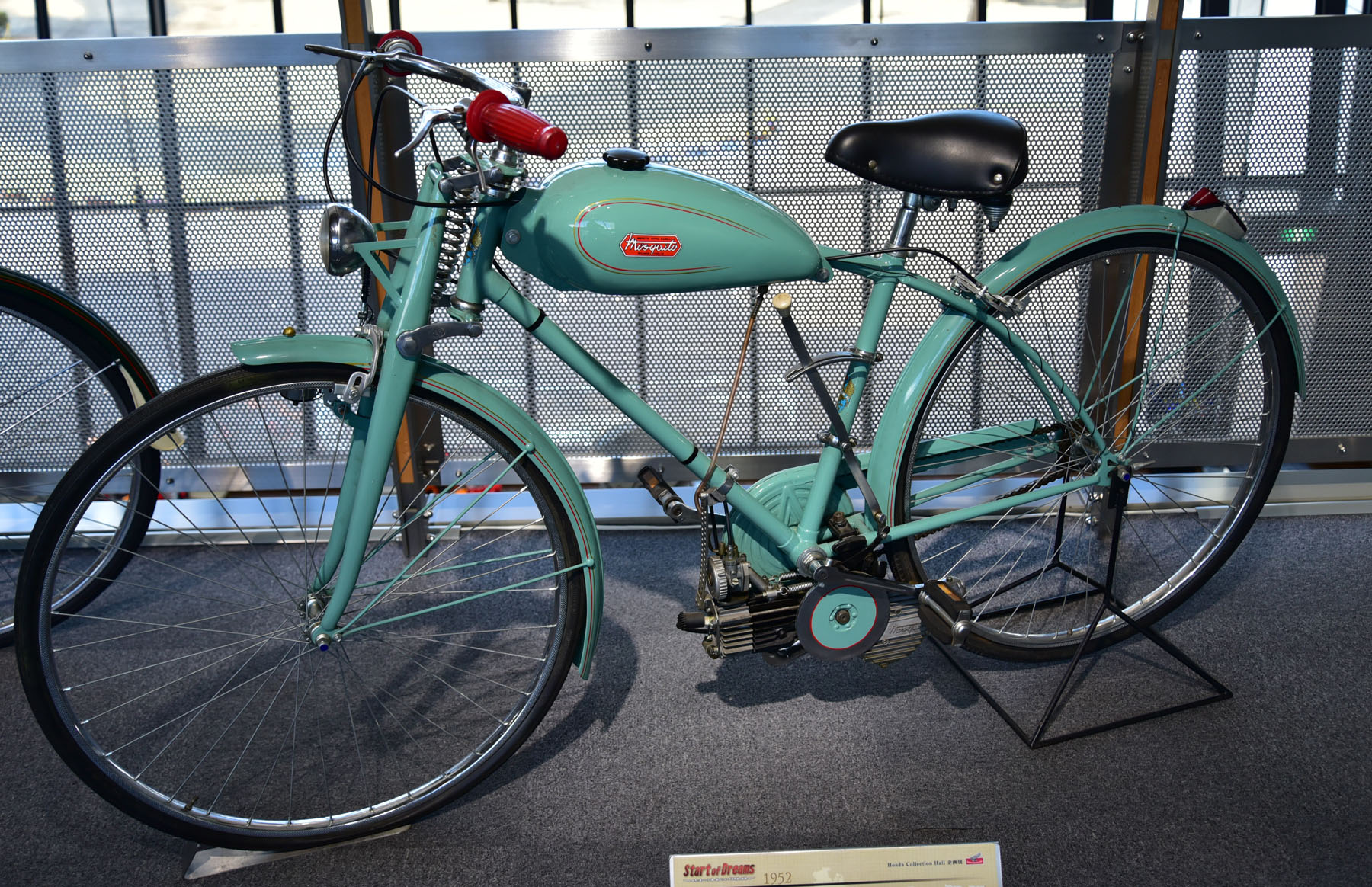
Garelli Mosquito (1952).
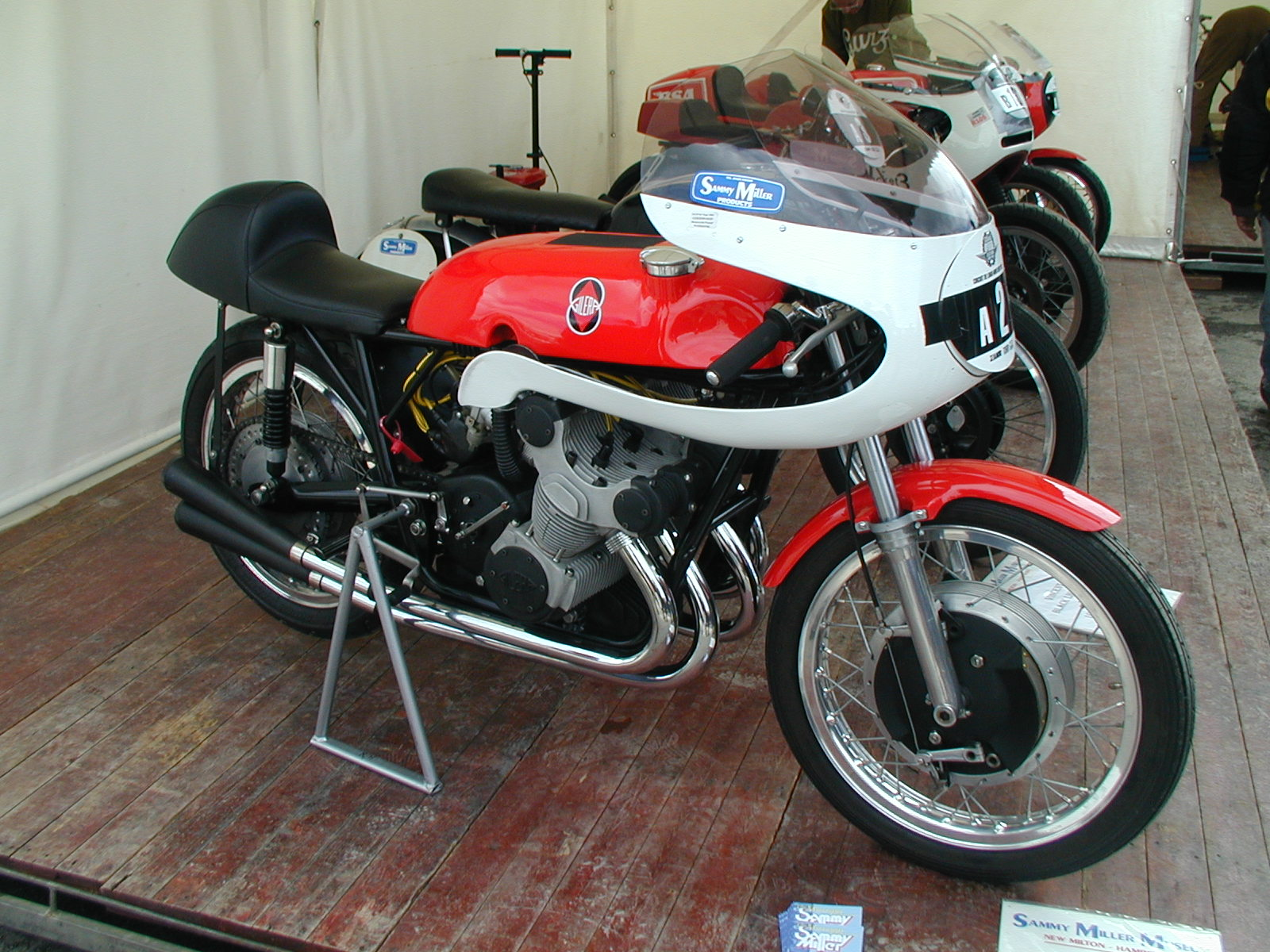
Gilera 500 GT (1957).
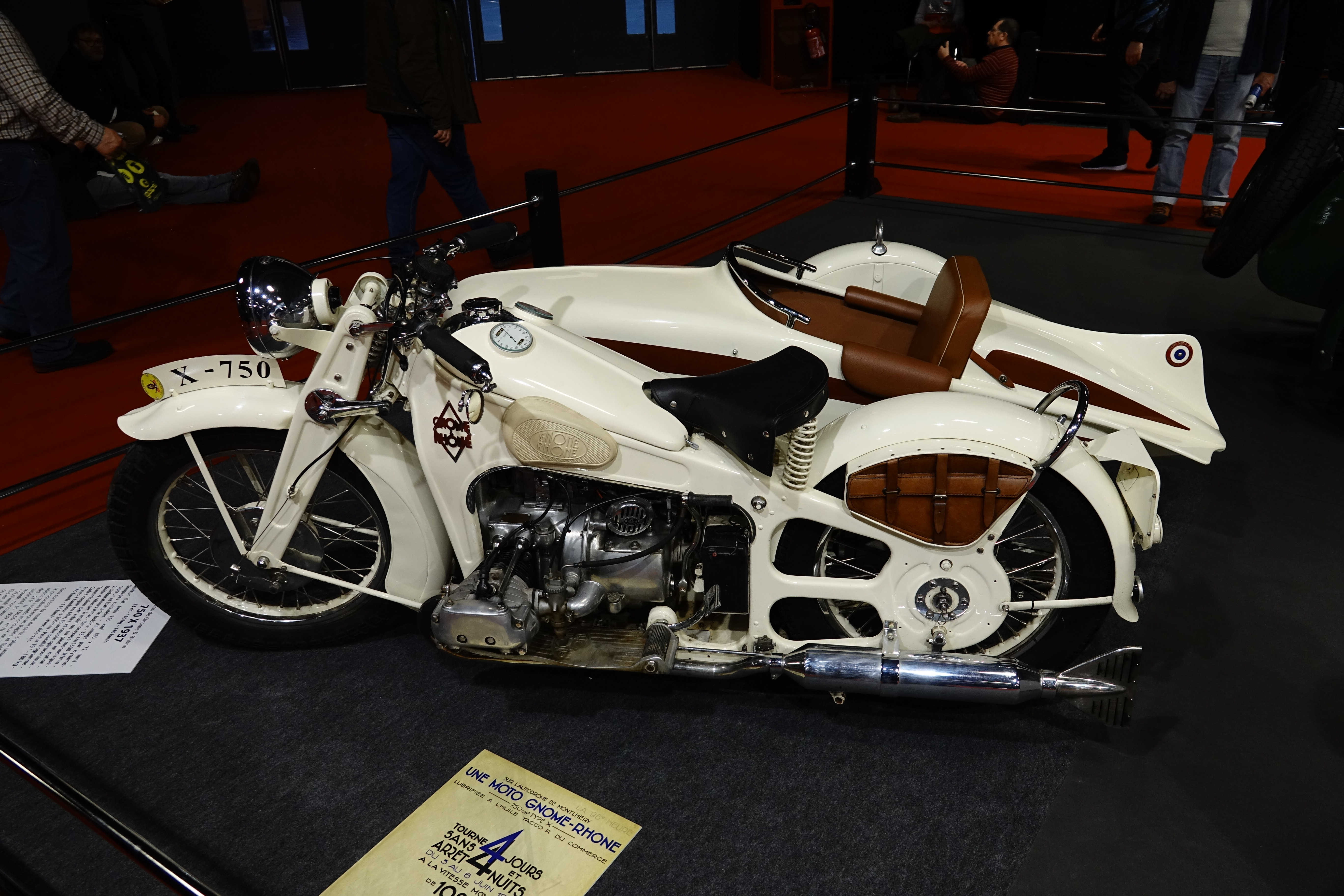
Gnome et Rhône 750 X (1937).
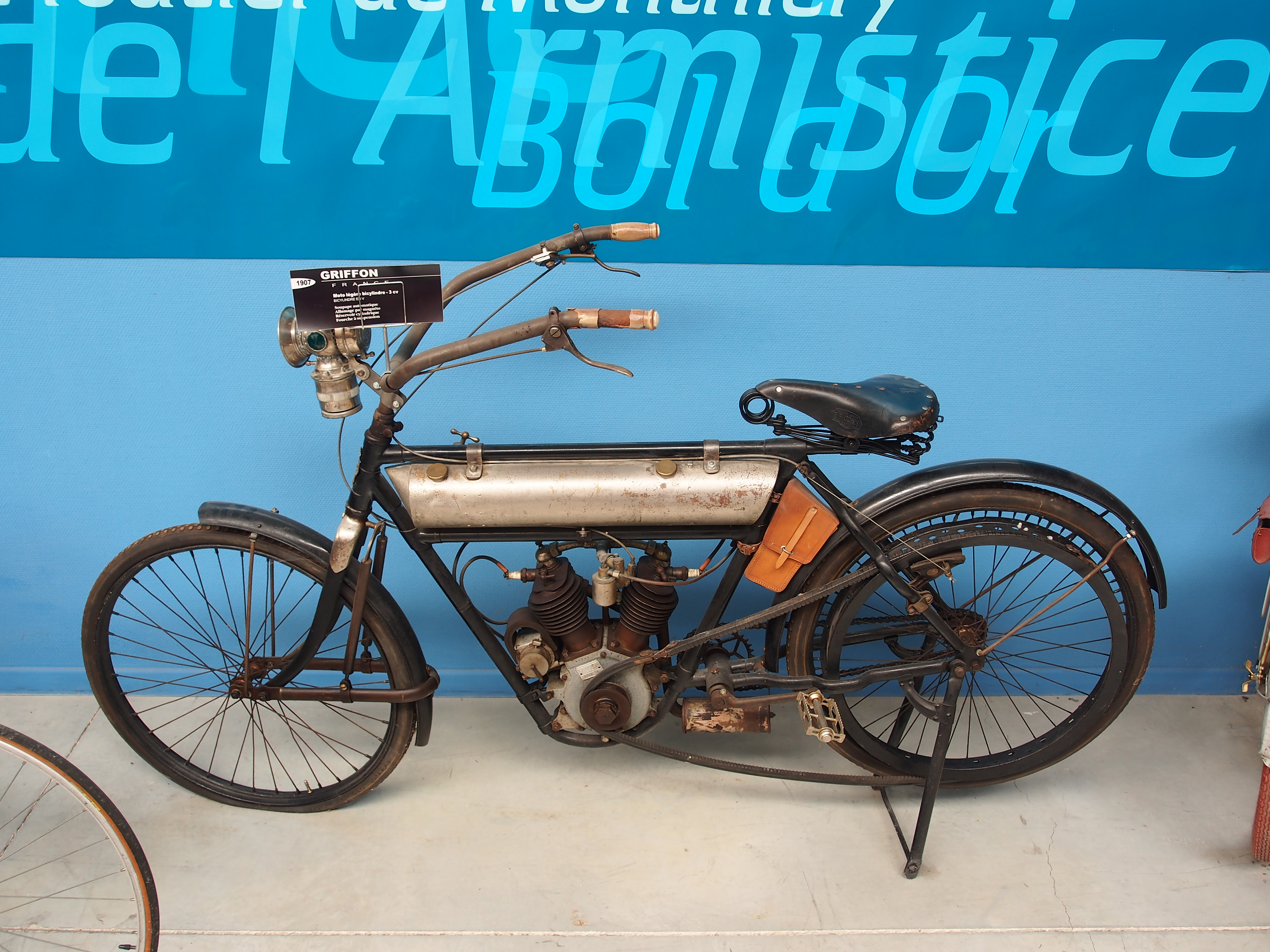
Griffon 3 ch (1907).

## H
- Haojue ( Chine)
- Harley-Davidson ( États-Unis, 1903-)
- Headbanger
- Henderson ( États-Unis, 1912-1931)
- Hero ( Inde, 1984-)
- Hercules ( Allemagne, 1904-c.1980)
- Hesketh ( Royaume-Uni, 1981-)
- Hildebrand et Wolfmüller ( Allemagne, 1894-1897)
- Hofmann
- Honda ( Japon, 1948-)
- Horex ( Allemagne, 1923-1948)
- Husaberg ( Suède, 1988-)
- Husqvarna ( Suède, 1903-1987)
- Hyosung ( Corée du Sud, 19466-)

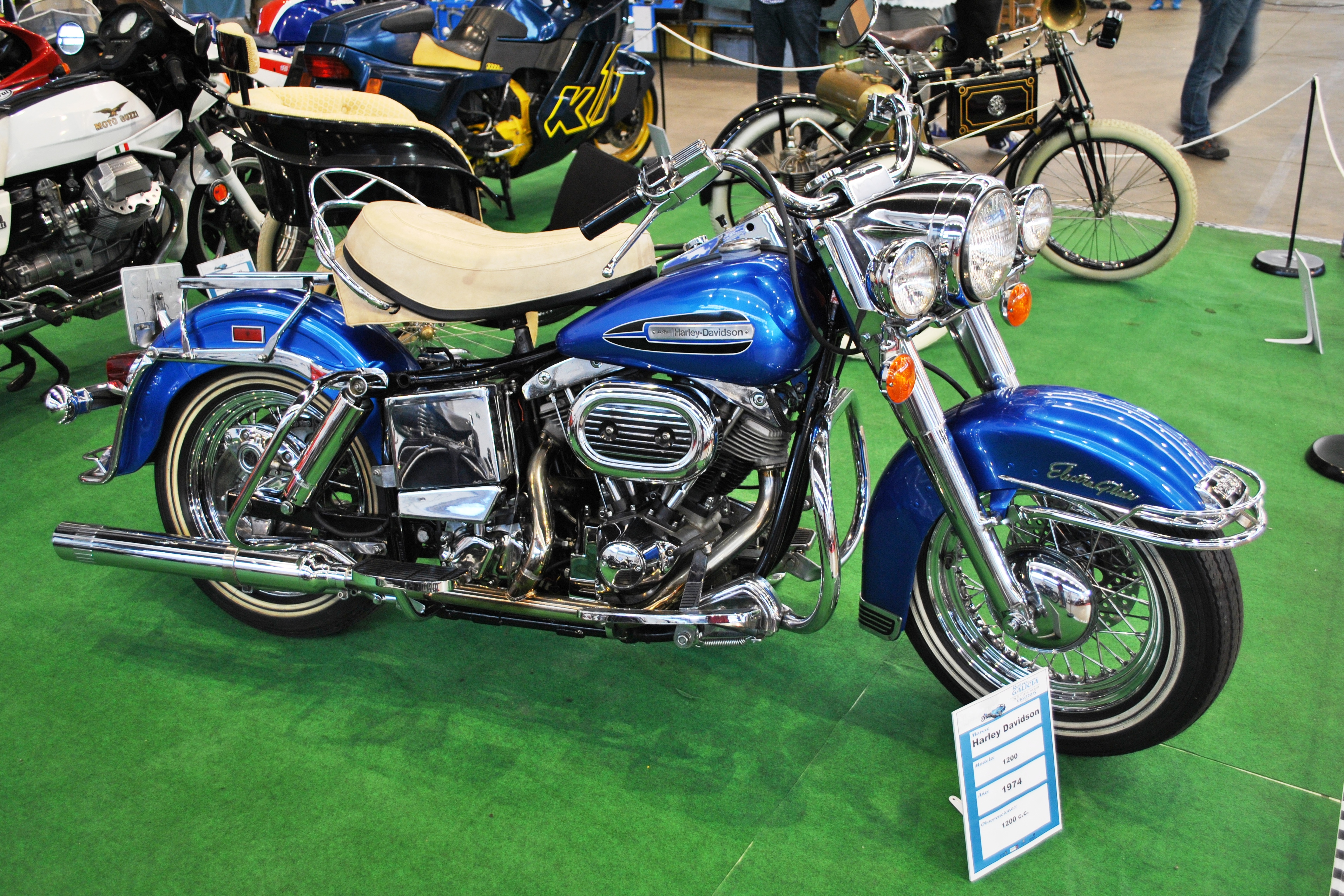
Harley-Davidson Electra Glide (1974).
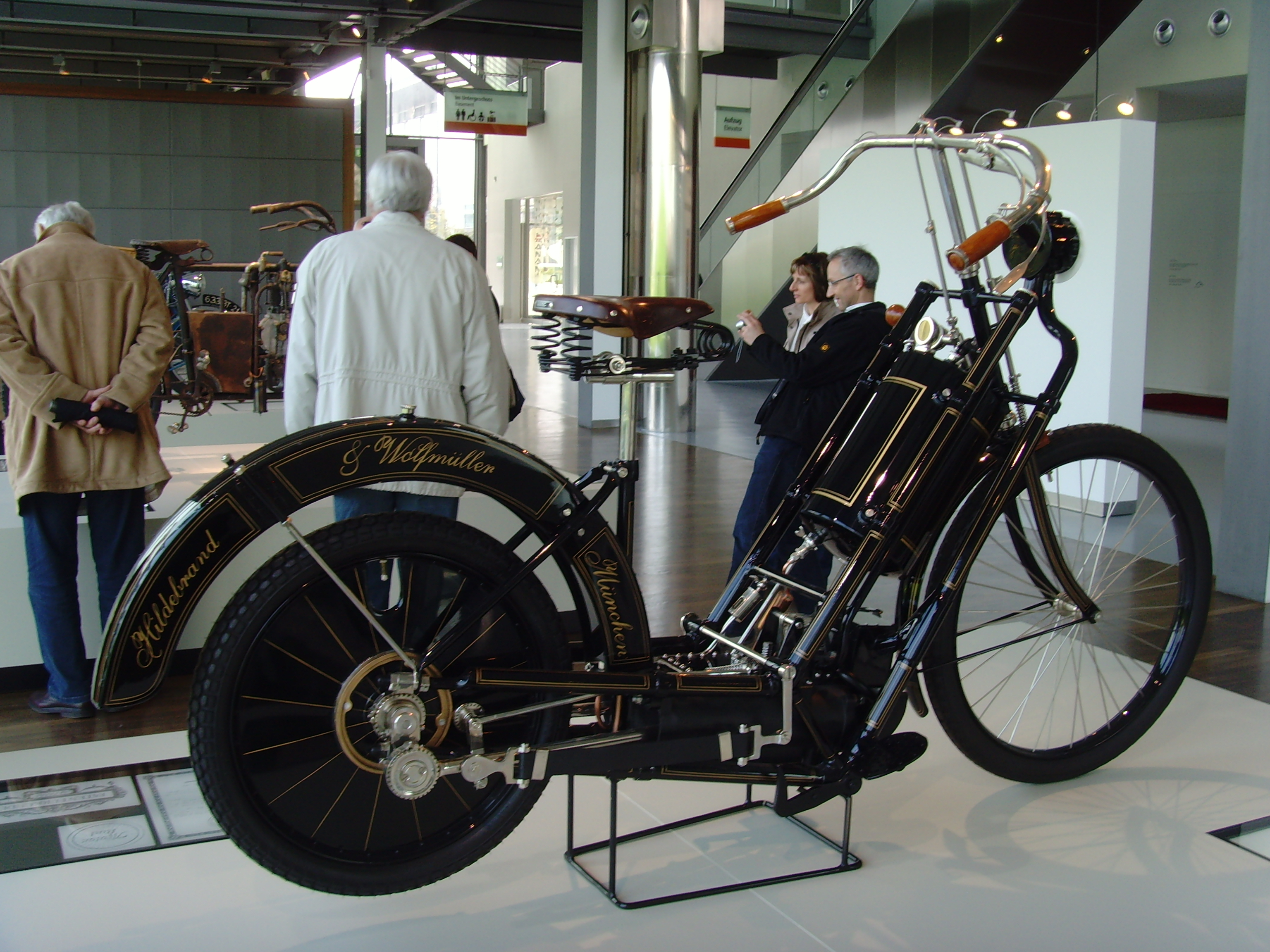
Hildebrand  Wolfmüller (1894).
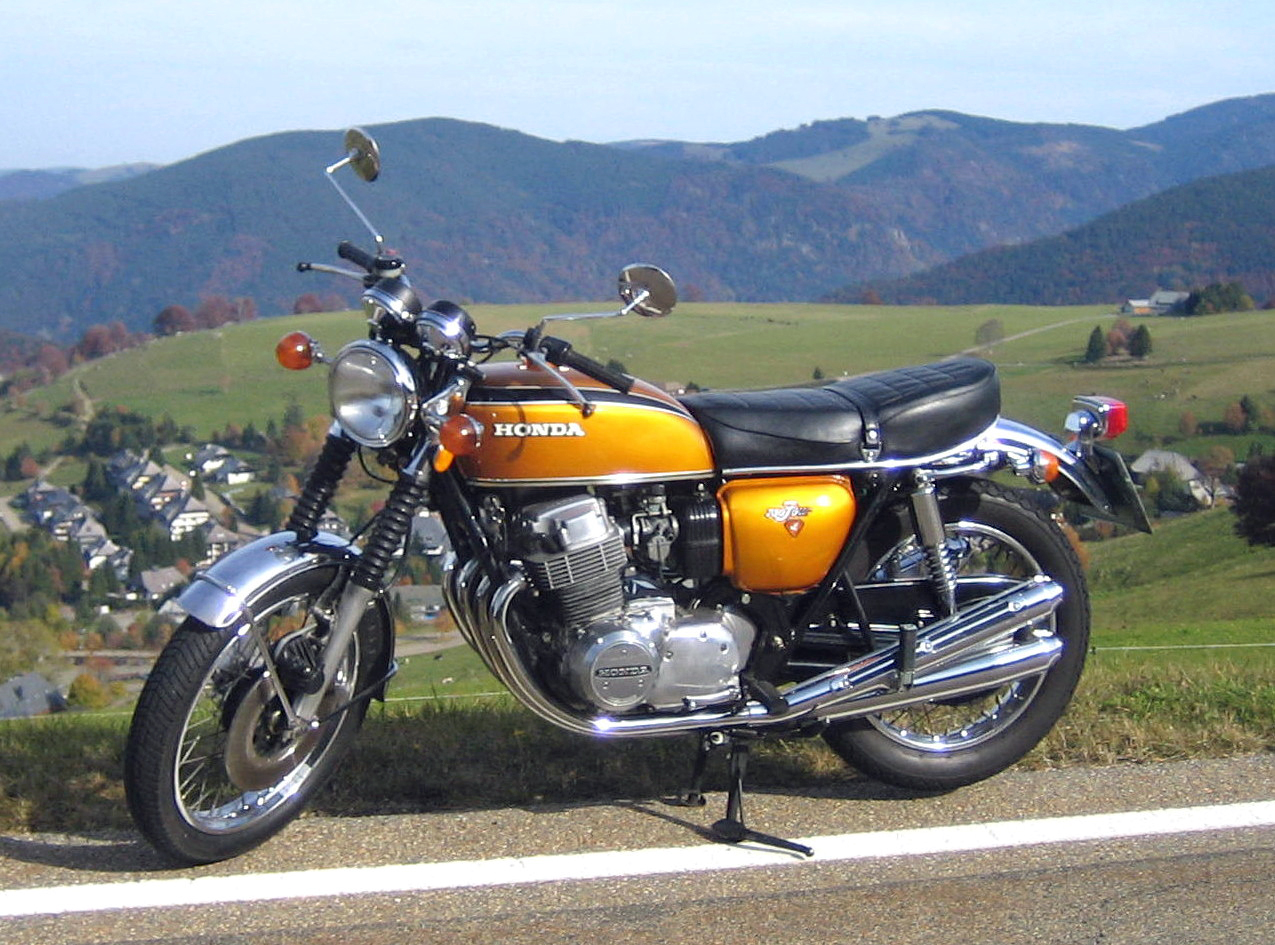
Honda CB 750 Four (1975).
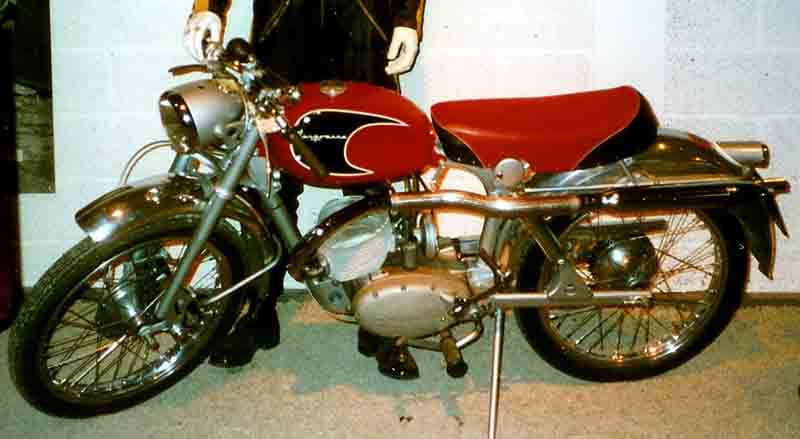
Husqvarna Silverpilen (1957).

## I
- IAME ( Argentine, 1952-1966)
- Imme ( Allemagne, 1948-1951)
- Indian ( États-Unis, 1901-1953 ; 1999-)
- Italika ( Mexique, 2005-)
- Italjet ( Italie, 1966-)
- Itom ( Italie, 1945-1968)
- Ixion ( France, 1901-1905)

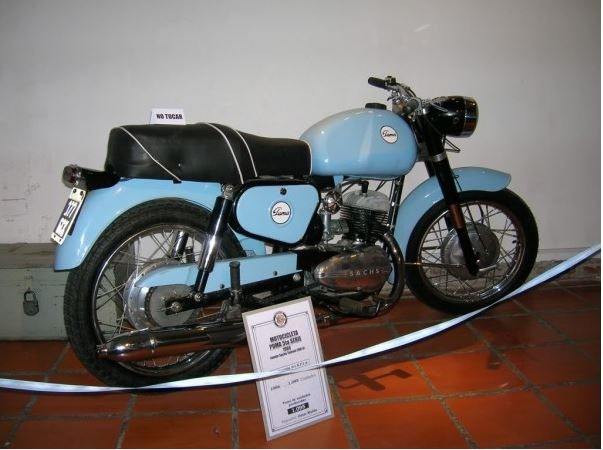
IAME Puma 5ta (vers 1965).
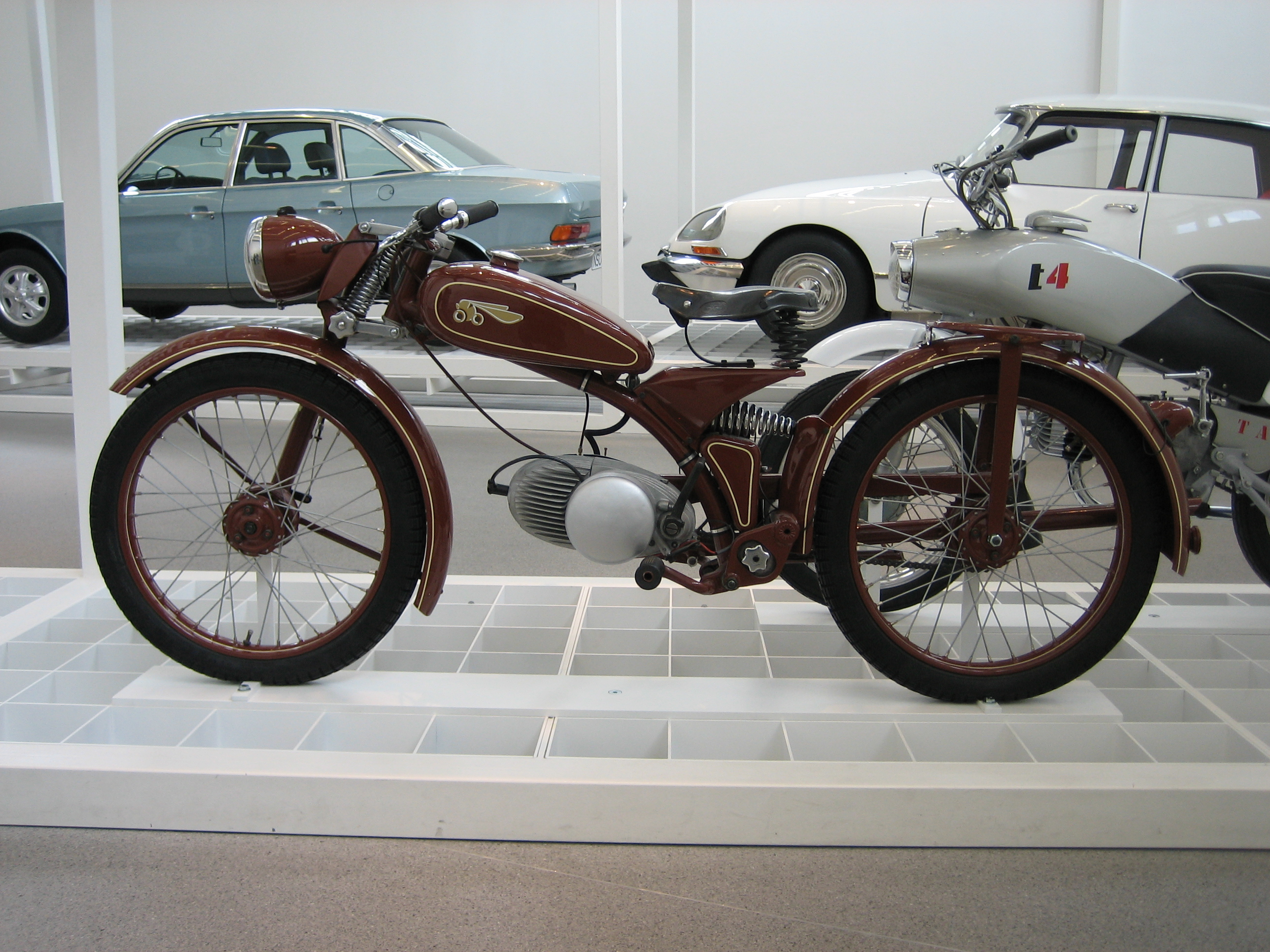
Imme R100 (1948).
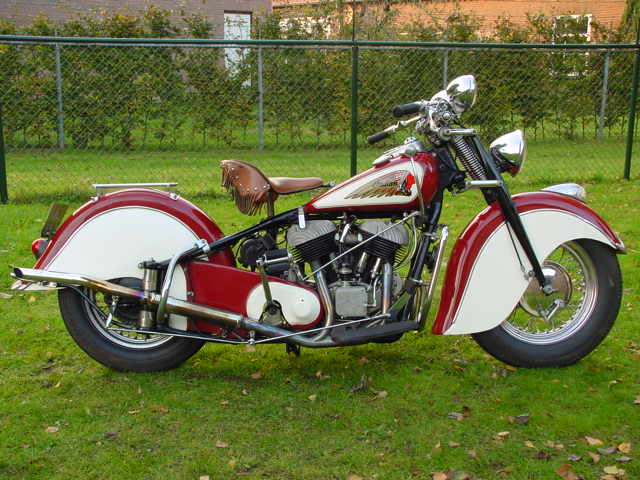
Indian Chief (1948).
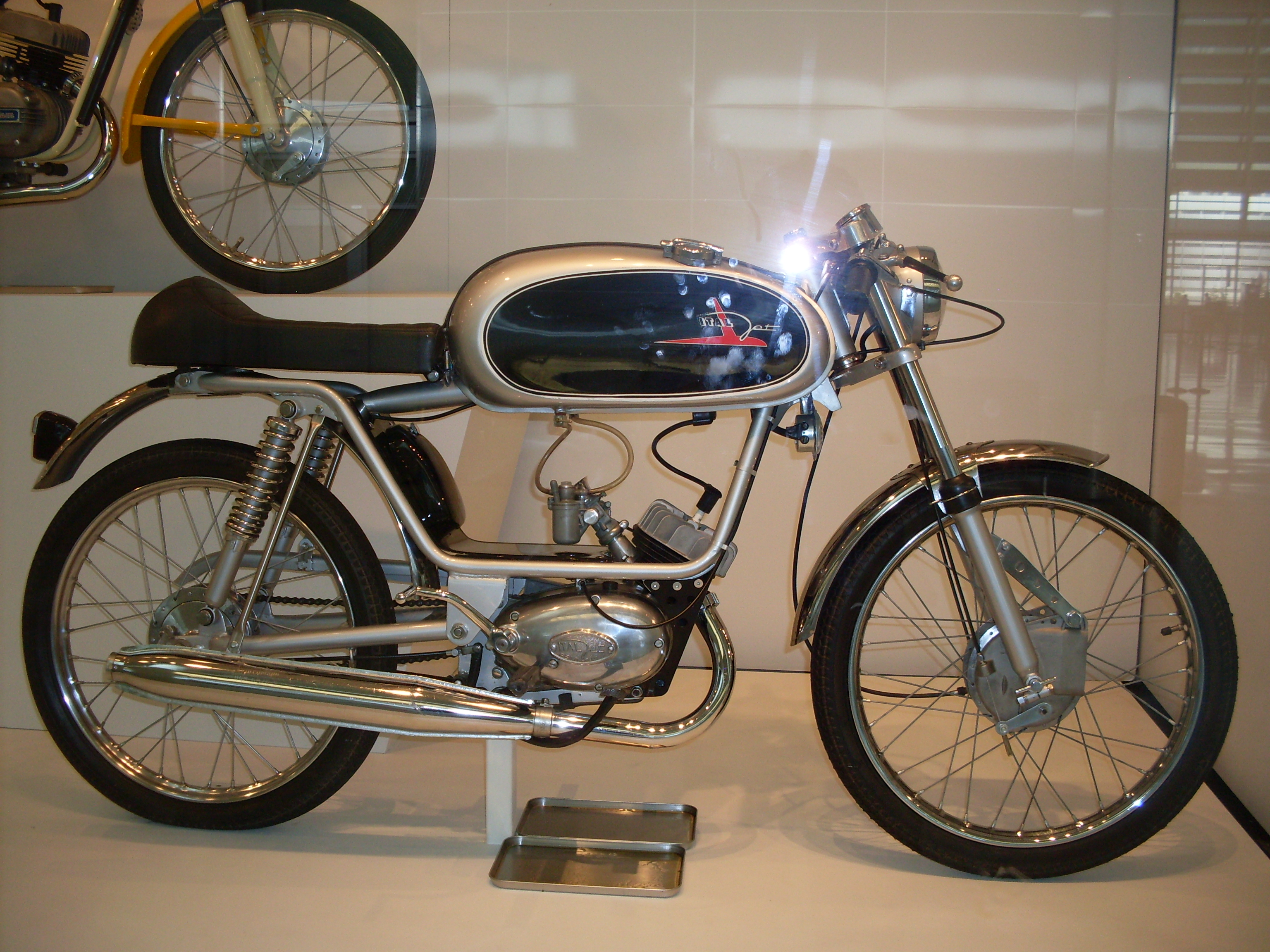
Italjet Mustang Veloce (1969).

## J
- Jawa ( Tchécoslovaquie, 1929-)
- JBB
- Jialing ( Chine, 1975-)
- JJCobas
- JCM
- Jonghi ( France, 1930-1956)
- Jordan
- Junak
- Jupiter
- Jincheng
- Jonway

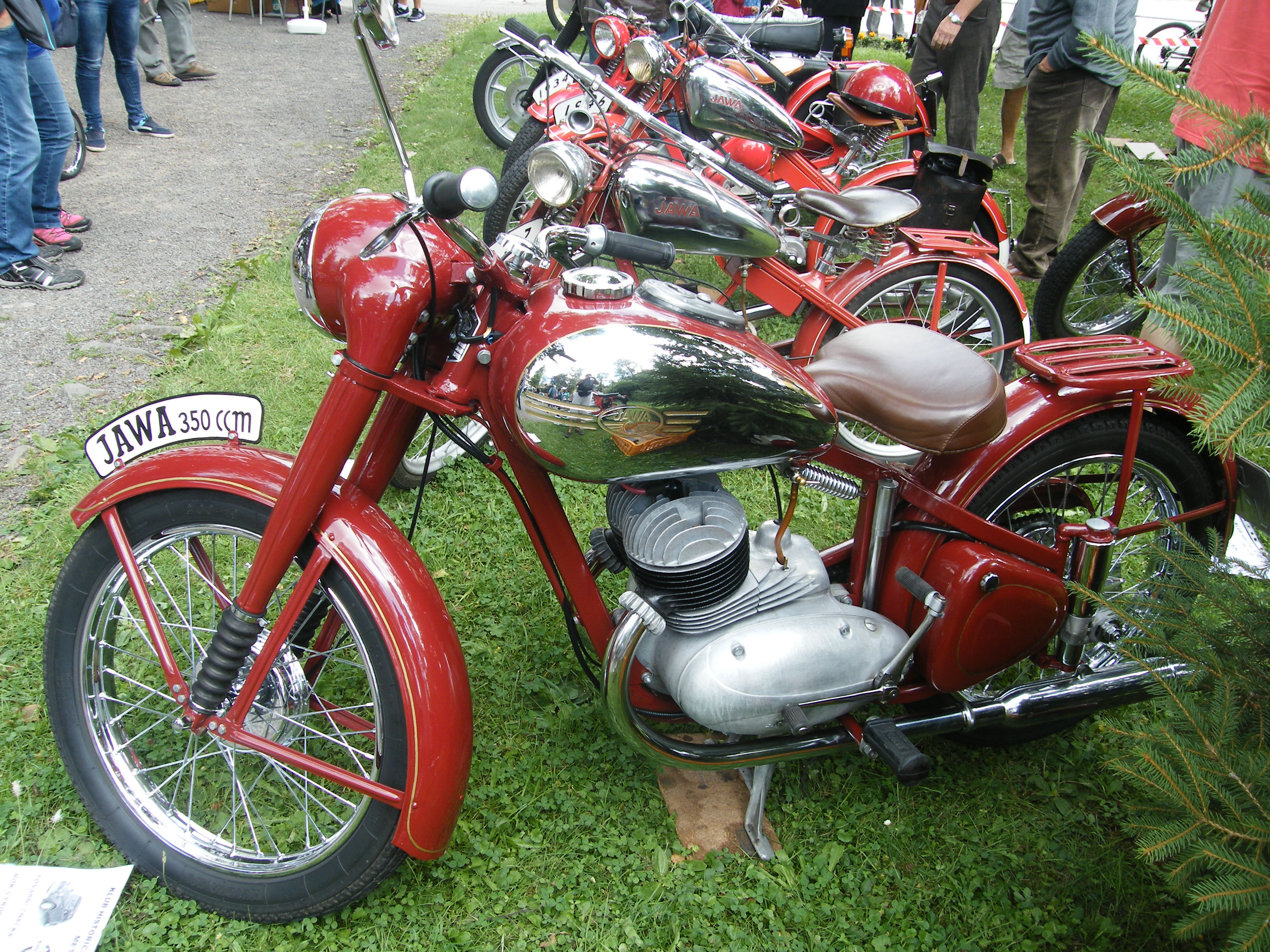
Jawa 350 (1953).
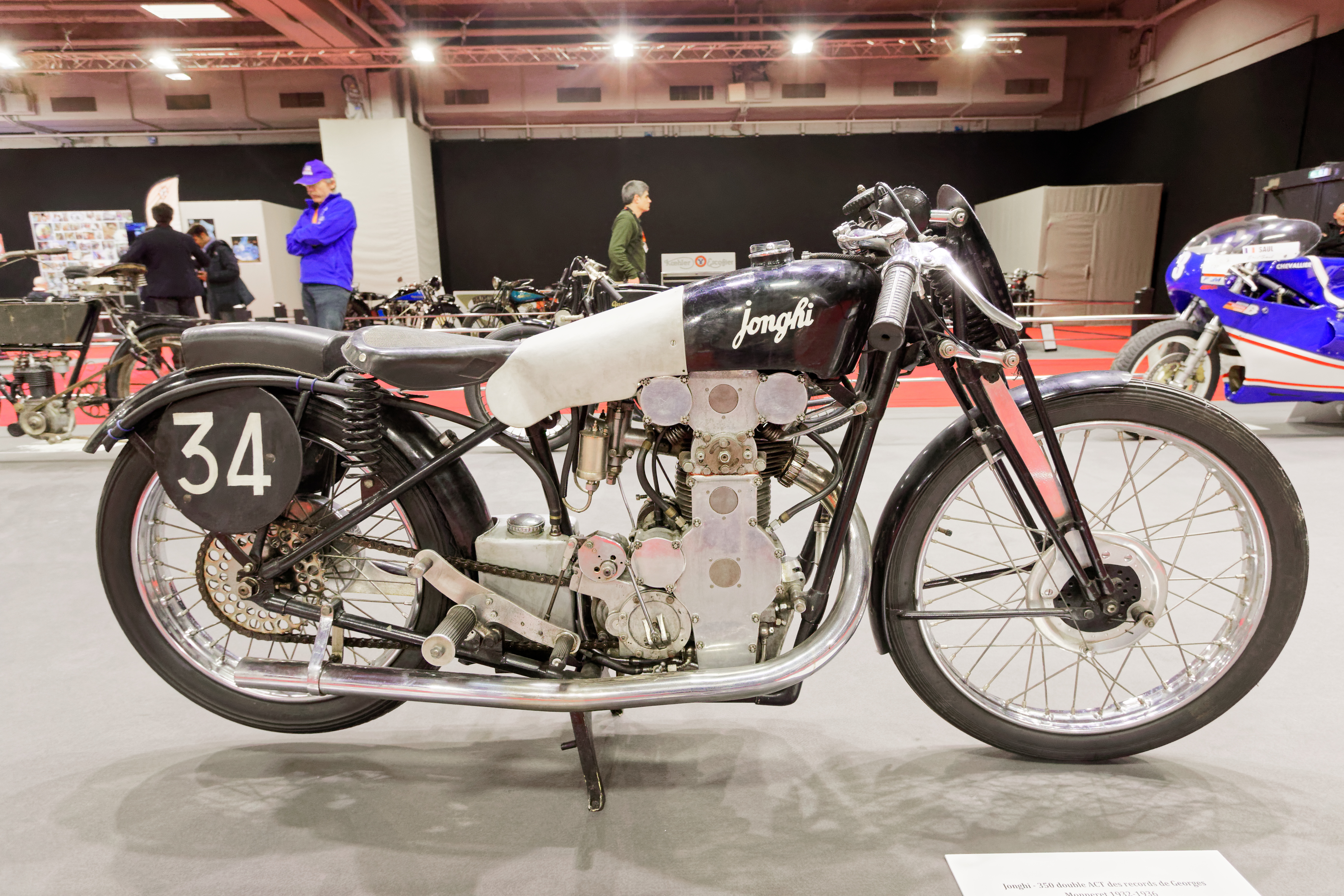
Jonghi 350 (1932).
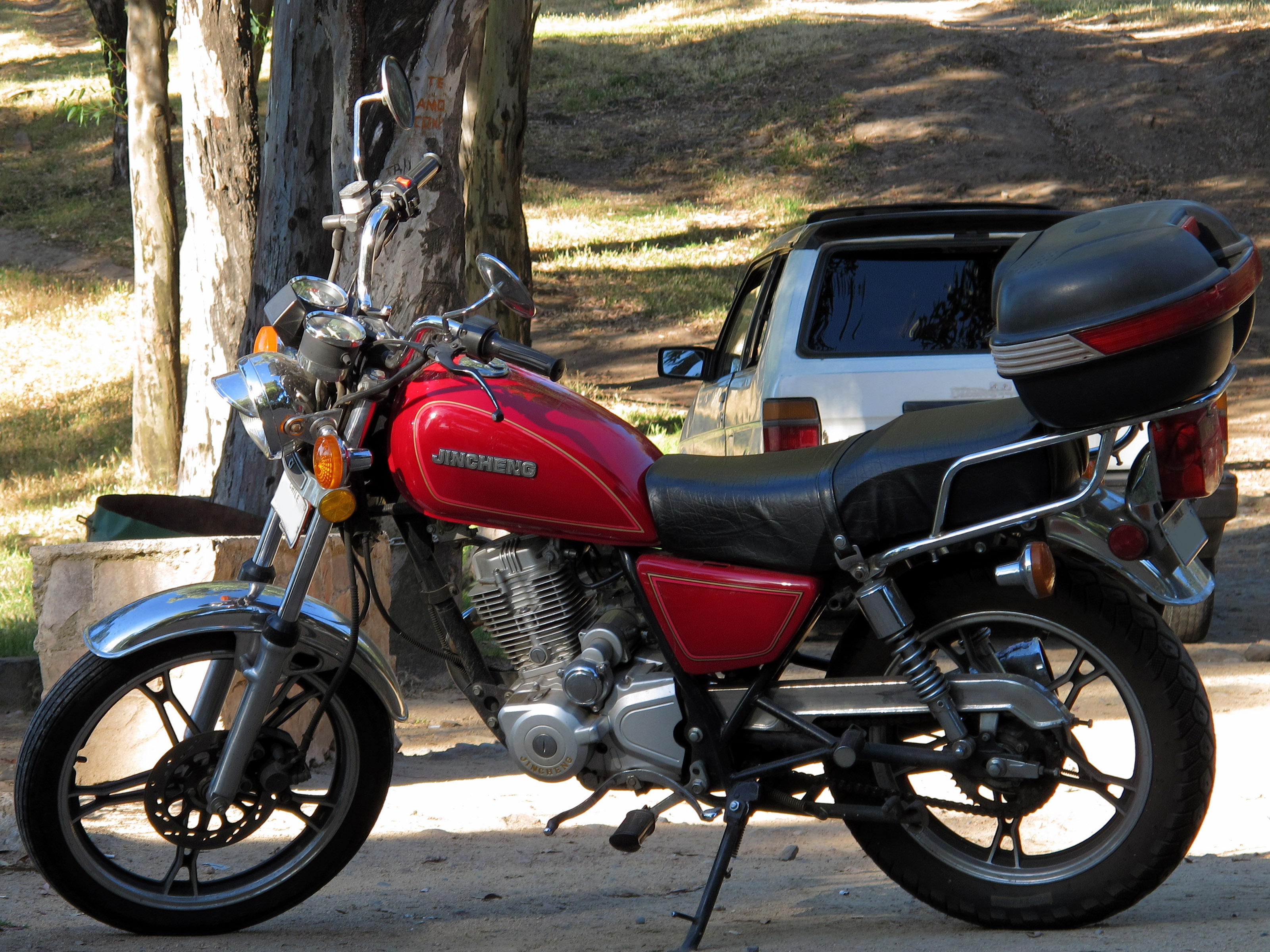
Jincheng JC150 (2010).
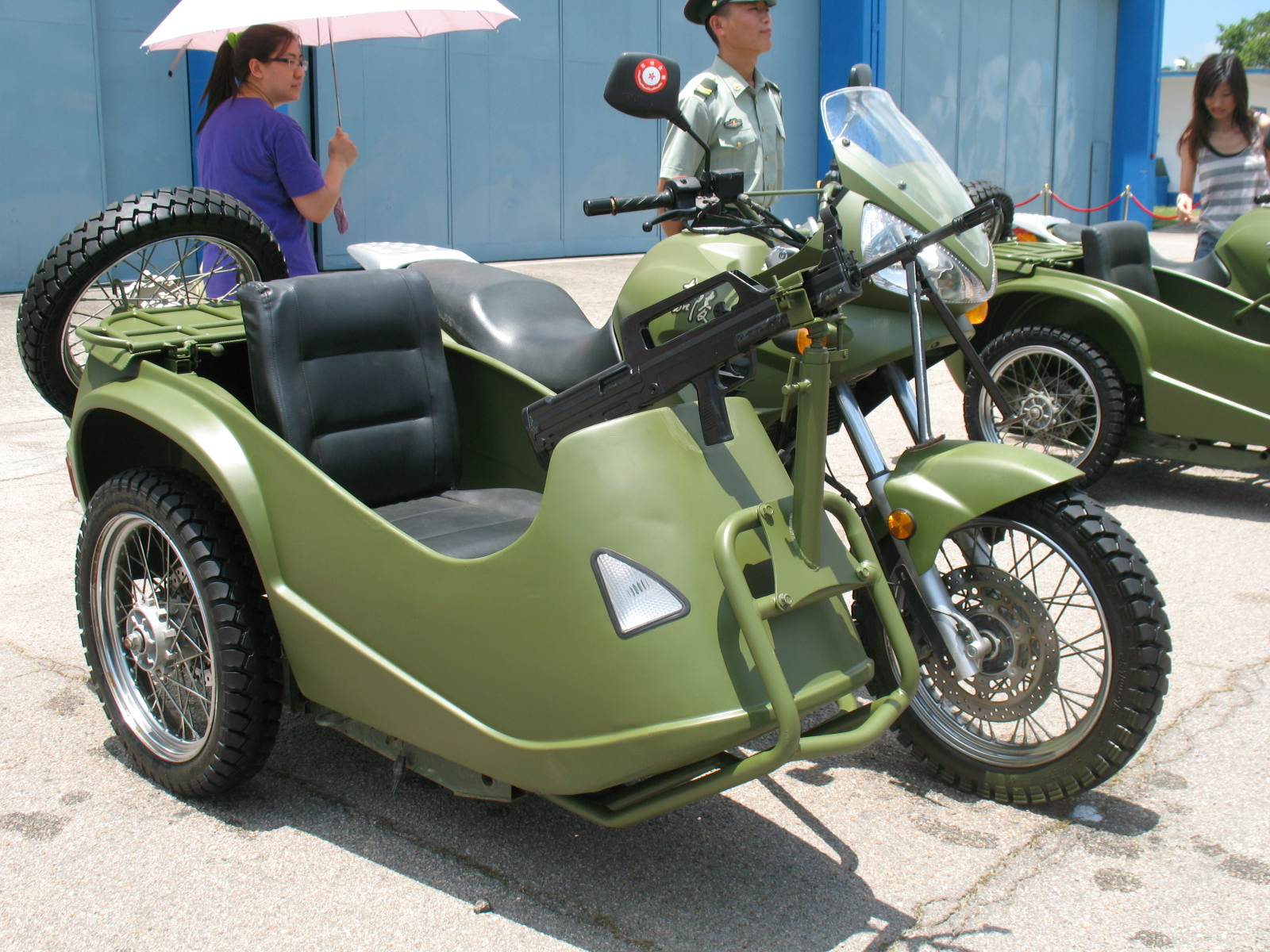
Jialing JH600 (2013).

## K
- Kawasaki ( Japon, 1960-)
- Keeway
- Knievel Cycles
- Koehler Escoffier ( France, 1912-1957)
- Kramer
- Kreidler ( Allemagne, 1951-1982)
- KTM ( Autriche, 1955-)
- Kymco ( Taïwan, 1970-)

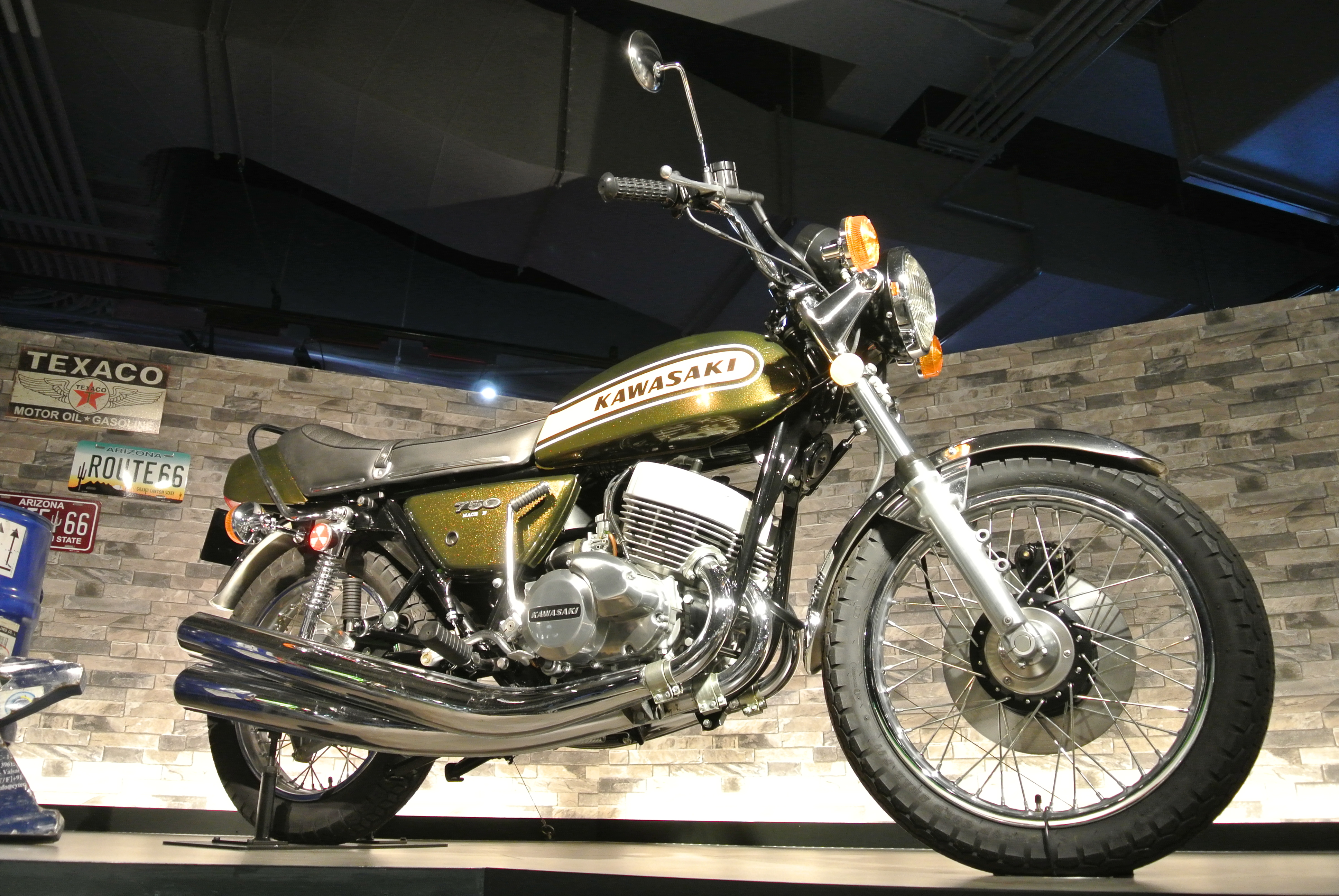
Kawasaki H2 750 (1974).
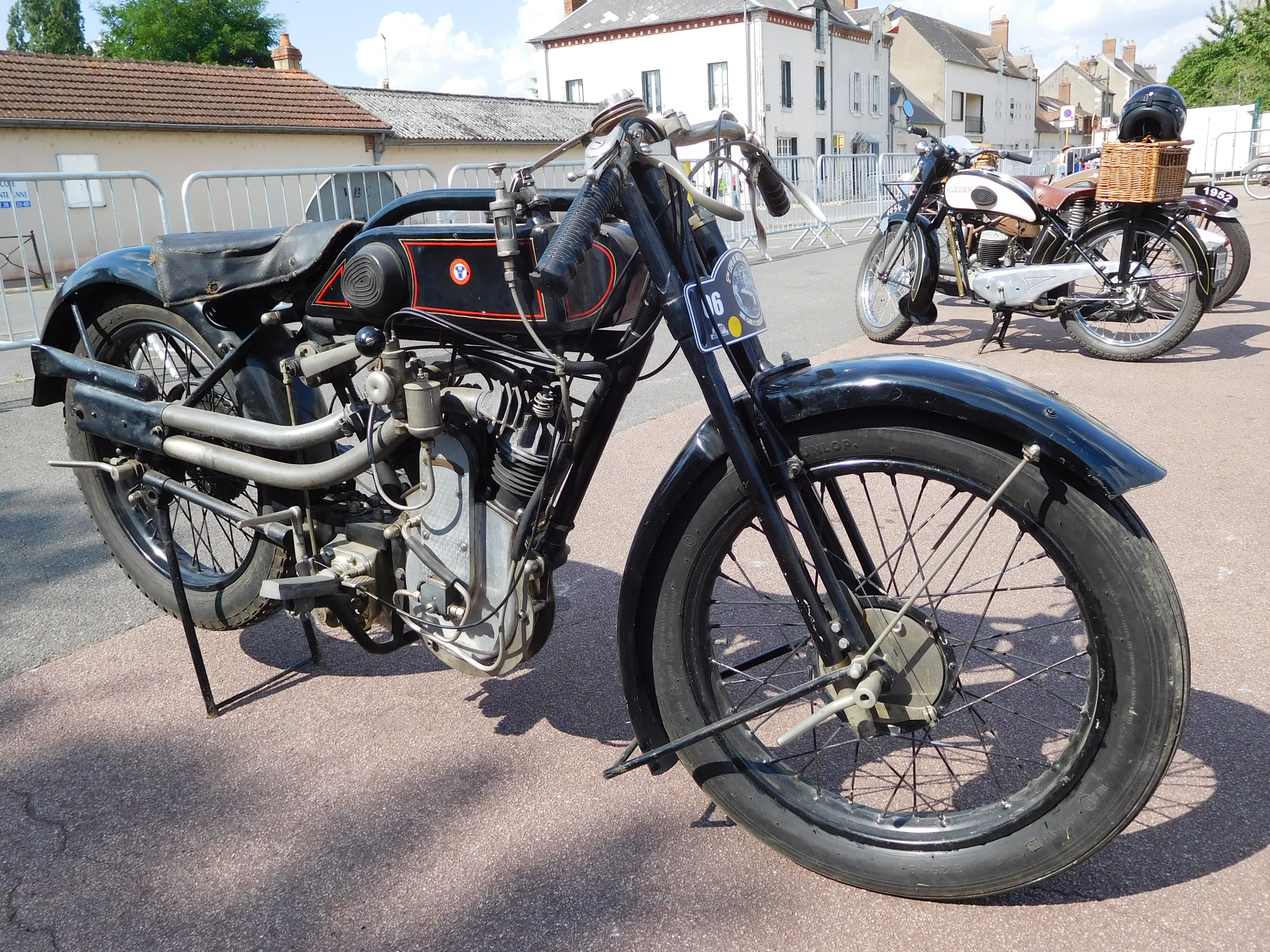
Koehler-Escoffier Mandoline (1924).
KTM Adventure 390 (2022).
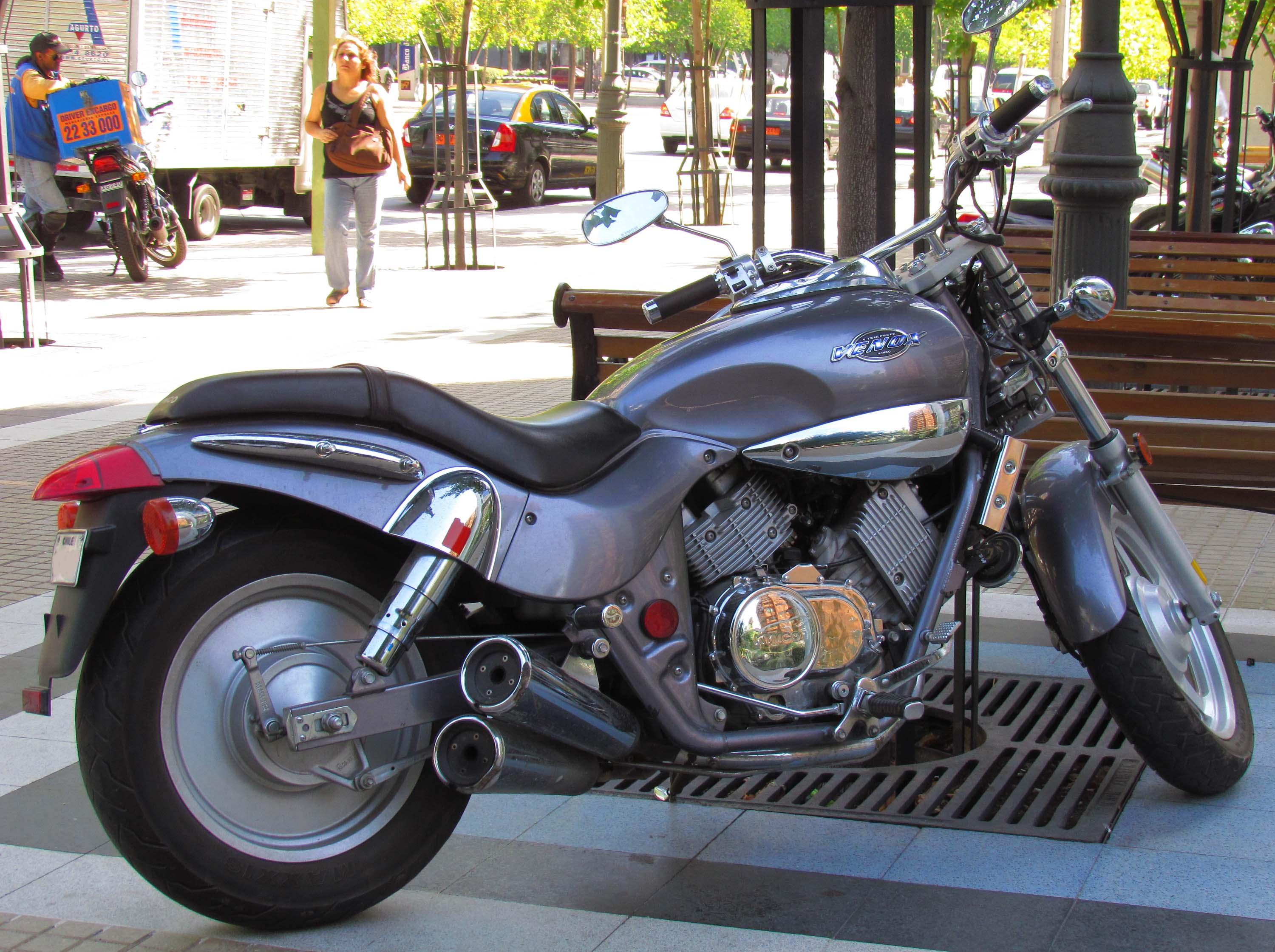
Kymco Venox 250 (2008).

## L
- Labitte Eugène (FR, Paris, 1922-1924, « motobicyclette à moteur Pernoo »)
- Labor ( France, 1908-1960)
- Labre & Lamaudière ( France, 1900-1907)
- La Française Diamant ( France, 1902-1954)
- Lamborghini (seulement 5 ou 6 concept bikes signés Lamborghini réalisés par un fournisseur français en 1986)
- Lambretta ( Italie, 1947-1972)
- Laverda ( Italie, 1949-)
- Lazareth ( France, 1998-2024)
- Le Grimpeur ( France, 1900-1932)
- Lelior ( France, 1922-1924)
- Letang
- Libéria ( France, 1951-1956)
- Ligier
- Lifan ( Chine, 1992-)
- Lilac ( Japon, 1949-1967)
- Linto ( Italie, 1947-1948, 1967-1971)
- Louis Clément ( France, 1920-1932)
- Louis Janior ( France, 1919-1924)
- LMP (FR, 1921-1931)
- Lucer ( France, 1953-1958)
- Lutetia ( France, 1922-1923)

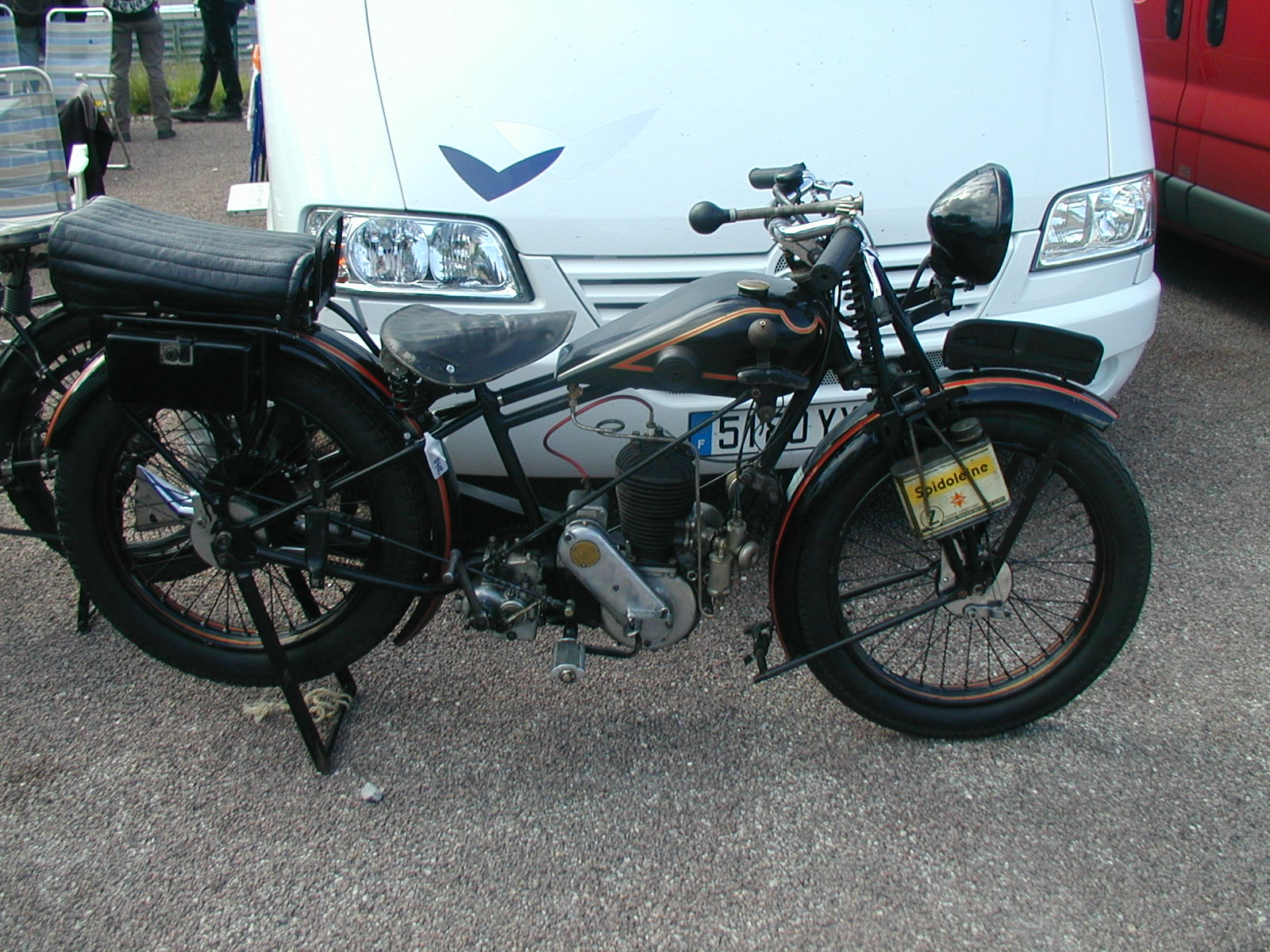
Labor 250 (1932).
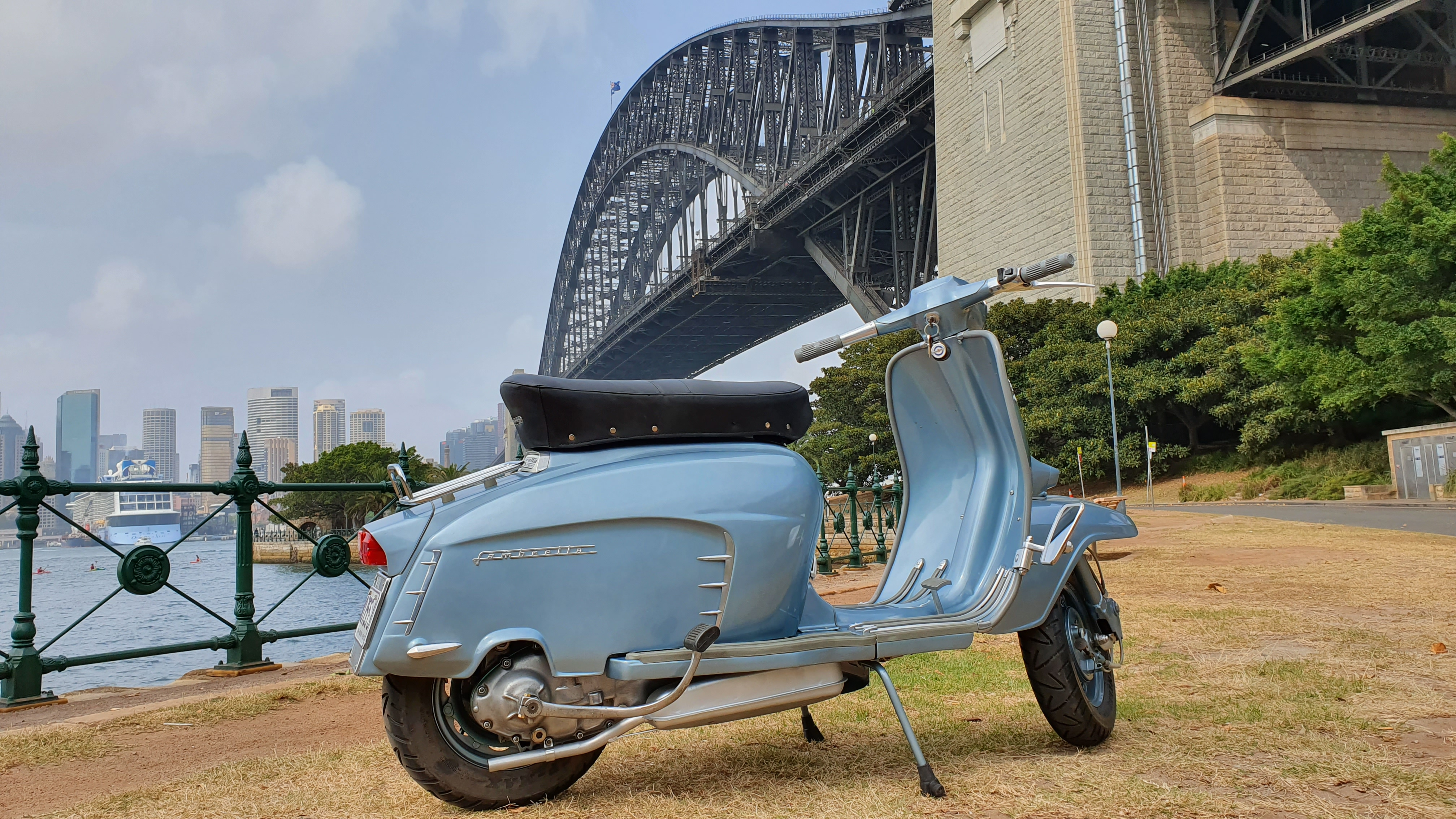
Lambretta Special 125 (1967).
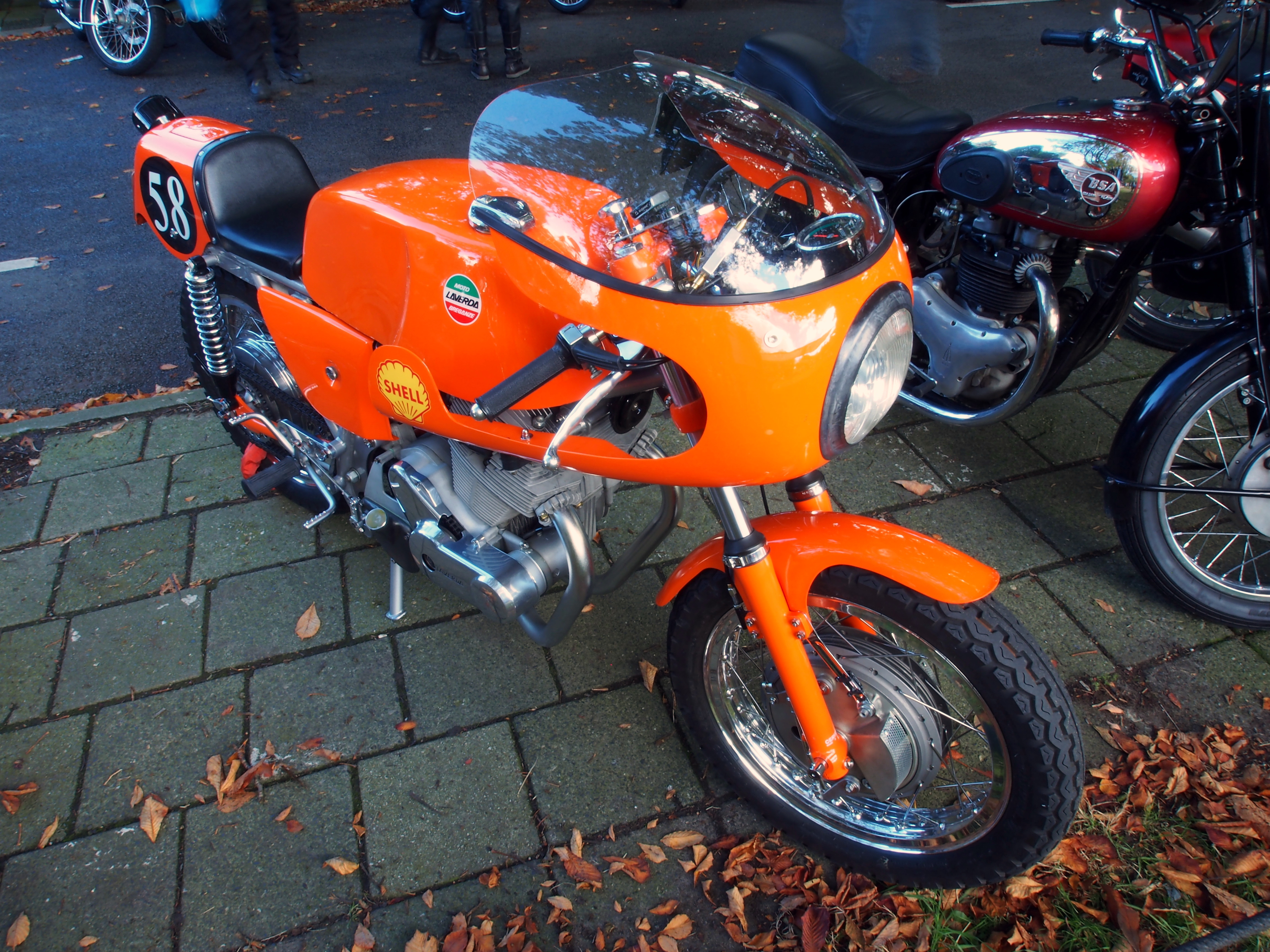
Laverda SFC 750 (1972).
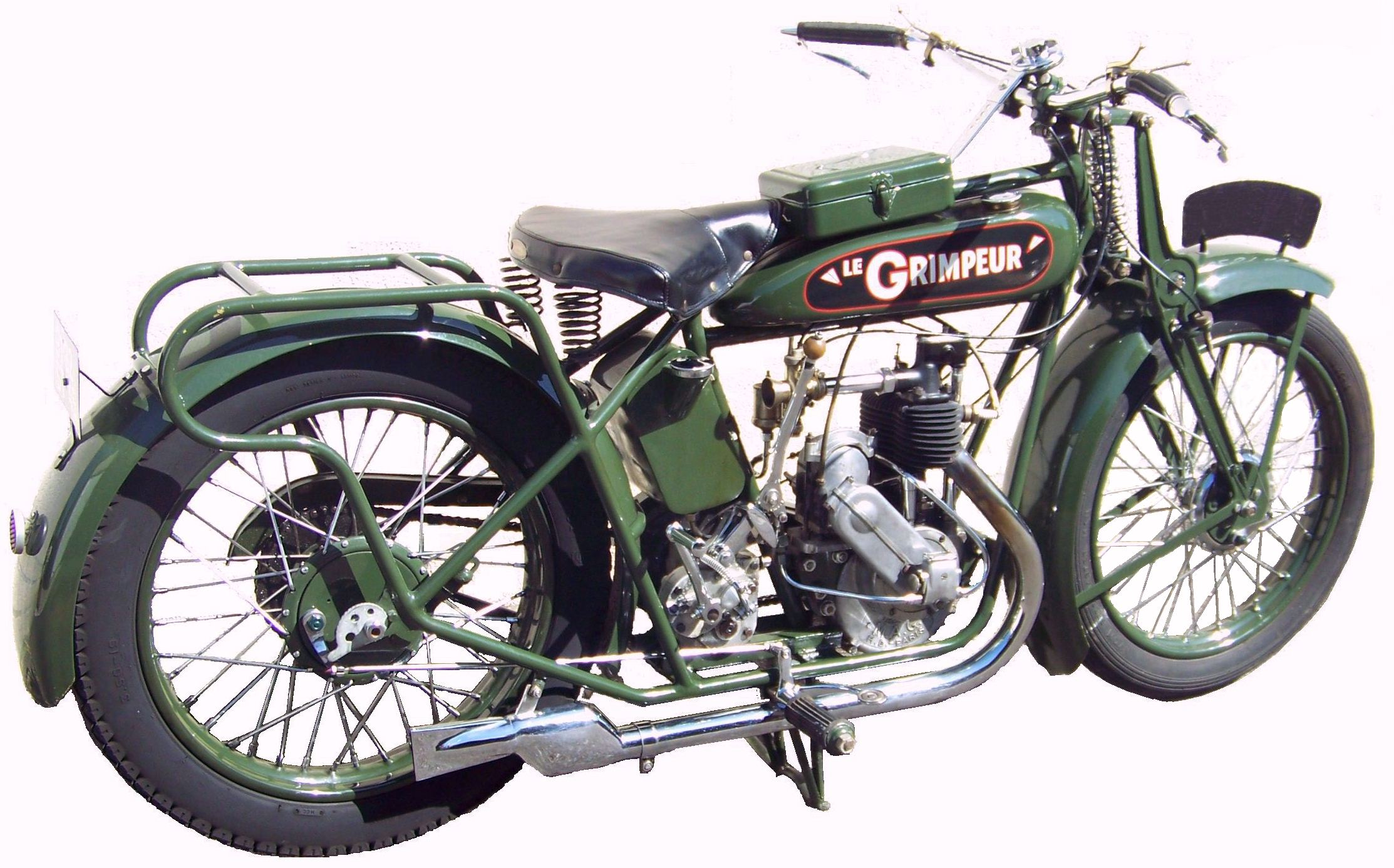
Le Grimpeur 250-J1 (1929).

## M
- Magnat-Debon ( France, 1906-1958)
- Magnat-Moser ( France, 1906-1914, à base de moteur suisse Moser)
- Maico ( Allemagne, 1935-1983)
- Majestic ( France, 1928-1934)
- Malaguti ( Italie, 1945-)
- Malanca (en) ( Italie, 1956-1986)
- Mazoyer ( France, 1950-1954)
- Marc ( France, Vincennes, 1926-1951)
- Marcel Guiguet et Compagnie (M.G.C.) ( France, 1929-1943)
- Mars ( Allemagne, 1903-1958)
- Martinsyde ( Royaume-Uni, 1908-1922)
- Masai ( France, 2004-)
- Maserati (en) ( Italie, 1947-1960)
- Mash Motors ( France, 2012-) [1]
- Matchless ( Royaume-Uni, 1899-1969)
- MBK ( France, 1984-)
- Megelli Motorcycles ( Royaume-Uni, 2004-)
- Megola ( Allemagne, 1921-1925)
- Meguro ( Japon, 1937-1964)
- Meihatsu (Kawasaki) ( Japon, 1956-1962)
- Mercier ( France, 1950-1962)
- Métisse Motorcycles ( Royaume-Uni, 1982-)
- MetisS ( France, 2021-)
- MF ( France, 1981-1982)
- Midual ( France, 1997-)
- Mignorac ( France, Romainville, 1924-1936, pour les marques Mignorac Lalo Poinsard)
- Militaire ( États-Unis, 1911-1922, autres marques Champion, Millitor)
- Miller Balsamo ( Italie, 1919-1959)[2]
- Félix Millet ( France, 1887-1900)
- Mimosa (Manufrance) ( France, Saint-Étienne, 1923-1938)
- Minarelli (motoriste pour plusieurs marques)
- Minsk ( Biélorussie, 1951-)
- MM ( Italie, 1924-1957)[3]
- Modenas ( Malaisie, 1995-)
- Monark ( Suède, 1908-)
- Monet-Goyon ( France, 1917-1958)
- Montesa ( Espagne, 1945-1981)
- Montgomery ( Royaume-Uni, 1902-1939)
- Morbidelli ( Italie, 1969-)
- Morgan-Monotrace (Mécanicarm) ( France, 1926-1929)
- Motobloc ( France, 1948-1954)
- Moto Guzzi ( Italie, 1921-)
- Moto Morini ( Italie, 1937-2009, 2012-)
- Motobécane ( France, 1923-1984)
- Motoconfort ( France, 1925-1963)
- Motobi ( Italie, 1950-1980)
- Moto Monté ( France, 1927-1938)
- Moto-rêve ( Suisse, 1904-1925) [4]
- MZ ( Allemagne, 1960-)
- Motosacoche ( Suisse, 1898-1956)
- Münch ( Allemagne, 1966-c.1980)
- MV Agusta ( Italie, 1945-)

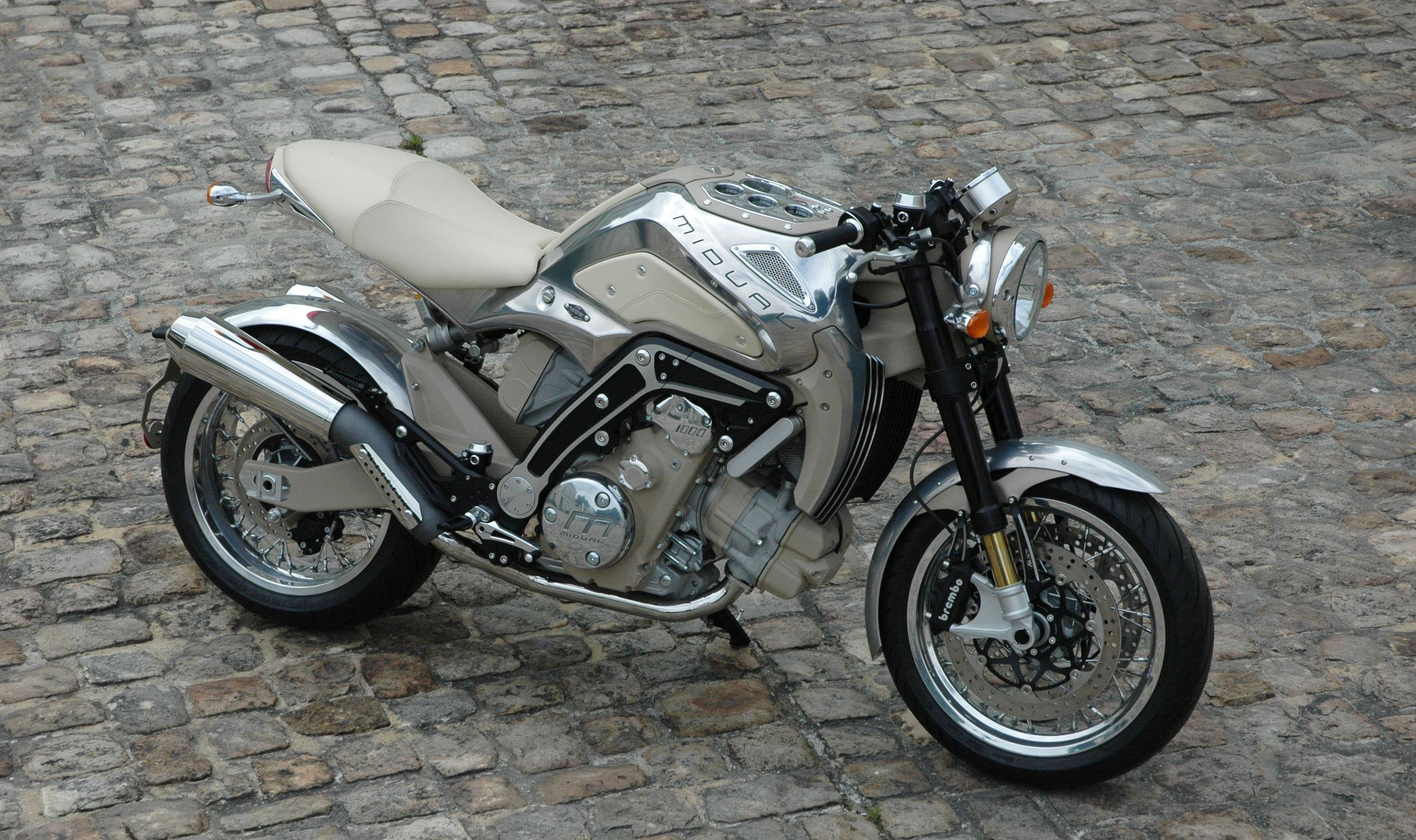
Midual Type 1
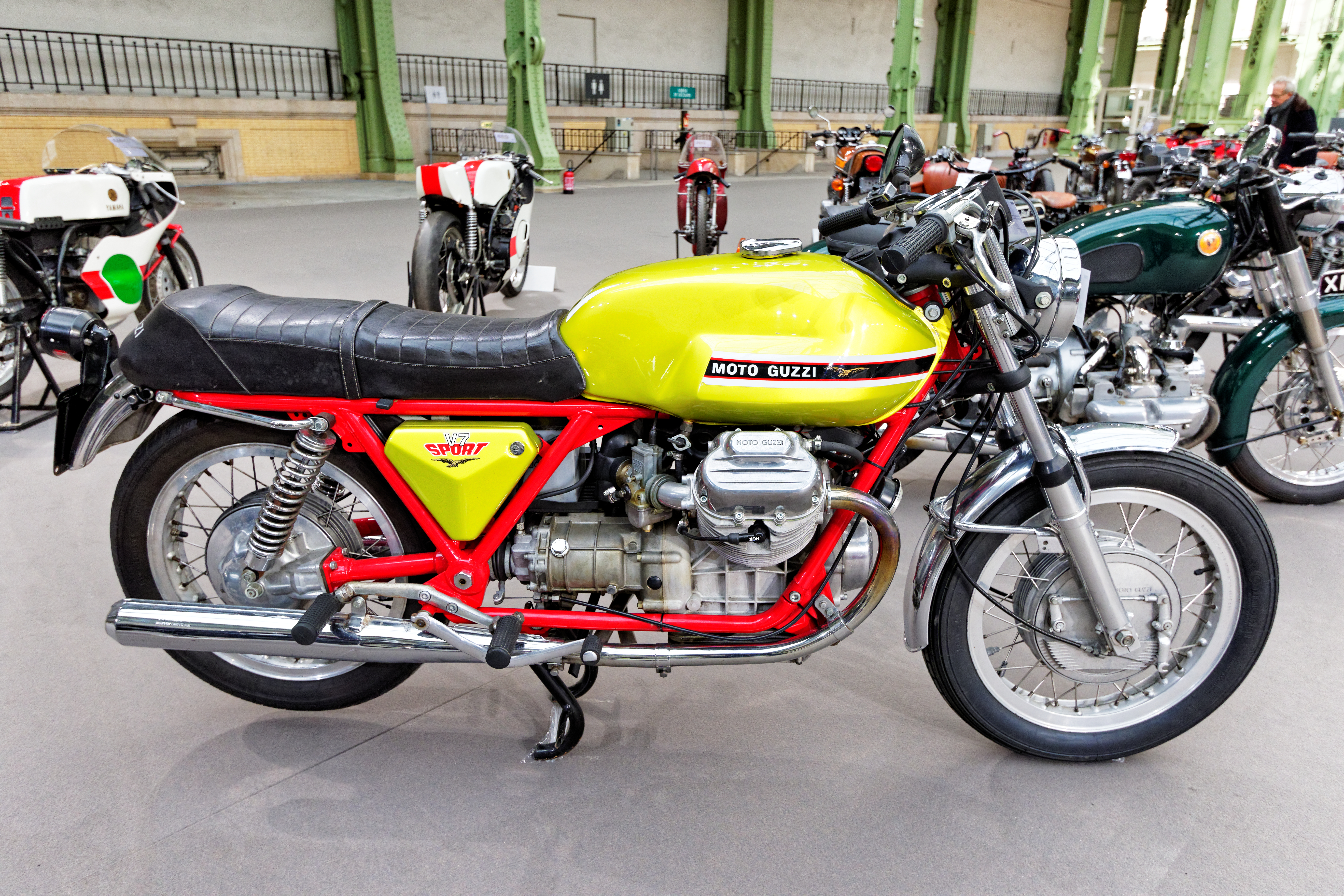
Moto Guzzi V7 sport (1971).
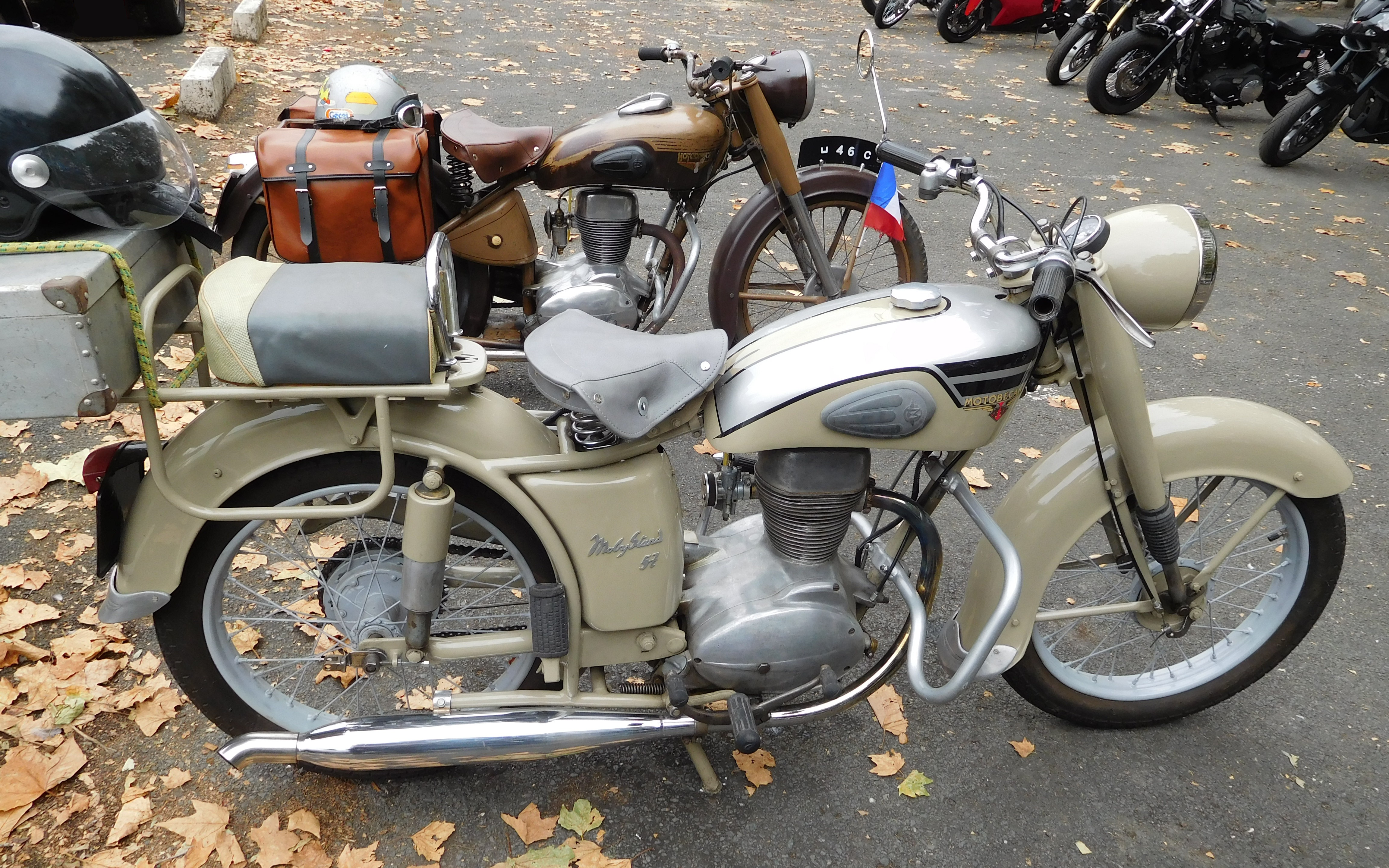
Motobécane Mobystand 57 125 (1960).
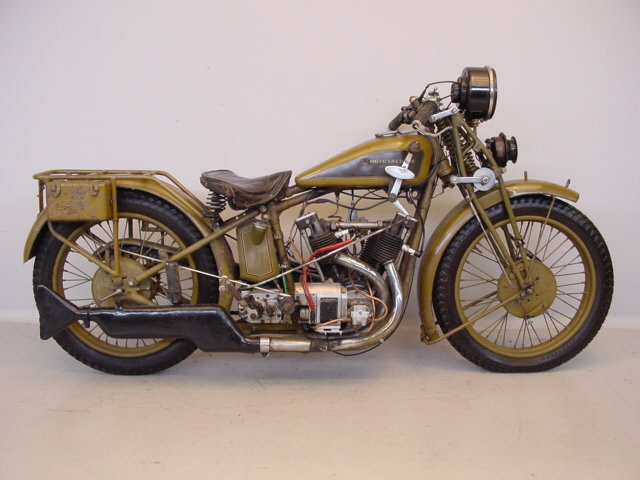
Motosacoche Grand Tourisme 750  (1929).
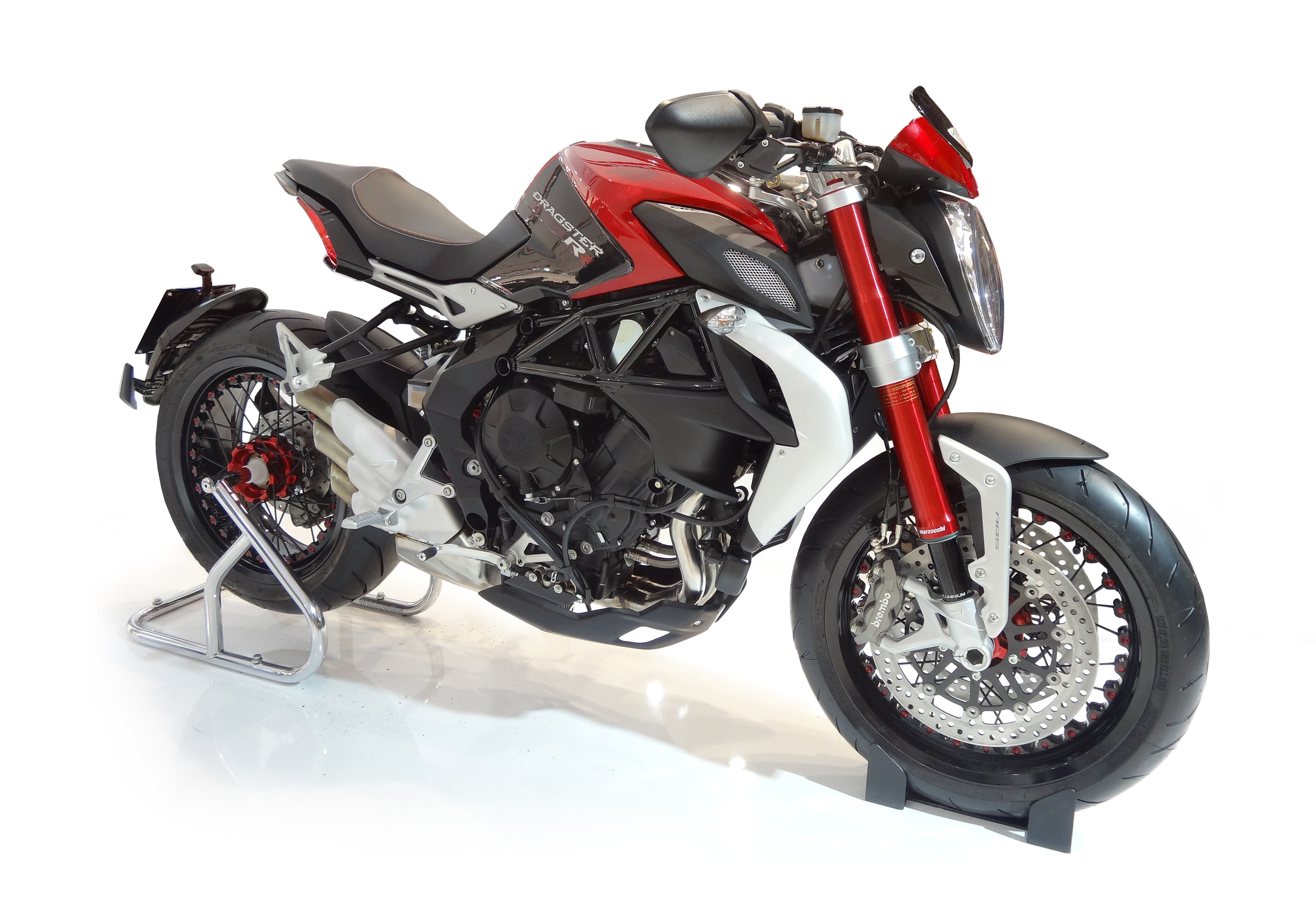
MV Agusta Brutale Dragster 800  (2014).
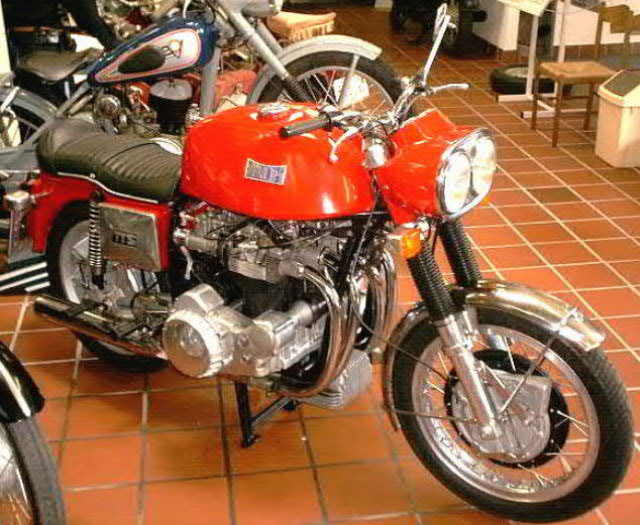
Münch Mammut

## N
- Ner-A-Car
- New Hudson (en)
- New Imperial (UK, Digbeth, 1887-1939)
- New Map ( France, 1920-1958)
- New Motorcycle ( France, 1925-1930)
- Niu Tech ( Chine, 2014-)
- Nimbus ( Danemark, 1919-1957)
- Norton ( Royaume-Uni, 1902-1977)
- Nougier ( France, 1937-1972)
- NSU ( Allemagne, 1900-1965)
- Novy ( Belgique, c.1935-c.1965)

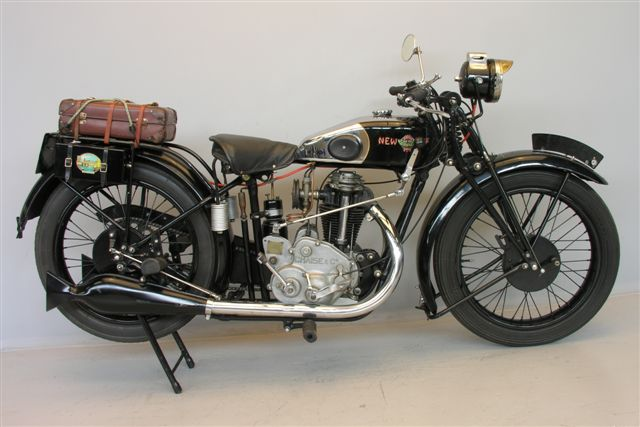
New Map BL3 350 (1930).
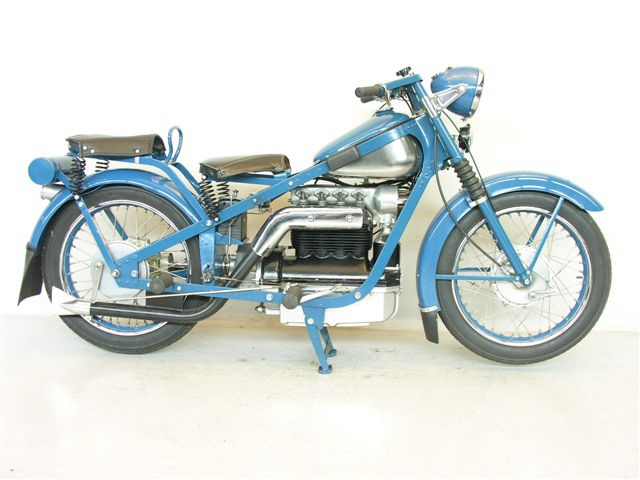
Nimbus (1949).
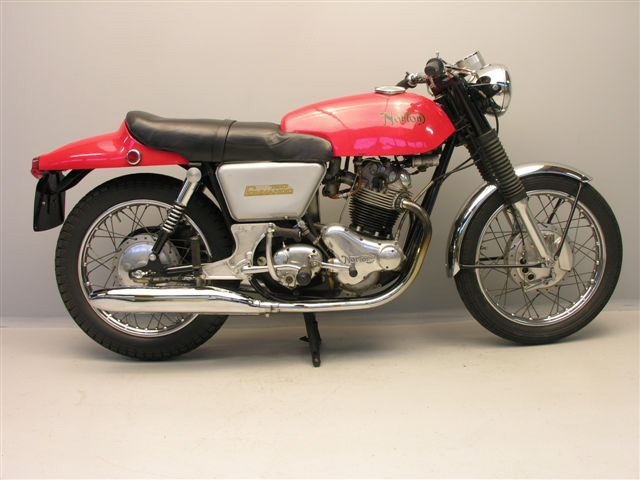
Norton Commando 750 Fastback (1969).
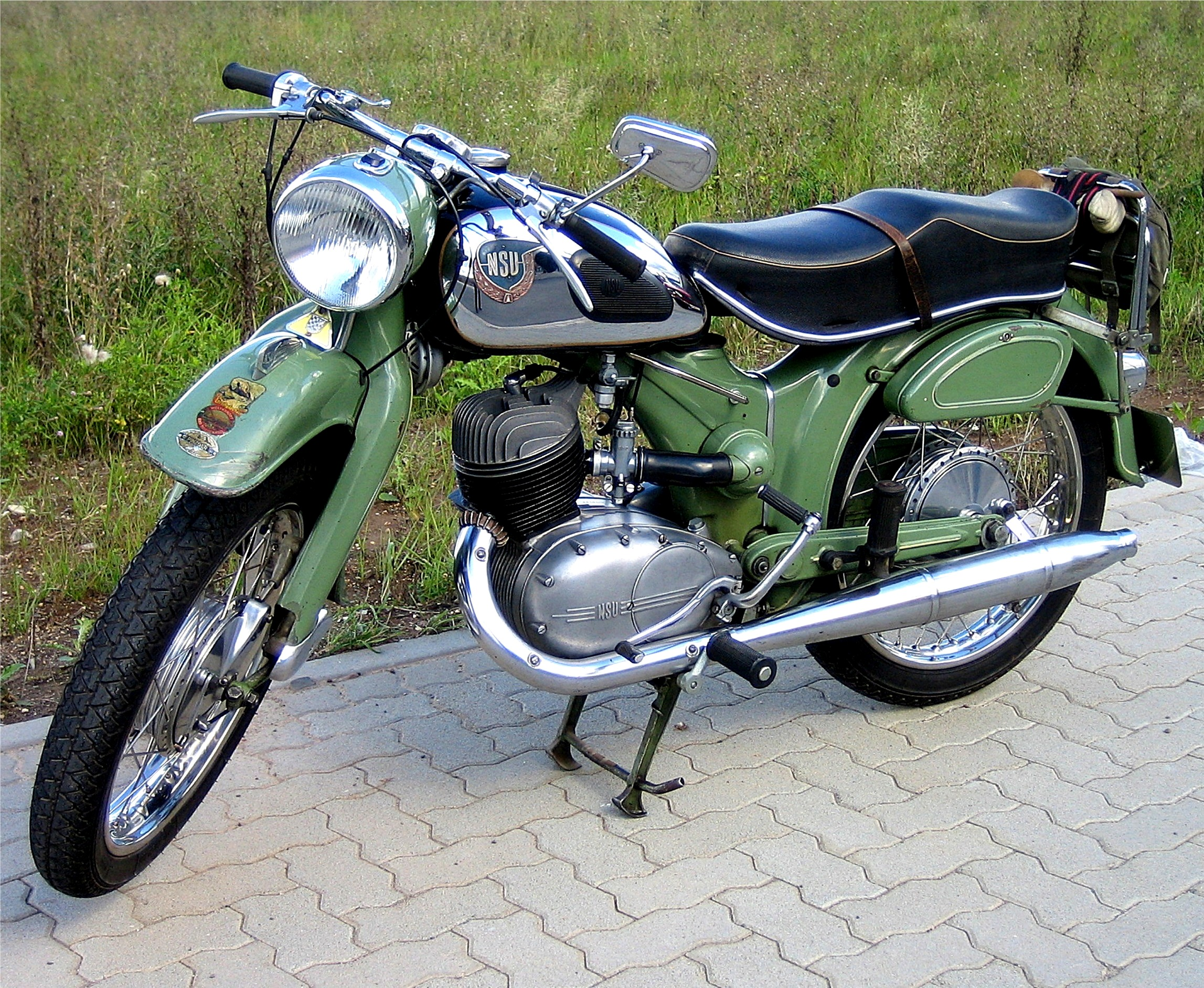
NSU Superlux (1955).

## O
- Océane
- Opel (( Allemagne, 1901-1930)
- Orange County Choppers
- Origan ( France, 1929-1950)
- Ossa ( Espagne, 1949-1985)
- Otten
- Otus
- Oural ( Russie, 1976-)

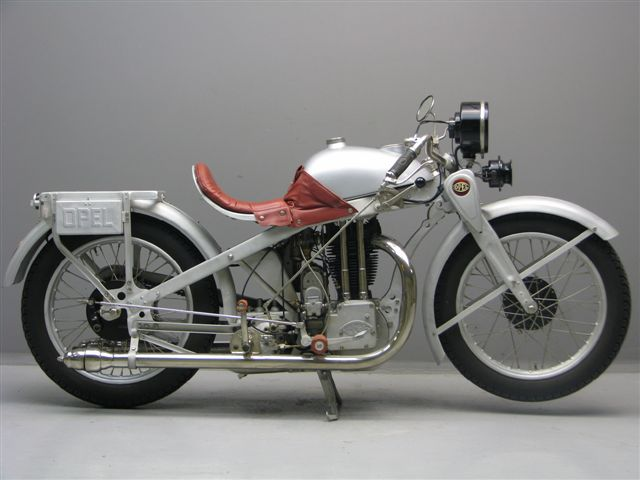
Opel Motoclub 500 (1929) conçue par Ernst Neumann-Neander.
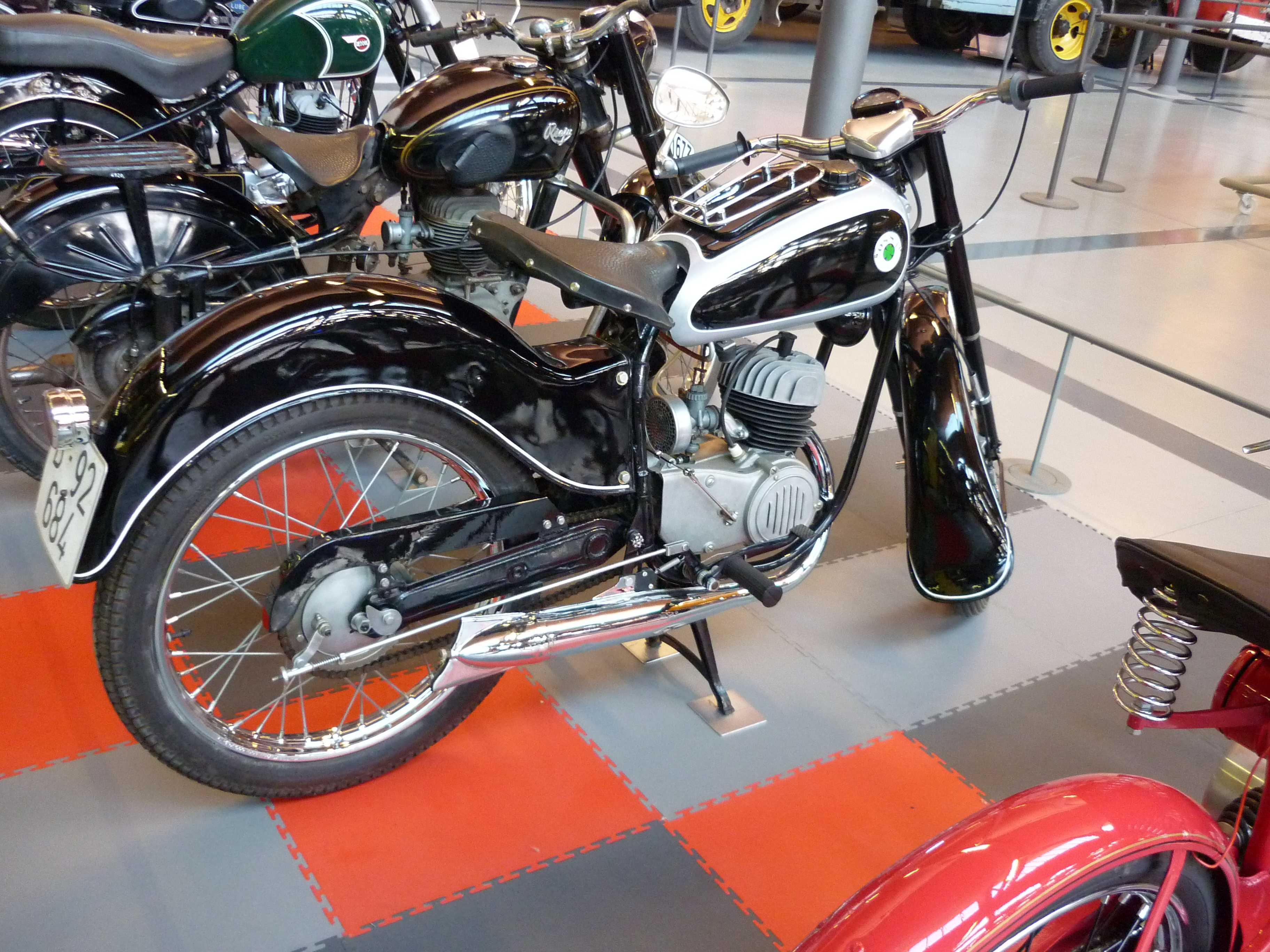
Ossa 125 (1951).
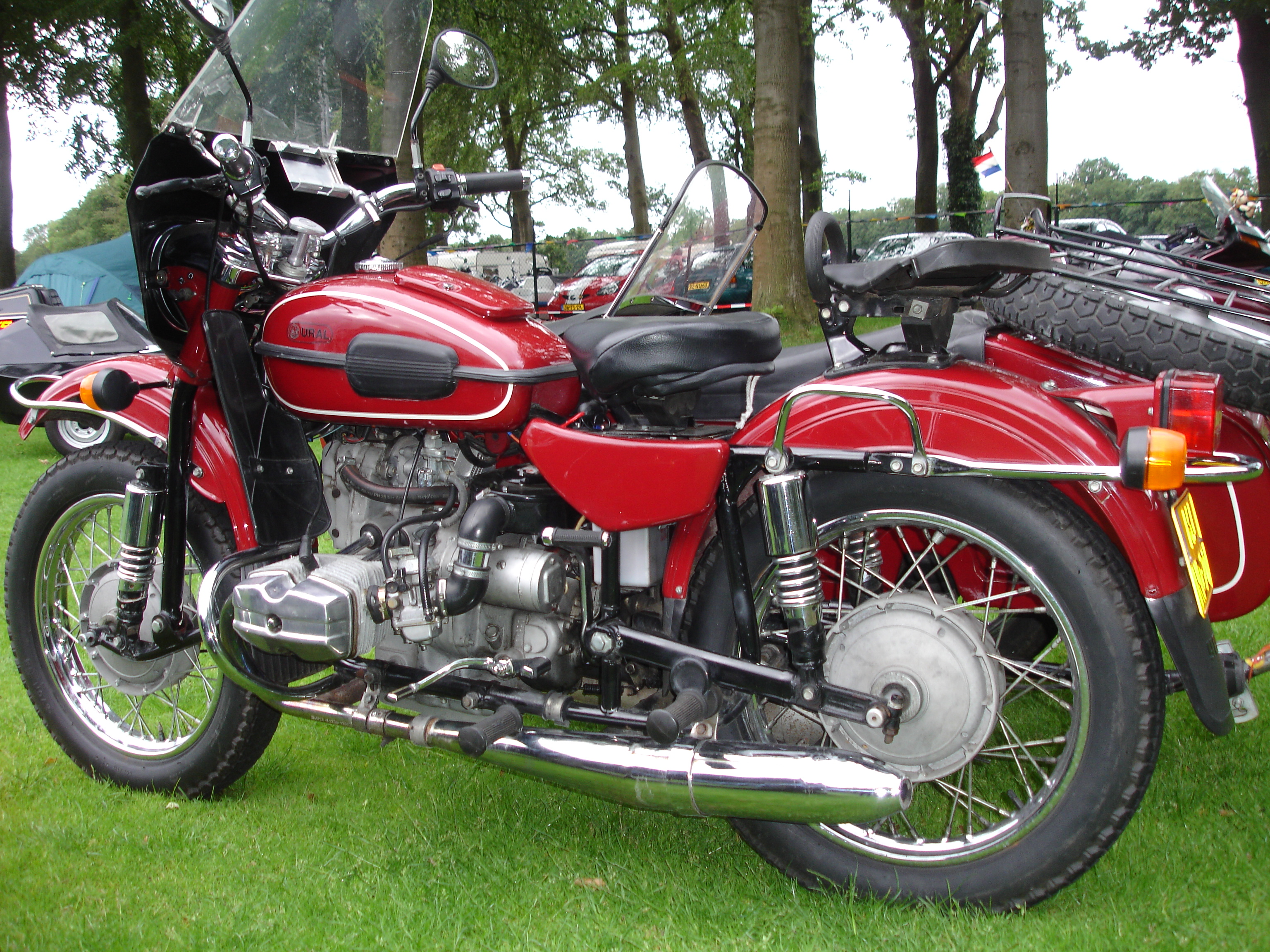
Oural Tourist 750 (2003).

## P
- Pannónia ( Hongrie, 1951-1975)
- Parilla ( Italie, 1946-1967)
- Paton ( Italie, 1958-1985)
- Pemda ( France, 1982-1987)
- Peraves ( Suisse, 1982-2011)
- Perreaux ( France, 1871-1889)
- Peugeot Motocycles ( France, 1899-)
- Phänomen ( Allemagne, 1903-1940)
- Panther ( Royaume-Uni, 1900-1967)
- Piaggio ( Italie, 1946-)
- Piedboeuf ( Belgique, Liège, 1903-1907)
- Pierce-Arrow ( États-Unis, 1909-1913)
- PM Panther (( Allemagne, 1933-1959)
- Pony Motos ( Suisse, 1961-)
- Pope ( États-Unis, 1911-1918)
- Portal ( France, 1977-1982)
- Praga ( Tchéquie, 1909-) (le premier double arbre à cames en tête (ACT))
- Prester ( France, 1930-1955)
- Prinetti et Stucchi ( Italie, 199_-1926)
- P.S. ( France, 1920-1929)
- Puch ( Autriche, 1903-1987)

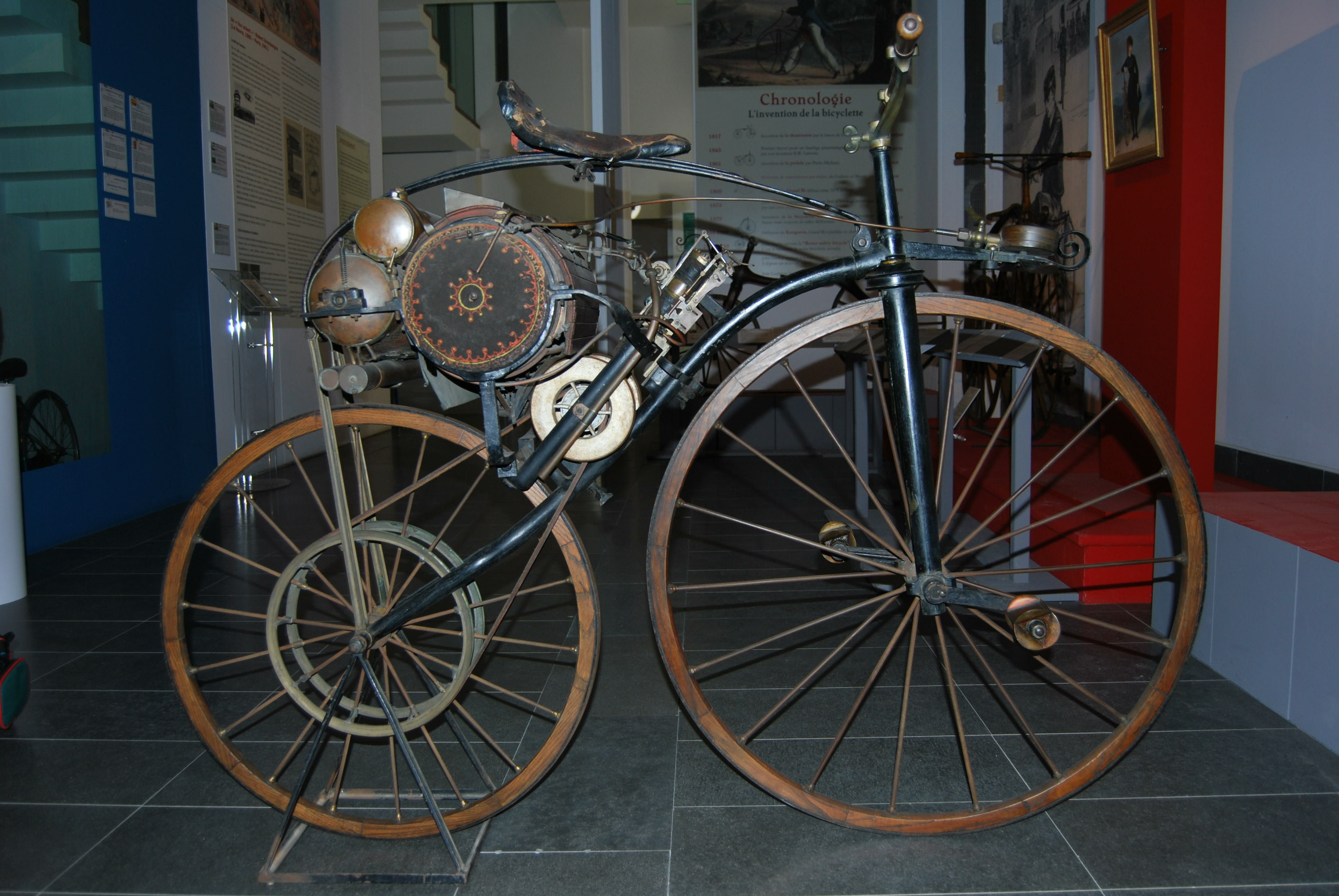
Vélocipède à vapeur Perreaux (1871).
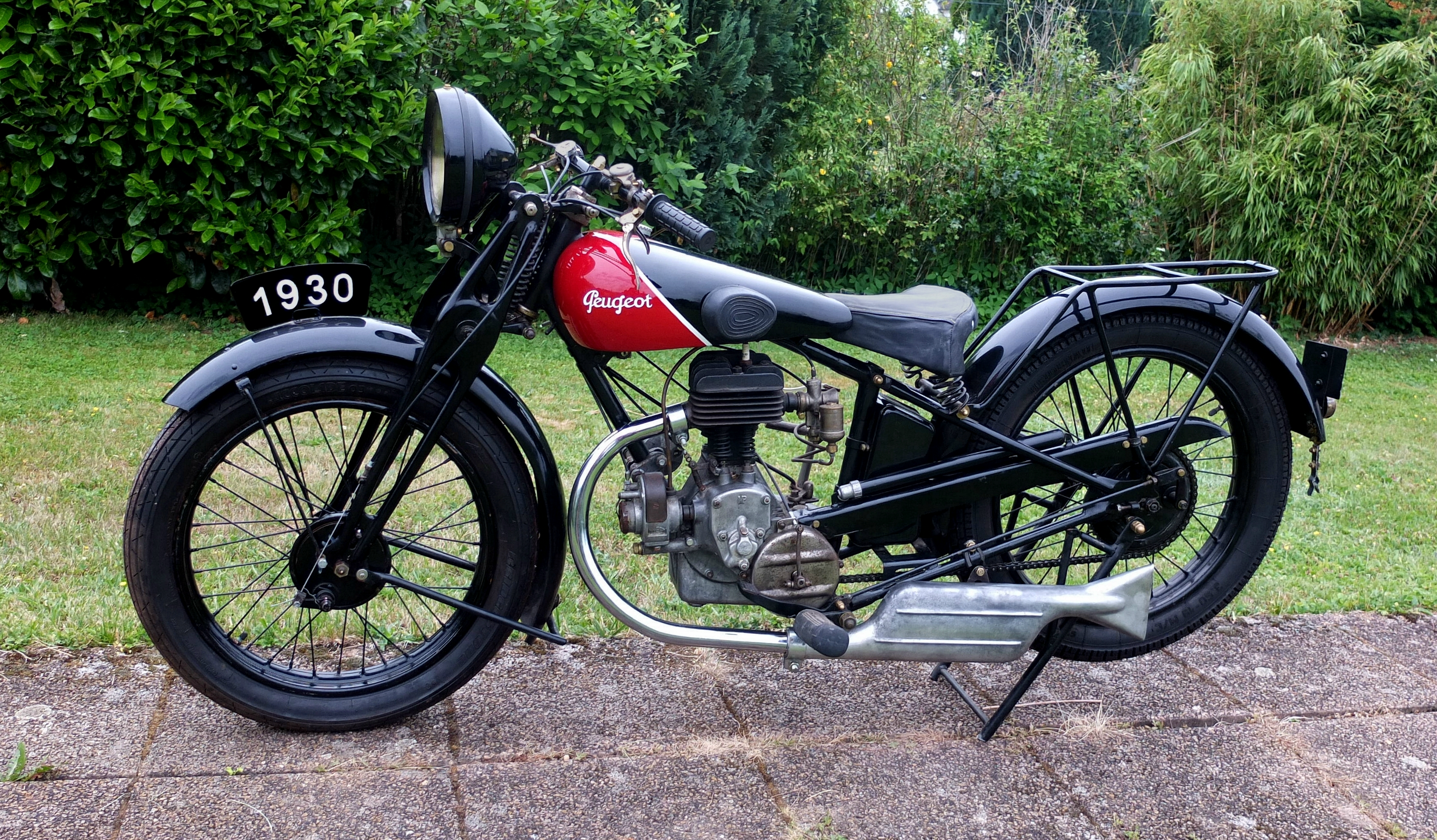
Peugeot P110 (1930).
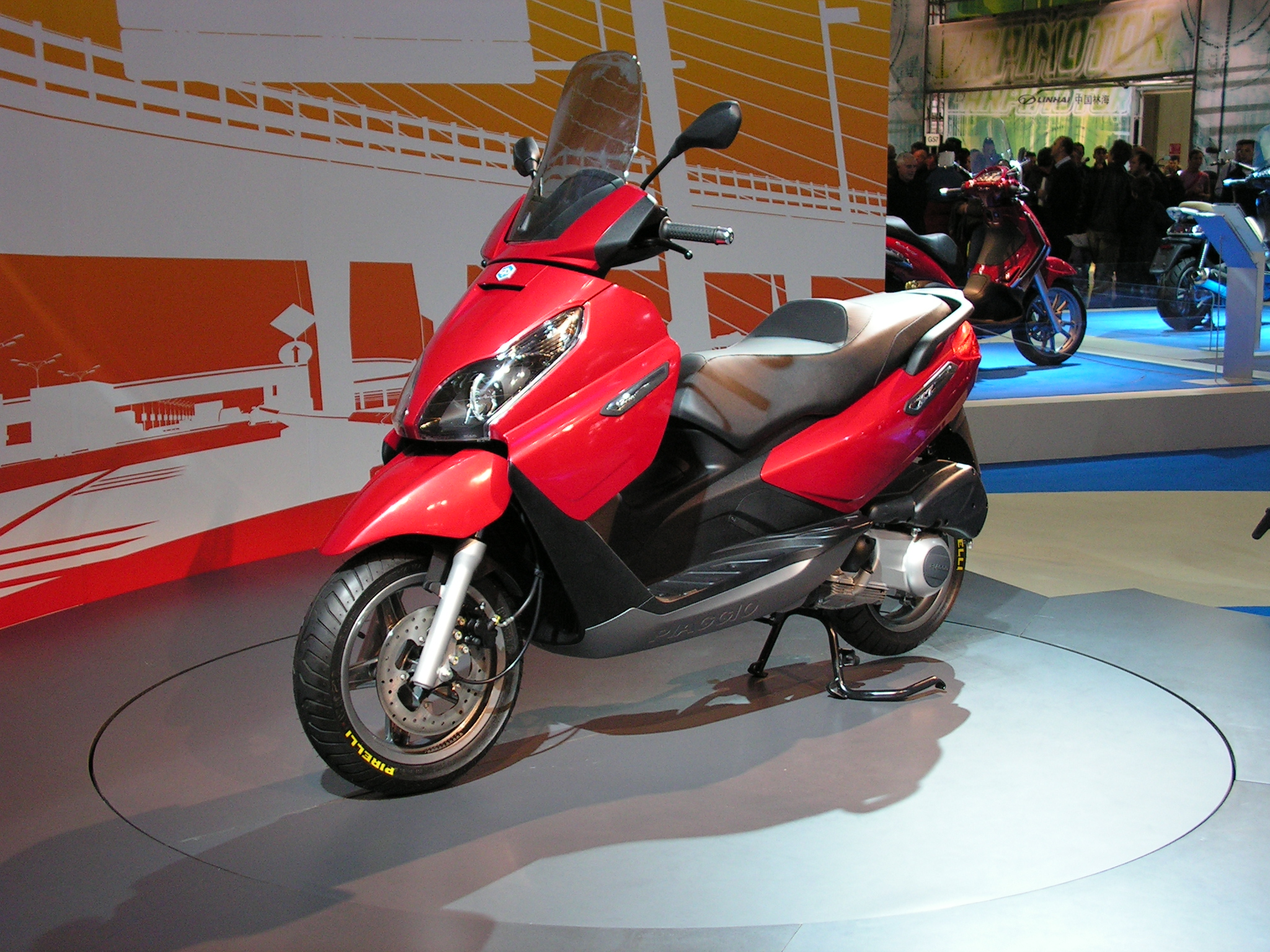
Piaggio X7 (2007).
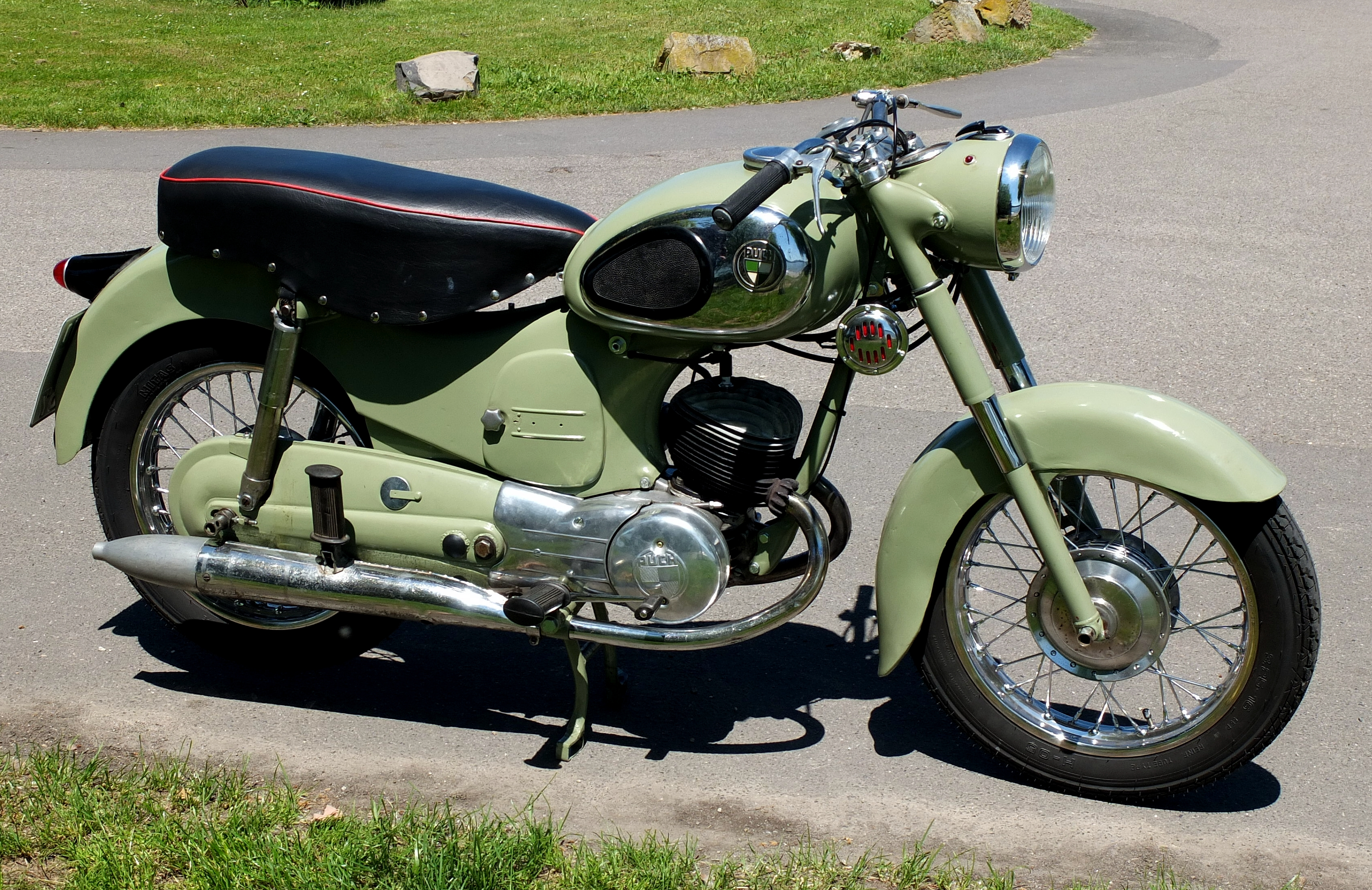
Puch SV 125 (1956).

## Q
- Quantya
- QRO

## R
- Ratier ( France, 1959-1962)
- Radior ( France, 1904-1955)
- Rasser (FR, Bezons, c 1921- ?)
- Ravat ( France, 1922-1954)
- Reading Standard (USA, 1903-1922)
- René Gillet ( France, 1898-1957)
- RenNa ( France, 2003-)
- Rex
- Rhony'x ( France, 1924-1932)
- Rieju ( Espagne, 1952-)
- RO-C Works ( France, 2022-)
- Rokon ( États-Unis, 1959-)
- Roland ( France, 1906)
- Roper (en)
- Rosselli (IT, 1899-1910)
- Rover
- Royal Enfield ( Royaume-Uni, 1898-1970)
- Royal Enfield ( Inde, 1995-)
- Royal Moto ( France, 1923-1933)
- RPF (FR, Saint-Étienne, 1848-1939, repris par DEVRON en 1939)
- Rudge-Withworth (Rudge) (UK, 1911-1940)
- Rumi
- Rupta (FR, Saint-Étienne, 1910-1913, repris en 1914 par Manufrance sous la marque Hirondelle)

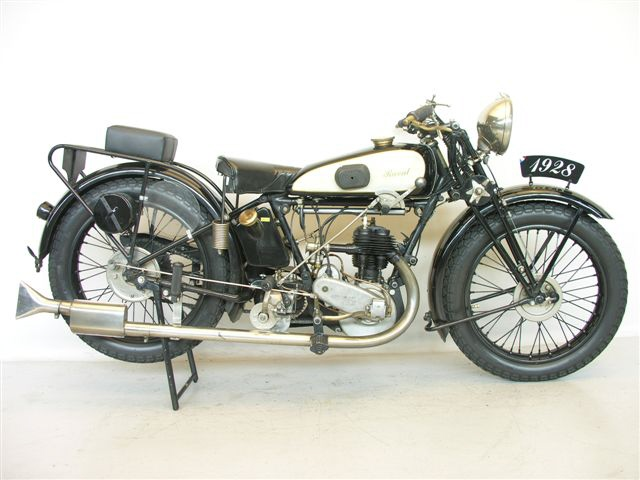
Ravat ER21 (1928).
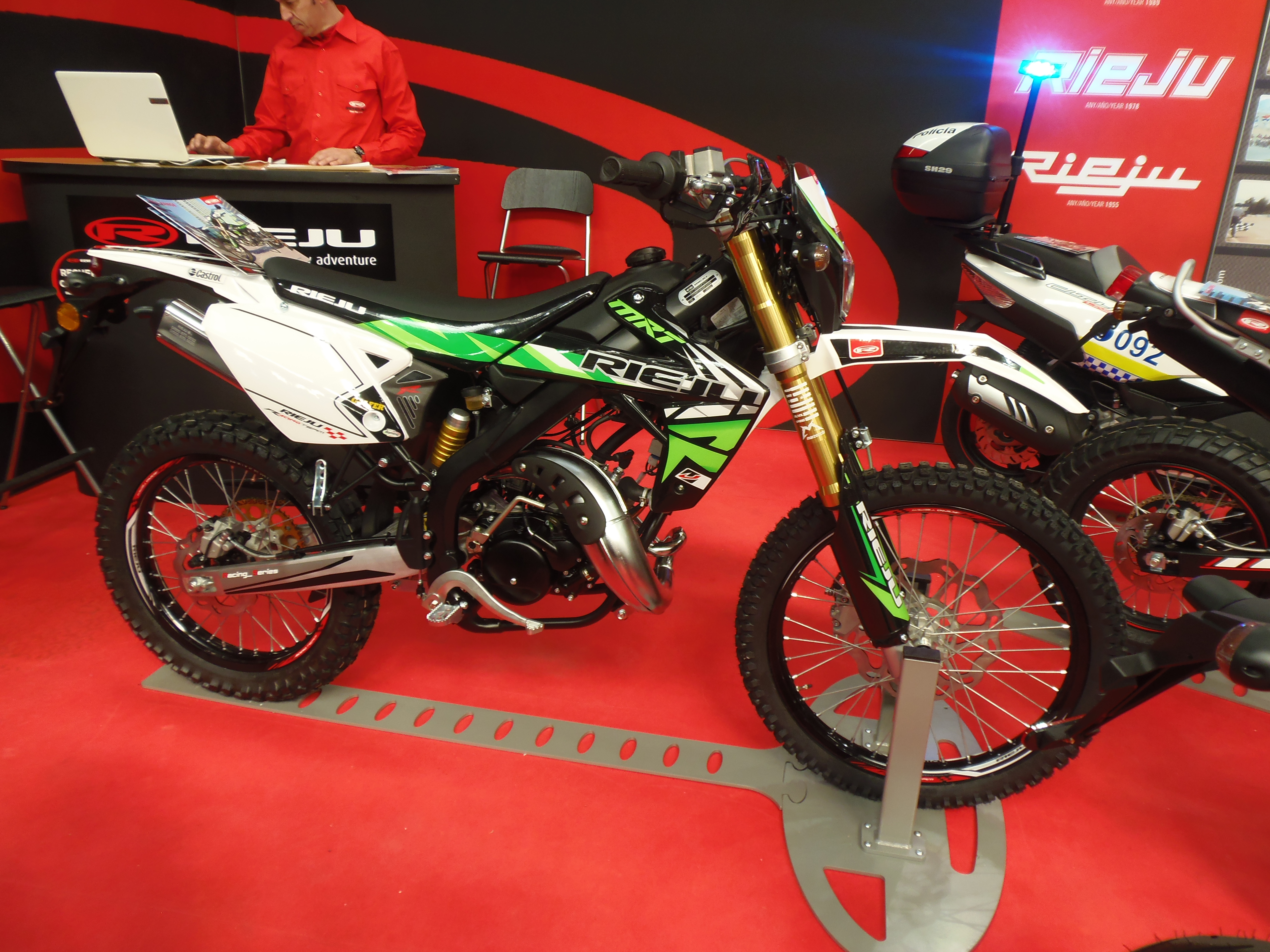
Rieju MRX PRO 50 (2008).
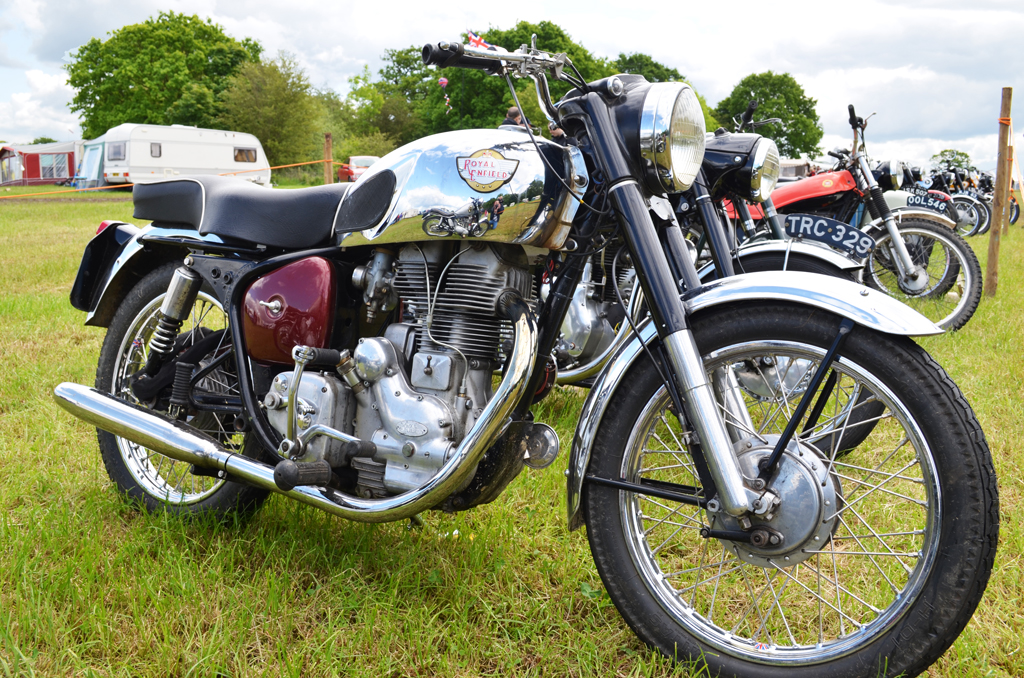
Royal Enfield Bullet 500 (1965).
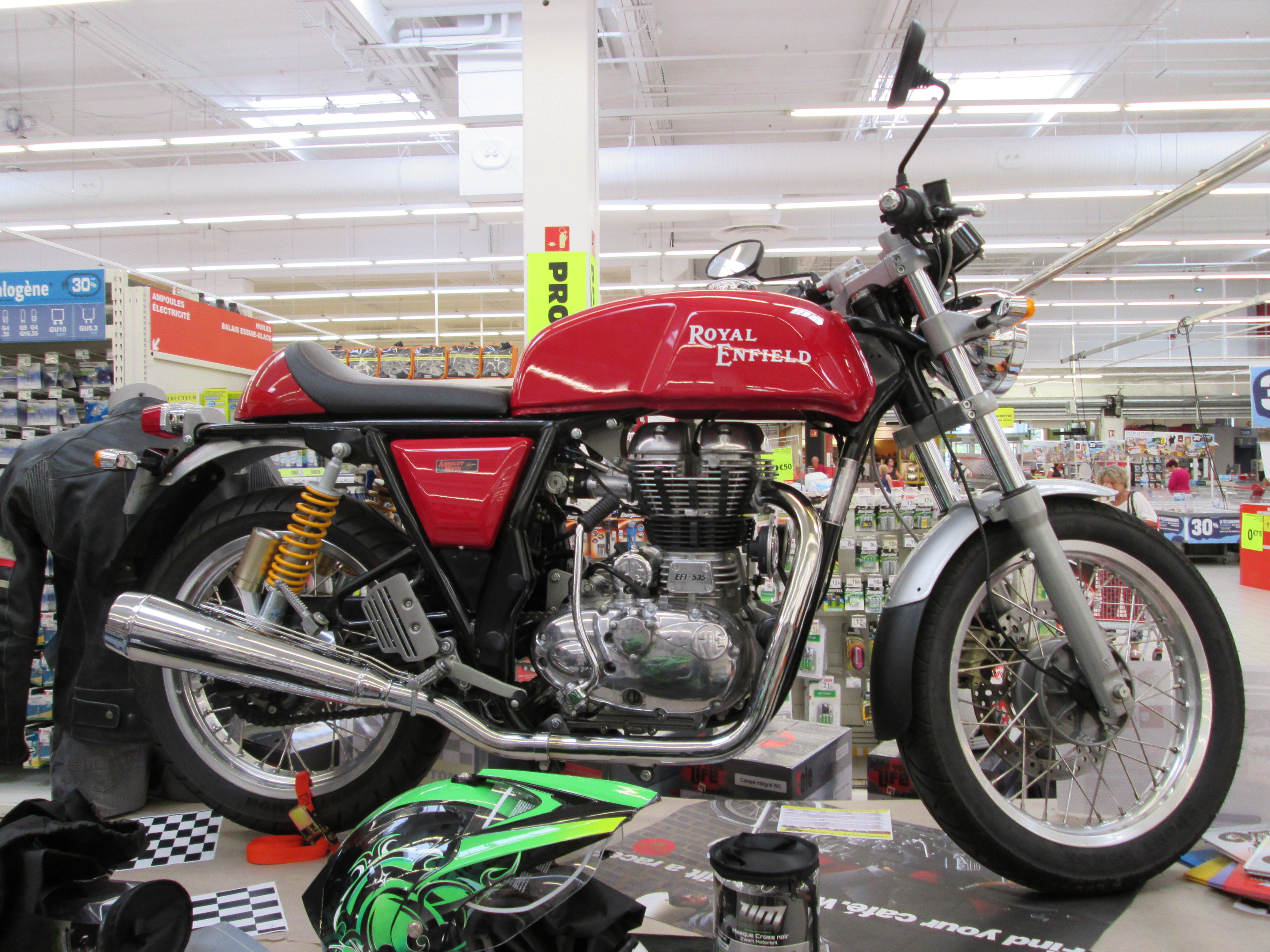
Royal Enfield Continental GT (2014).

## S
- Sachs (( Allemagne, 1979-)
- Saxon
- San sou pap ( France, 1923-1936)
- Sanglas
- Saroléa
- Scorpa
- Scotlander
- Scott
- Sertum ( Italie, 1932-1951)
- Sherco ( France, 1998-)
- SHL
- SIAMT
- Side-Bike
- Sidemotor
- Sima (Beaune, FR ; marque Mash)
- Simca Sevitame
- Simonini
- Simpson
- Simson ( Allemagne de l'Est, Suhl, 1856-)
- Skygo
- Socovel (nl) (BE, 1941-1956)
- Sokół
- Solex ( France, 1946-1991)
- Soyer ( France, 1920-1935)
- Spigaou
- Stimula ( France, 1902-1914)
- Stella ( France, 1922-1931) https://www.motocyclettestella.fr/
- Styl'son ( France, 1919-1934)
- The Sun
- Sumita ( Japon, 1953-1955)
- Sunbeam
- Supplexa (FR, 1922-1932)
- Suquet (FR, 1929-1934)
- Suzy (FR, 1932-1933)
- Suzuki ( Japon, 1952-)
- SWM
- Sym
- Syphax (FR, 1950-)

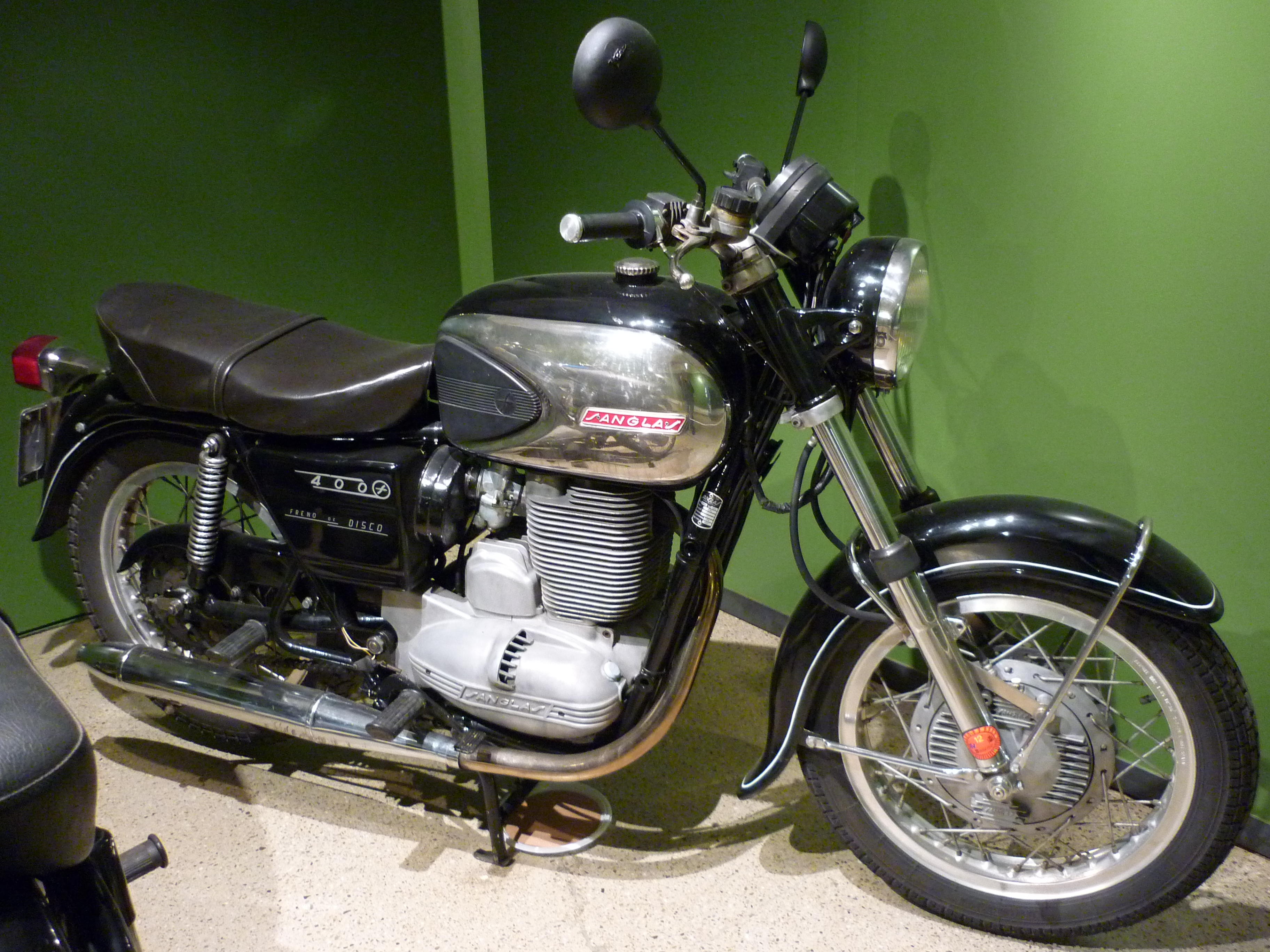
Sanglas S-O 400 (1976).
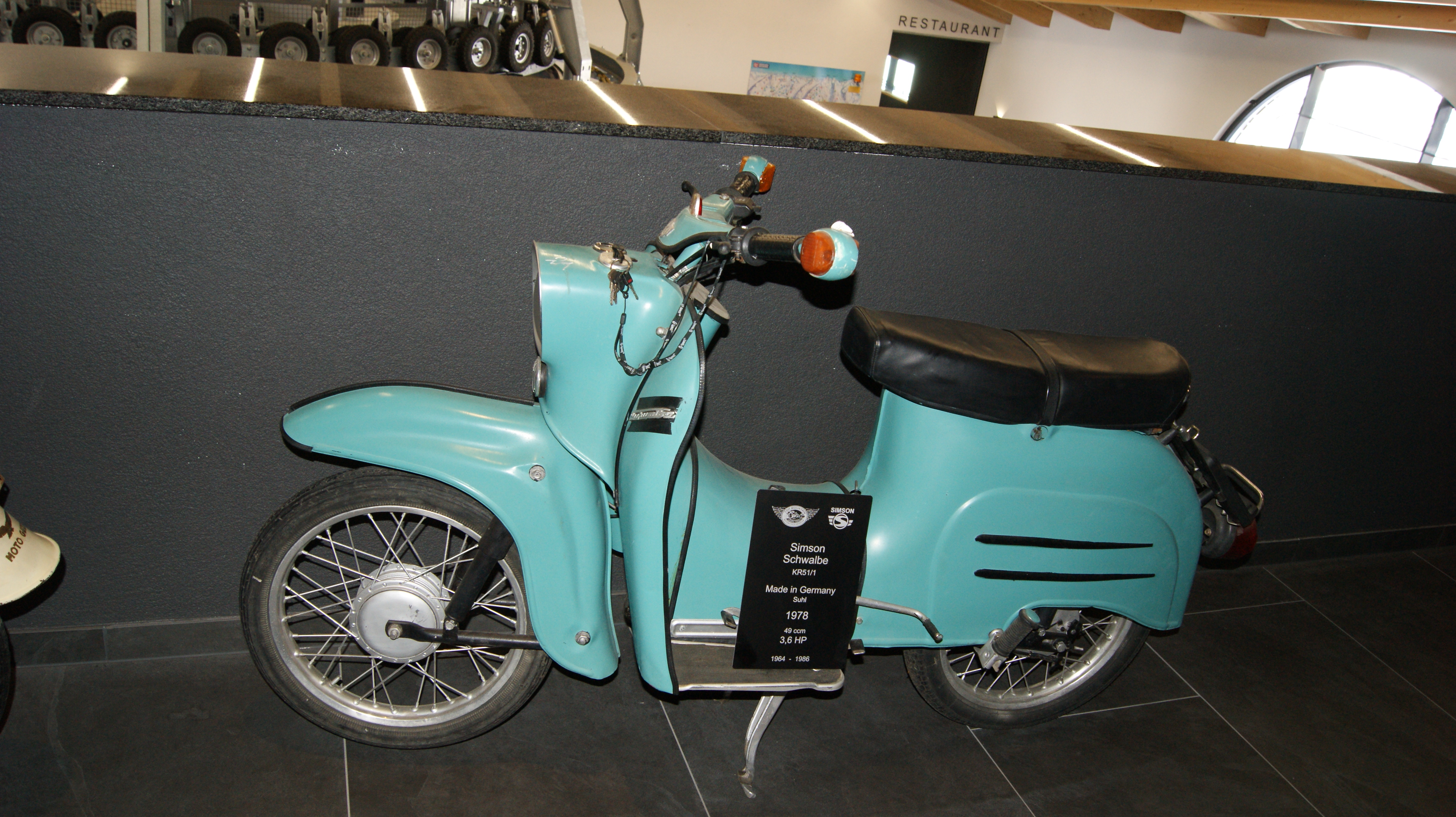
Simson Schwalbe KR51 (1978).
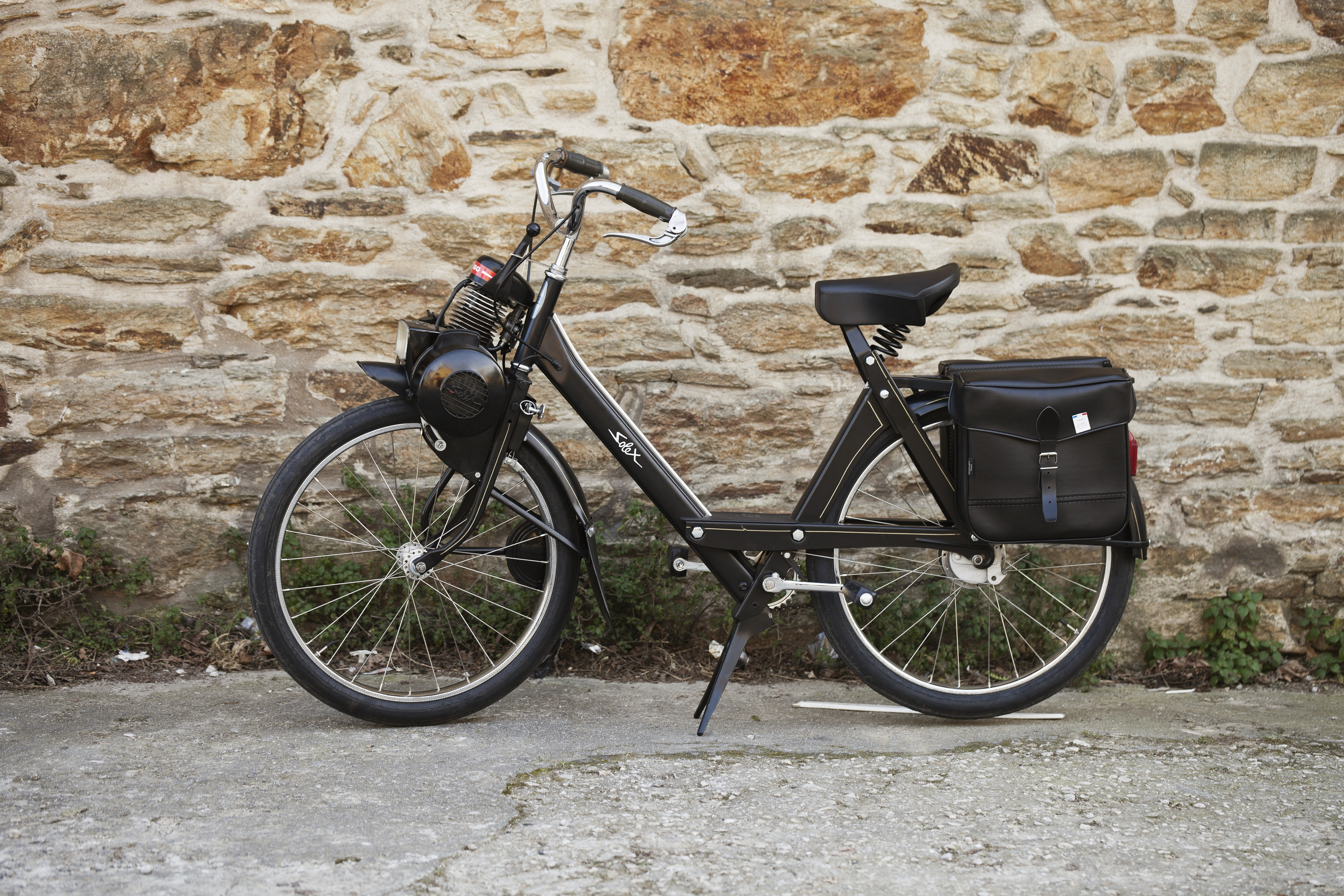
Solex 3800 (1966).
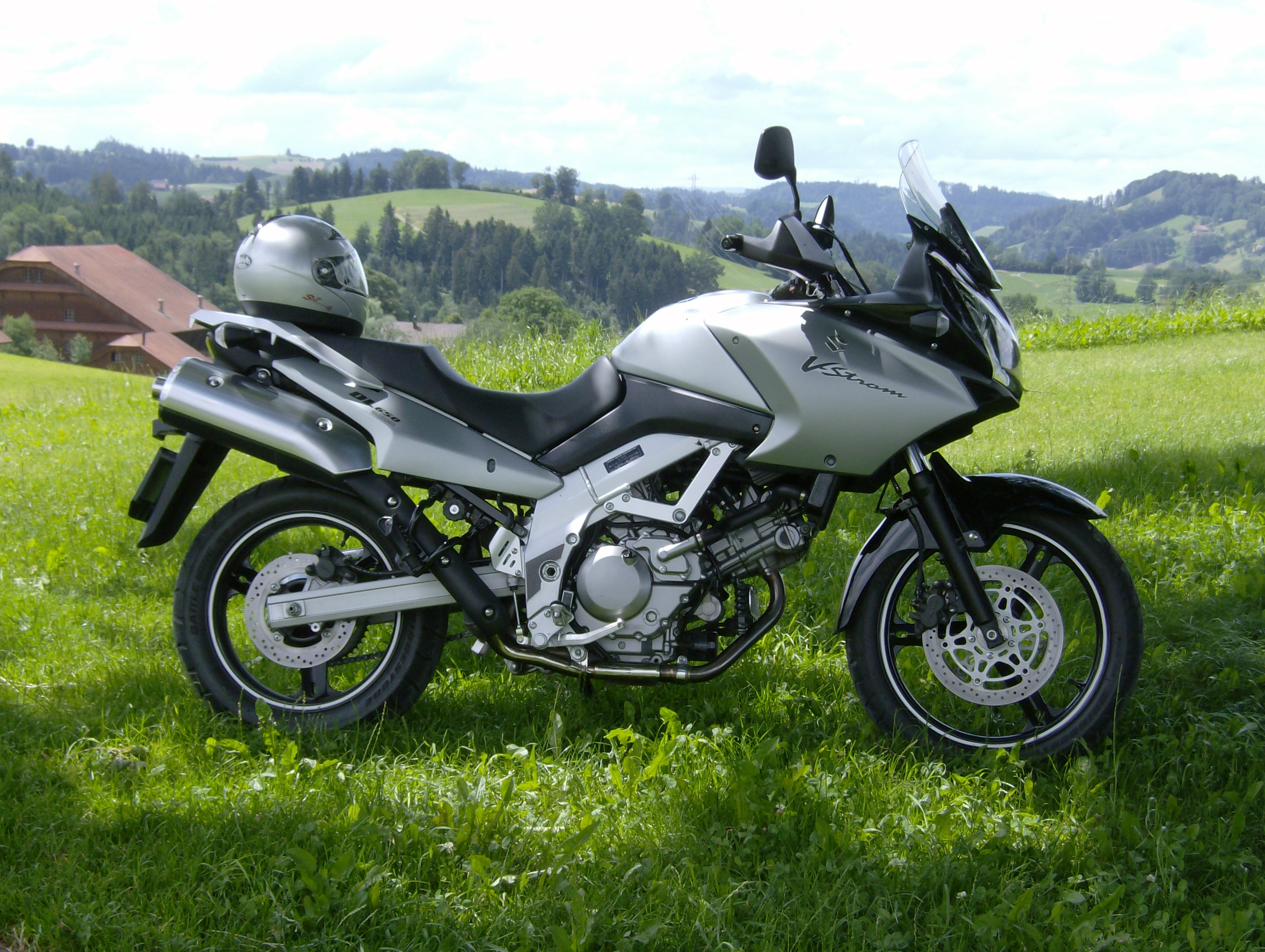
Suzuki V-strom 650 (2004).

## T
- Taurus ( Italie, 1933-1966)
- Tendil[5]
- Terrot ( France, 1901-1961)
- TM Racing
- To
- Tornax ( Allemagne, 1926-1955)
- Train ( France, 1913-1939)
- Triton
- Triumph ( Royaume-Uni, 1902-)
- Triumph (TWN) ( Allemagne, 1903-1957)
- TVS ( Inde, 1978-)

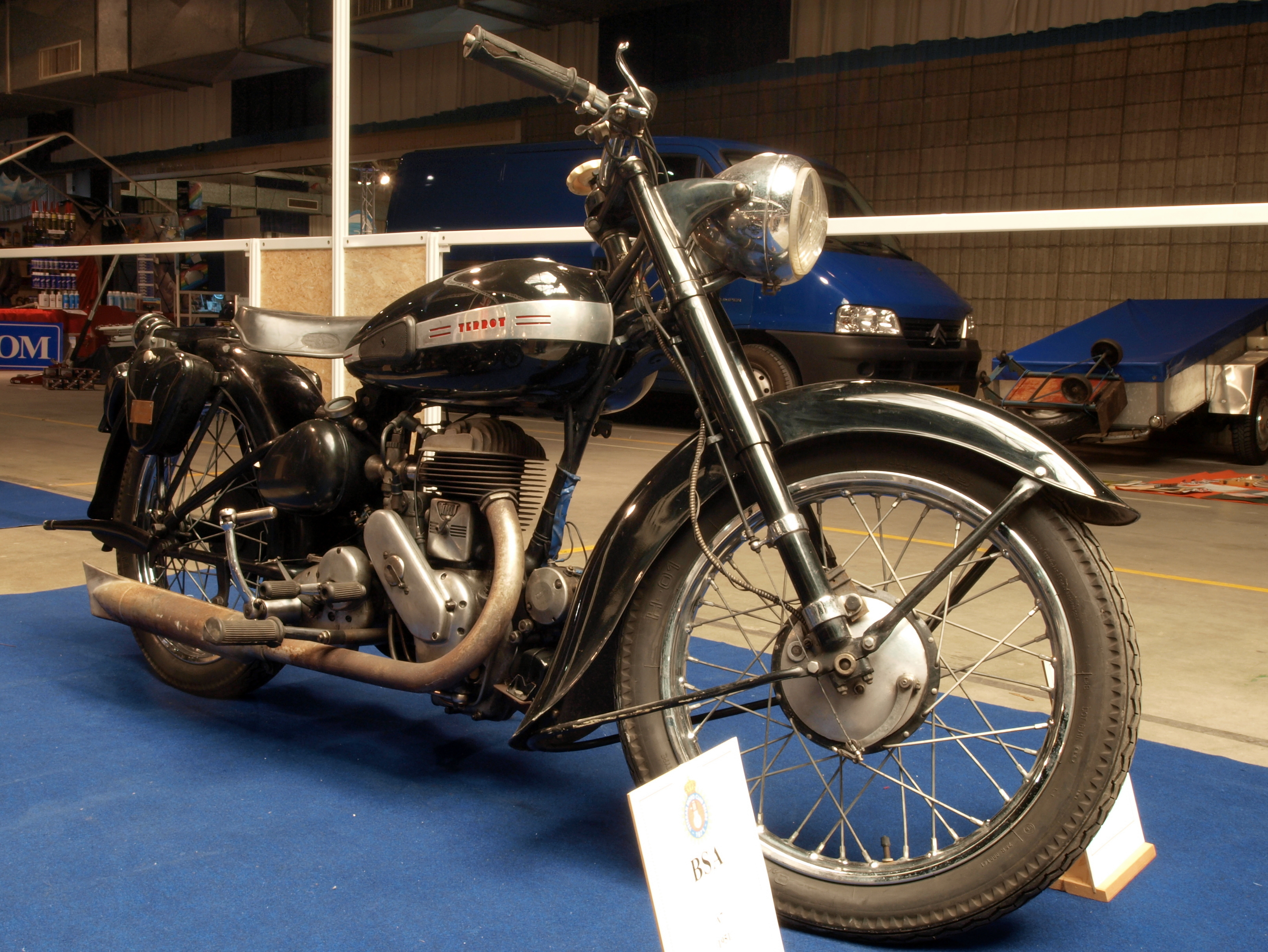
Terrot HTCL 350 (1951).
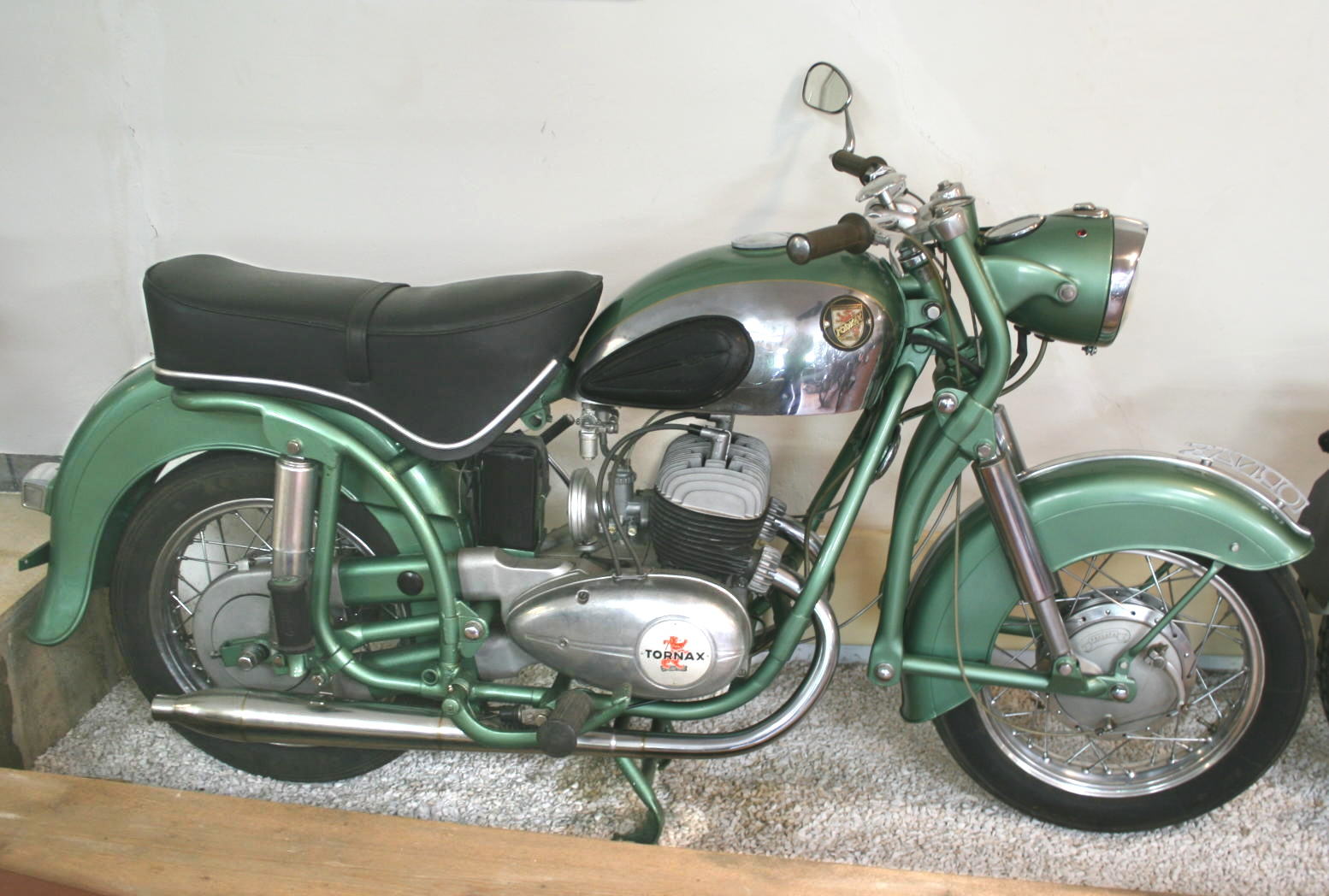
Tornax S250 (1953).
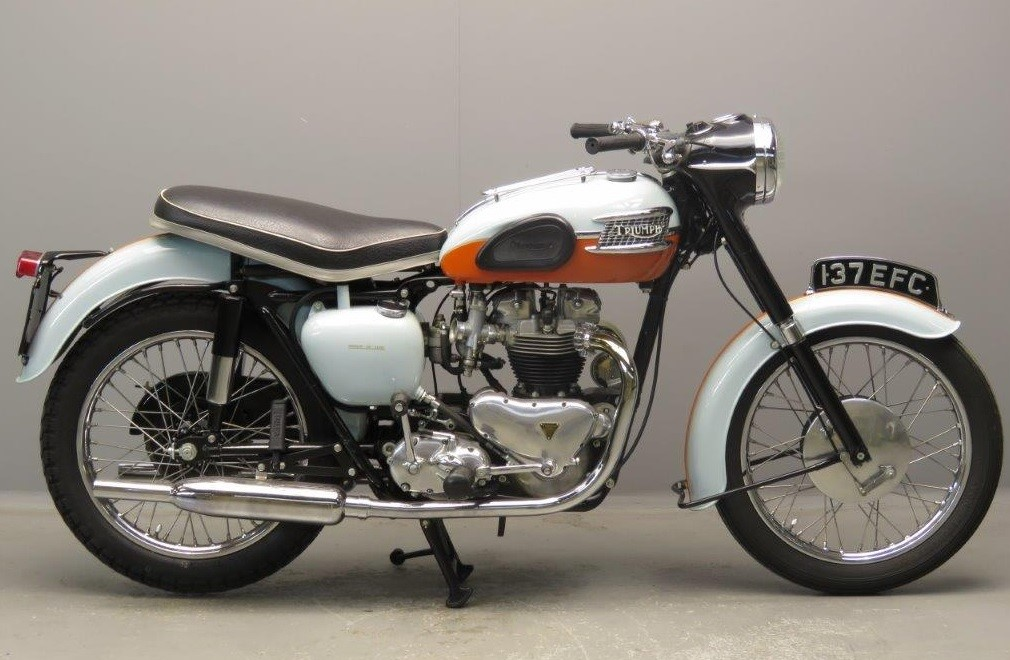
Triumph T120 Bonneville (1958).
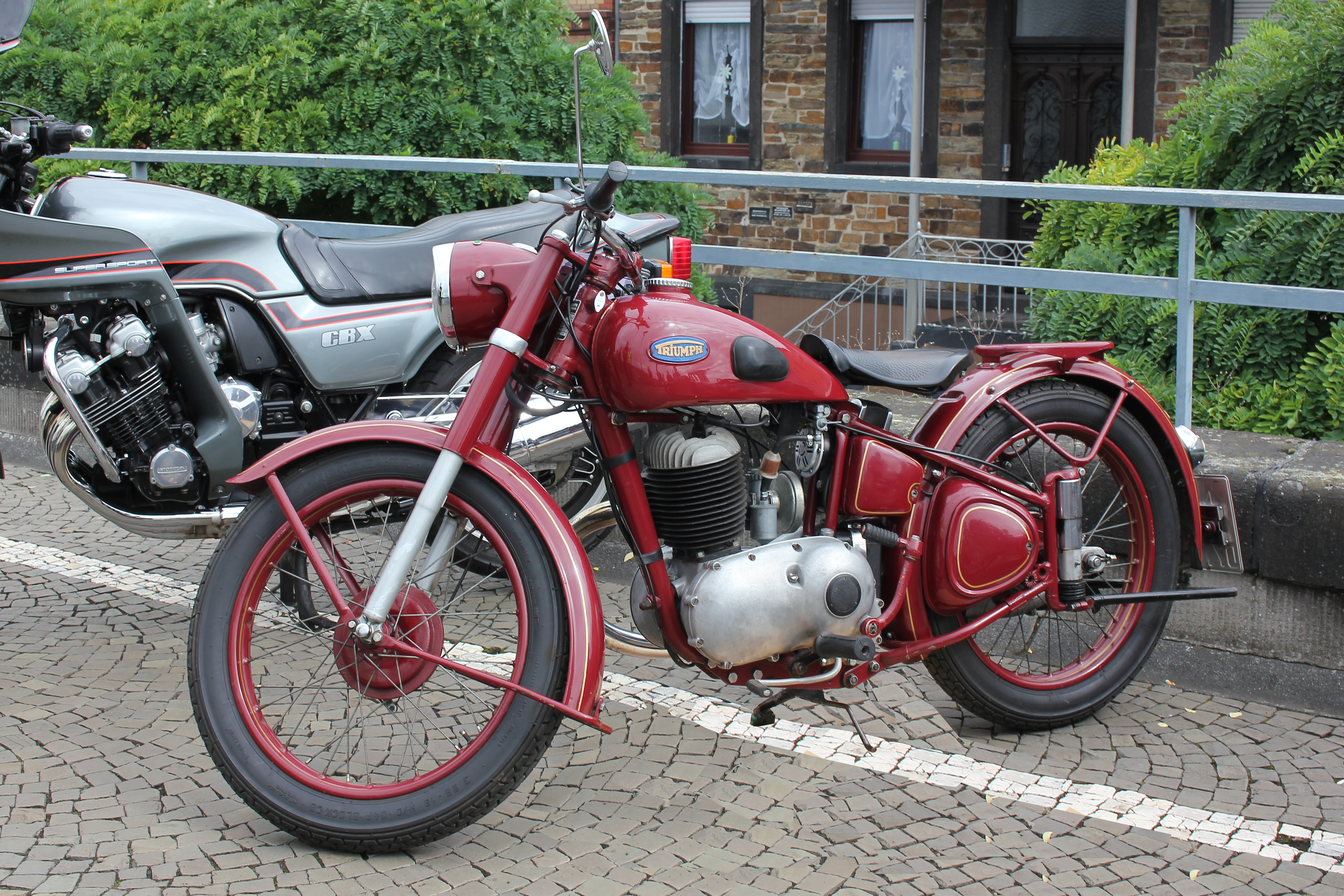
Triumph TWN BDG 250 H (c.1955).

## U
- Ultima ( France, 1908-1958)

## V
- Van Veen ( Allemagne, 1978-1981)
- VAP ( France, 1951-c.1970)
- Velocette ( Royaume-Uni, 1905-1971)
- Vélosolex ( France, 1946-1991)
- Vertemati Racing ( Italie, Triuggio, 1993-)
- Vespa ( Italie, 1946-, ligne de produits du groupe Piaggio)
- Victory ( États-Unis, 1998-2017)
- Villa ( Italie, 1968-1988)
- Vincent ( Royaume-Uni, 1928-1955)
- Viratelle ( France, 1906-1924)
- Voge ( Chine, 2018-)
- Vostok ( URSS), 1942-1990)
- Voxan ( France, 1995-2009)
- Vyrus ( Italie, 2002-)

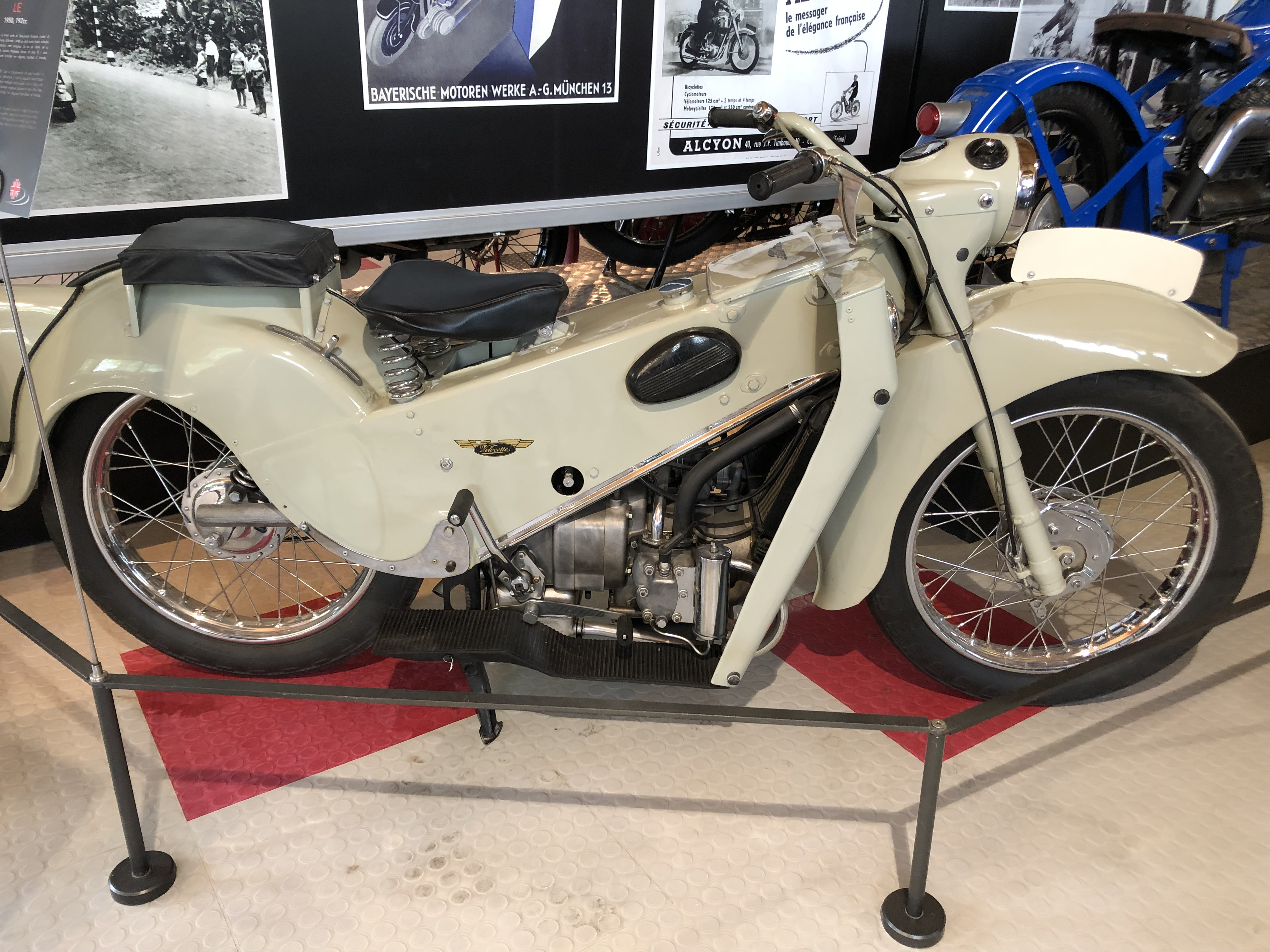
Velocette LE 200 (1950).
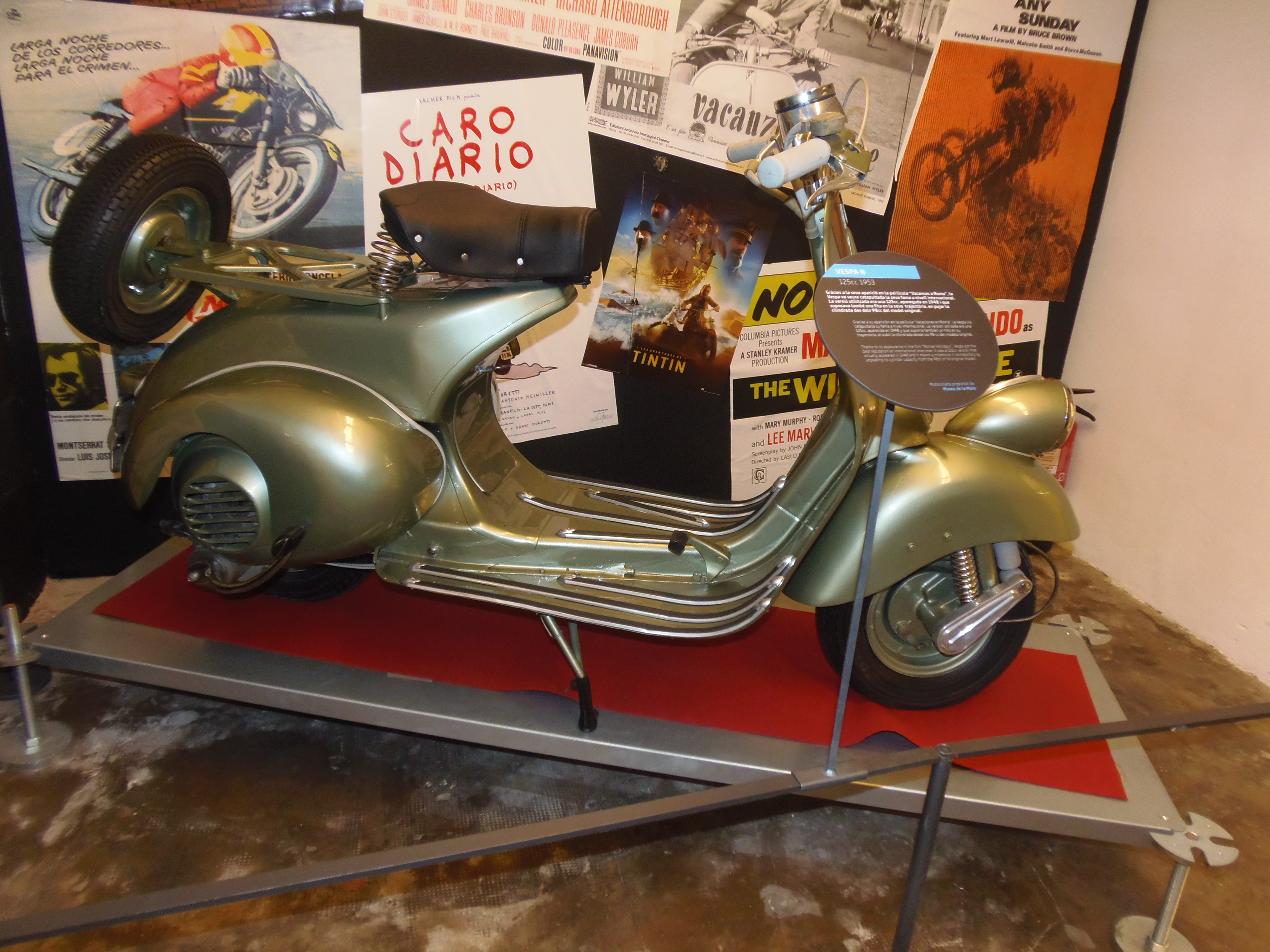
Vespa 125 N (1953).
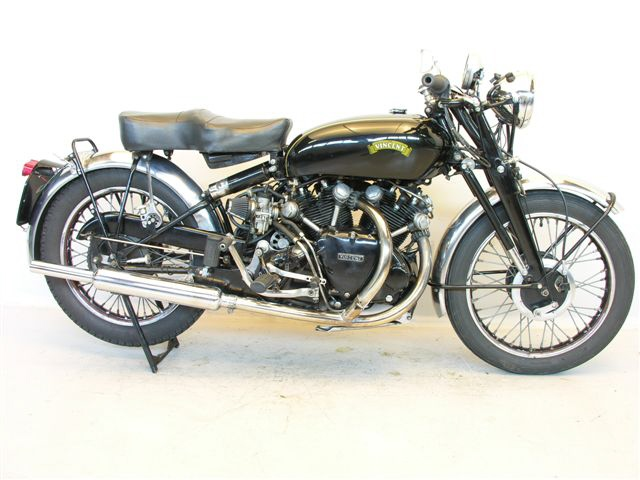
Vincent C Black Shadow (1950).
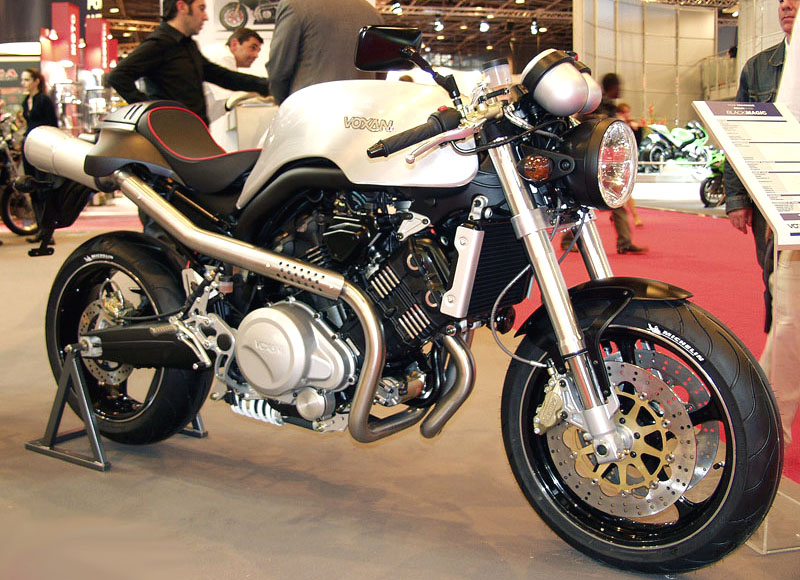
Voxan Black Magic (2006).

## W
- Wakan ( France, 1999-2012)
- Wanderer ( Allemagne, 1902-1929)
- Wasp Motorcycles ( Royaume-Uni, 1963-)
- Watabike
- West Coast Choppers ( États-Unis, 1992-2010)
- Werner ( France, 1897-1908)
- WFM ( Pologne, 1959-1966)
- Whizzer (motorcycles) (en) ( États-Unis, 1939-1965)
- Wilkinson ( Royaume-Uni, 1903-1916)
- Williamson ( Royaume-Uni, 1912-1920)
- Windhoff ( Allemagne, 1925-1933)
- Wonder (sous-marque de Ravat) ( France, 1910-1958)
- Wooler ( Royaume-Uni, 1909-1956)
- WSK (motorcycle) (en) ( Pologne, 1955-1985)

## X
- Xingfu ( Chine, 1985-)

## Y
- Yadea ( Chine, 1997-)
- Yale (nl)
- Yamaha ( Japon, 1954-)
- Y2K Superbike (en)

## Z
- Zedel ( France, 1902-1915)
- Zero Engineering ( Japon, 1992-)
- Zid ( Russie, 1916-)
- Zhongyu ( Chine)
- Zongshen ( Chine, 1995-)
- Zontes (groupe Guangdong Tayo Motorcycle Technology) ( Chine, 2003-)
- ZPmoto ( Allemagne, 2009-)
- Zündapp ( Allemagne, 1921-1984)

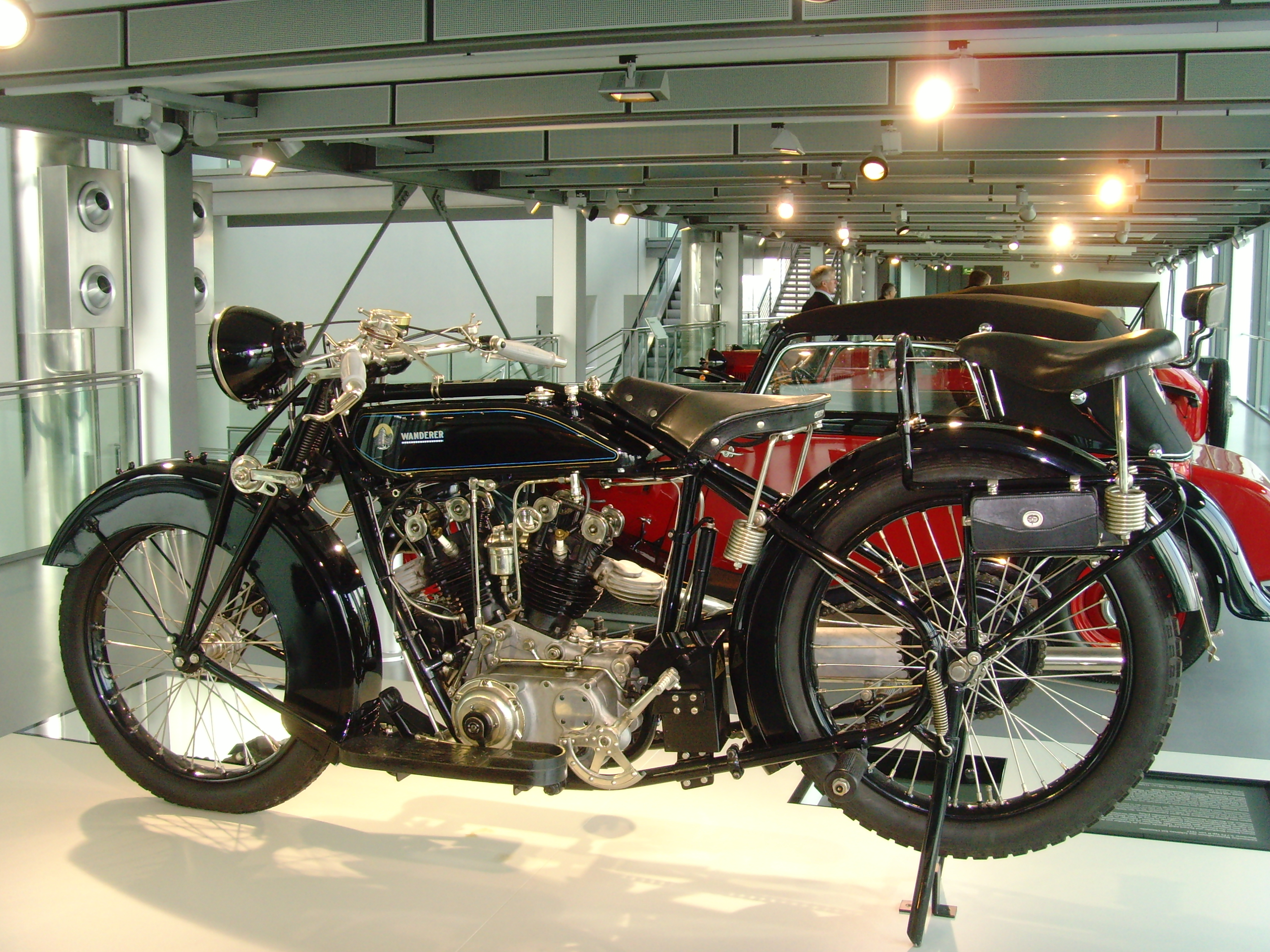
Wanderer Type H (1927).
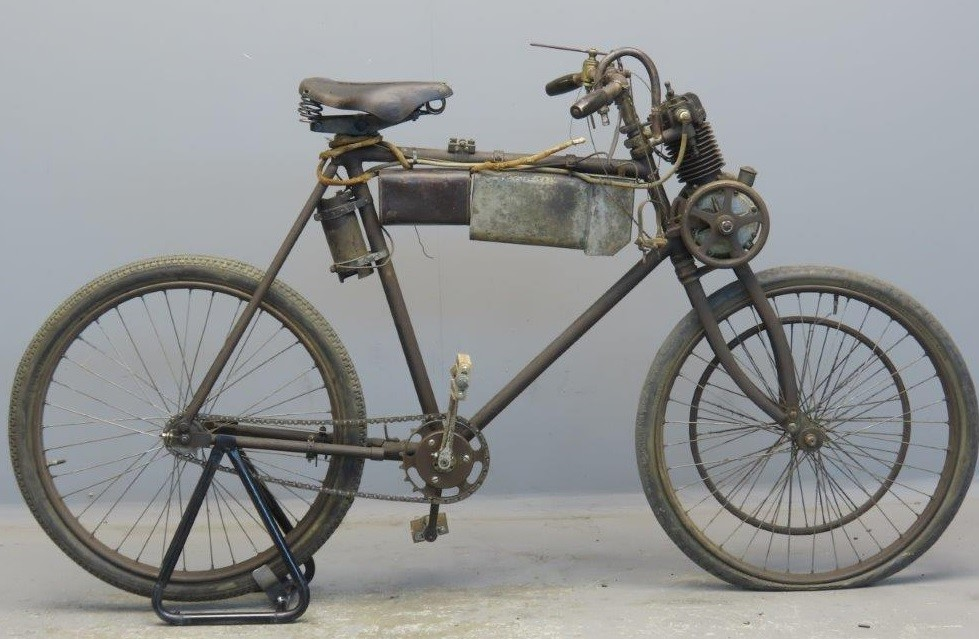
Werner 217 cm3 (1899).
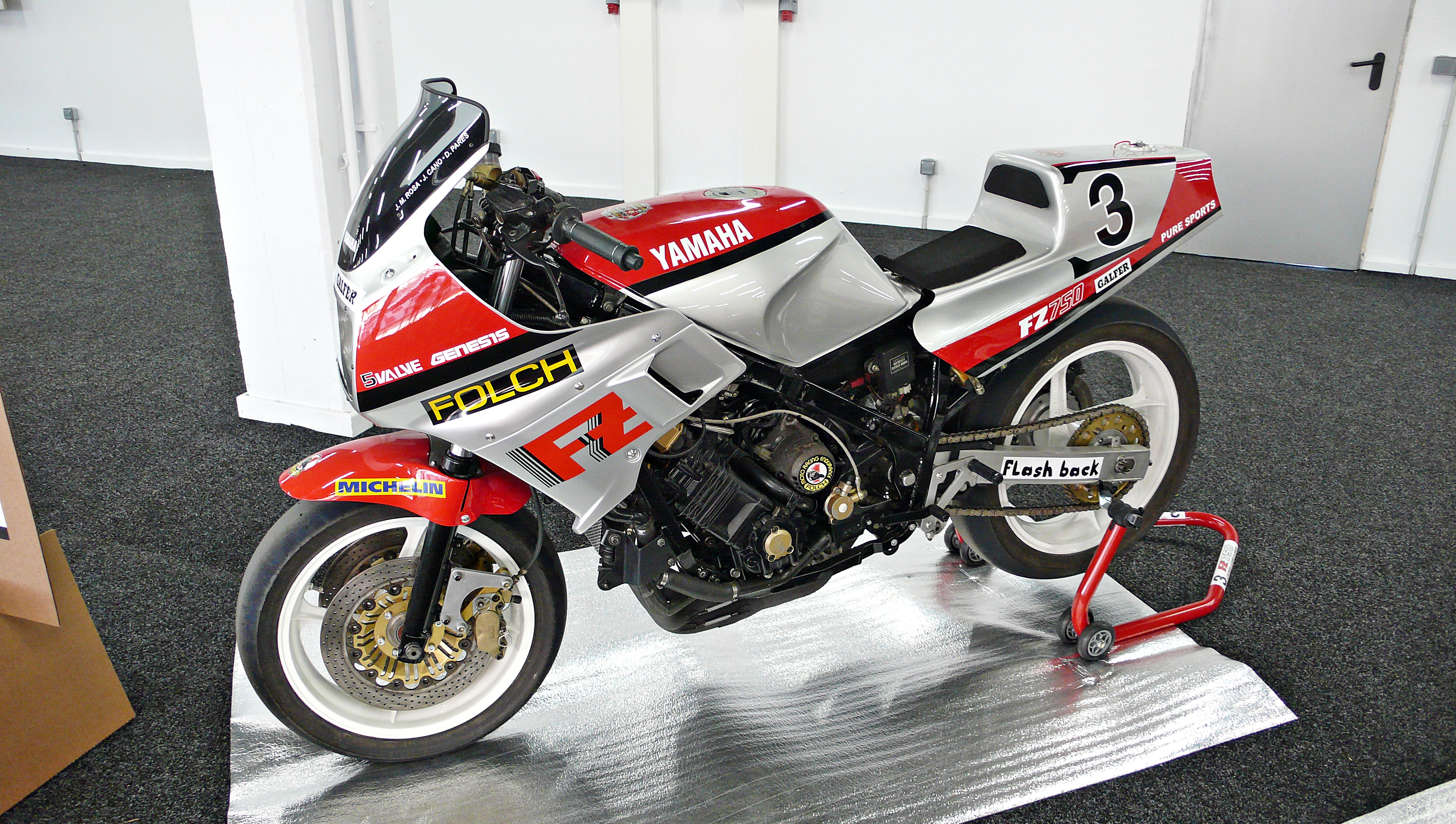
Yamaha FZ 750 (1985).
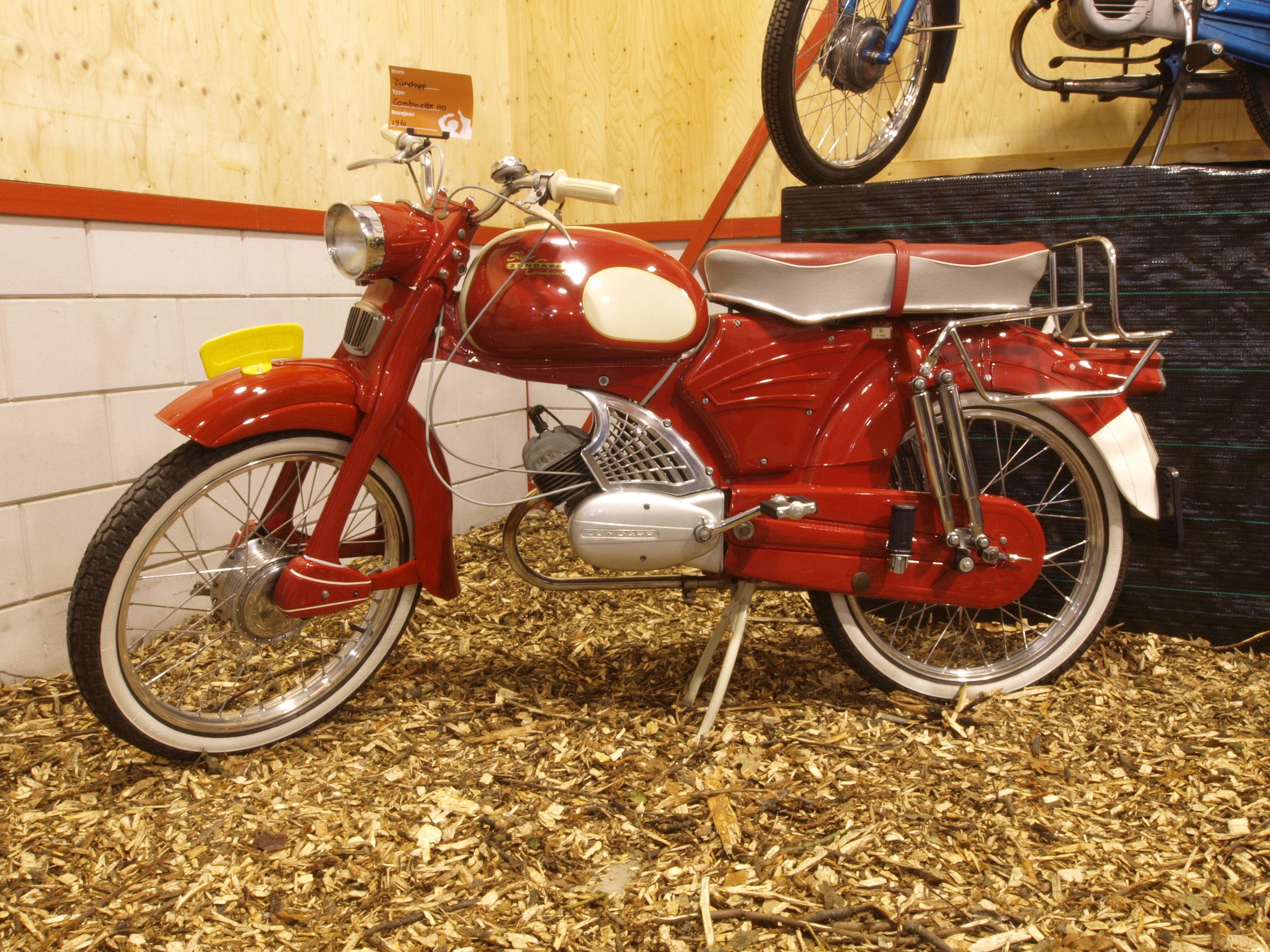
Zündapp Combinette 110 (1961)